# Église Saint-Honoré de Verneuil-en-Halatte
Pour les articles homonymes, voir Église Saint-Honoré.
L’église Saint-Honoré est une église catholique paroissiale située à Verneuil-en-Halatte, dans le département de l'Oise, en région Hauts-de-France, en France. Ses origines devraient remonter à la fin du XIe siècle. Peu de temps après, en 1104, l'église est donnée à l'abbaye de Molesme, qui y fonde un prieuré-cure bénédictin. Ce prieuré est au titre de sainte Geneviève, alors que la paroisse est placée sous le patronage de saint Honoré, patron des boulangers. Un clocher octogonal est édifié au-dessus de la première travée du chœur. Seule sa souche en subsiste, cachée sous la toiture. Vers 1170, des croisillons ou chapelles sont ajoutées au nord et au sud, dans le style gothique primitif. Ce qui en reste aujourd'hui, une arcade avec des chapiteaux et un mur avec une fenêtre, représente les parties les plus anciennes de l'église actuelle. Au XVe siècle en effet, le clocher s'effondre apparemment, et les arcades endommagées sont rebâties dans le style gothique flamboyant naissant, encore peu affirmé. Puis, à partir du dernier quart du XVe siècle et jusqu'au début du XVIe siècle, toutes les autres parties anciennes sont successivement démolies, et une nouvelle église construite. Sa nef et ses bas-côtés se caractérisent par leur élégance et un style flamboyant particulièrement pur. Les parties orientales sont moins homogènes et d'une facture plus simple, mais comportent par contre des culs-de-lampe sculptés. Le clocher n'est achevé que bien après la fin de la période gothique, sans doute après 1600, mais sa flèche en pierre s'inscrit néanmoins encore dans la tradition gothique. À l'extérieur, le portail occidental et le porche richement décoré, vers la place du marché côté nord, sont également remarquables. L'église a été inscrite au titre des monuments historiques par arrêté du 3 novembre 1927, et a été restaurée par la commune pendant les années 1980.

## Localisation
L'église est située en France, en région Hauts-de-France et dans le département de l'Oise, dans l'agglomération creilloise, non loin de la rive gauche de l'Oise, sur la commune de Verneuil-en-Halatte. Le bourg est bordé par la forêt d'Halatte, et fait partie du Parc naturel régional Oise-Pays de France. L'église est implantée au milieu du bourg, près du carrefour rue Jean-Jaurès, rue Victor-Hugo et rue Pasteur, sur la place du marché qui se situe au nord et à l'est de l'église. Le portail principale est celui qui est abrité par le porche, au nord. La façade occidentale est précédée par un petit parvis engazonnée, mais son exigüité empêche de la contempler en prenant du recul. Toute l'élévation méridionale donne sur un terrain municipal désaffecté non accessible au public (l'enclos de l'ancien prieuré), et se dérobe ainsi aux regards. On bénéficie cependant d'une vue sur l'église et le bourg depuis le versant de la forêt d'Halatte, accessible par l'escalier à la fin de la place de Piégaro. La mairie et le Musée de la mémoire des murs Serge-Ramond se trouvent à proximité immédiate.

## Histoire

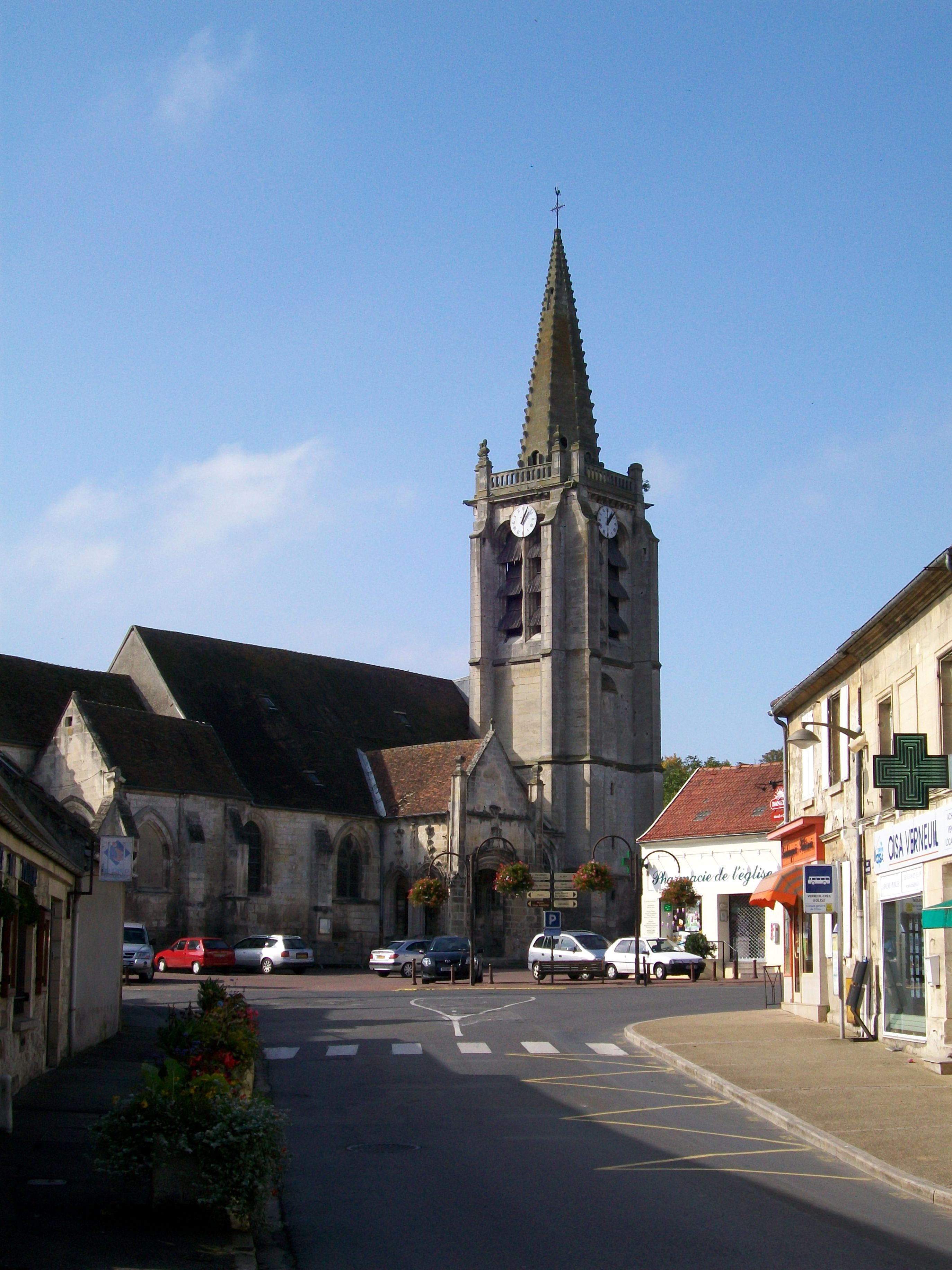
Vue depuis le nord-est.

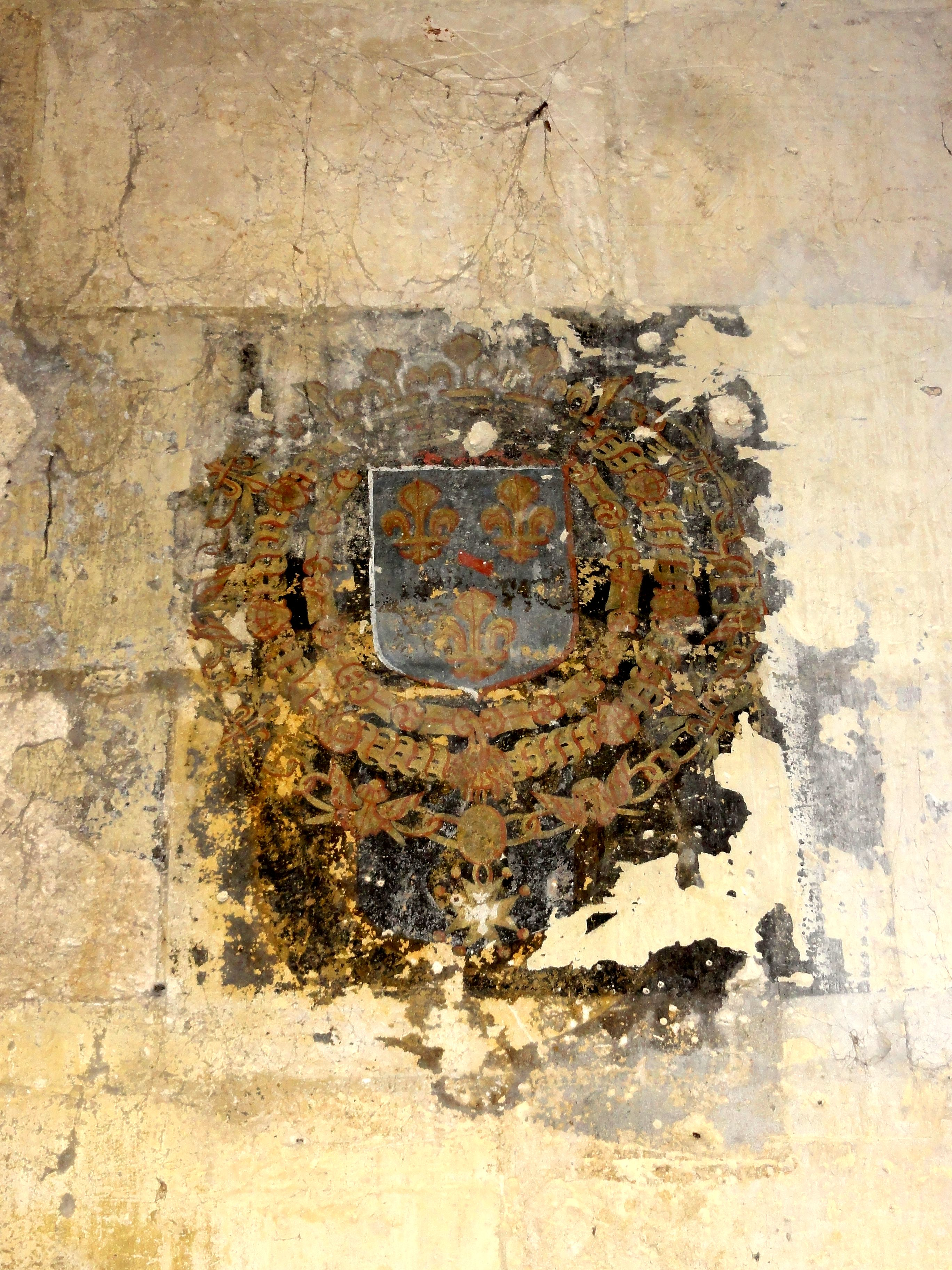
Litre seigneuriale du duc de Verneuil au revers du mur occidental de la nef.

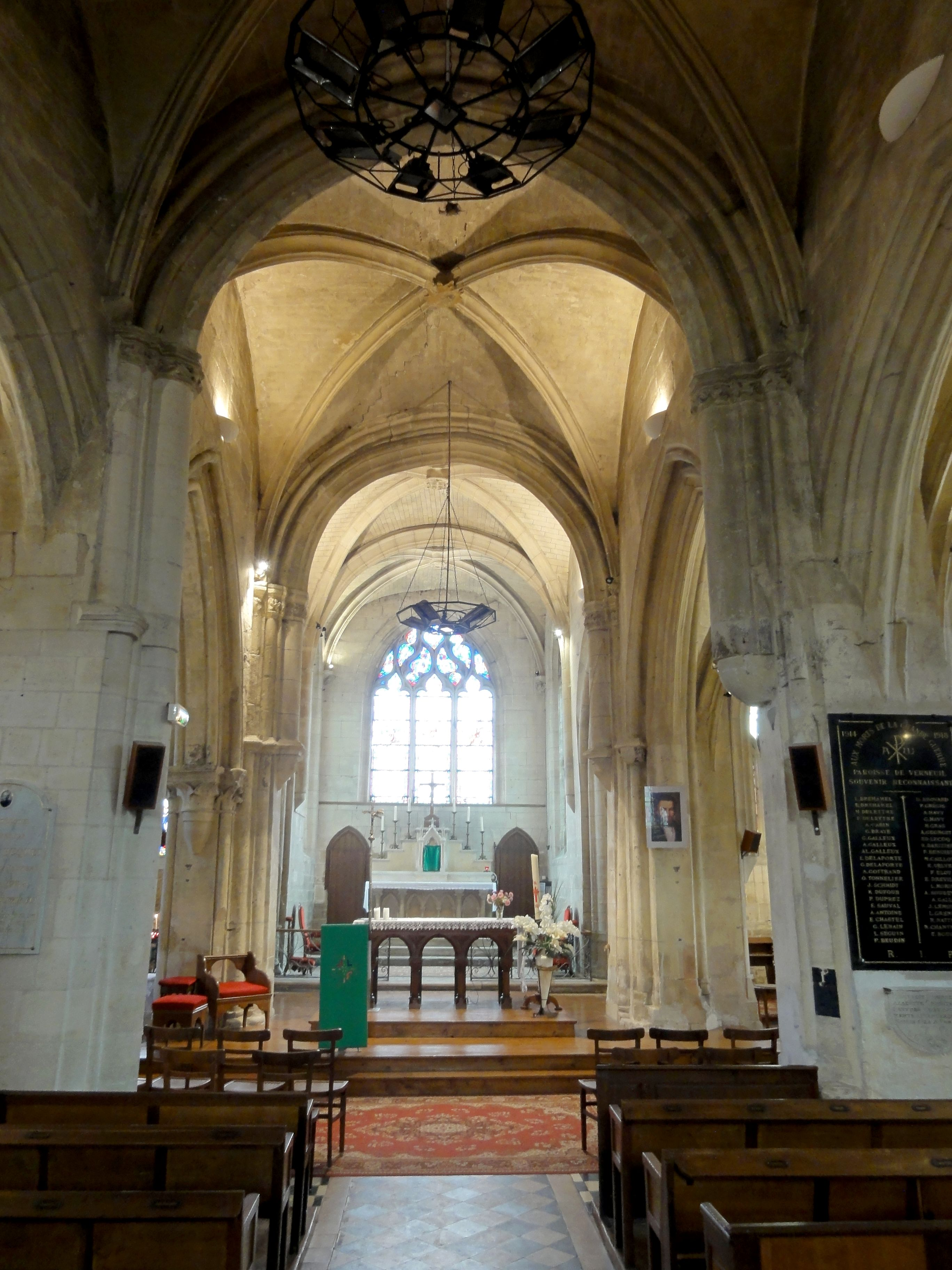
Nef, 5e travée, vue vers l'est sur la base de l'ancien clocher et le chœur.

L'histoire de l'église reste méconnue, et une récente publication parue en 2013 n'a pas révélé de nouveaux éléments. En effet, le prestigieux château bâti à partir de 1560 par Jacques Ier Androuet du Cerceau, et terminé par Salomon de Brosse après son rachat par Henri IV pour sa maîtresse Catherine Henriette de Balzac d'Entragues, a toujours monopolisé l'attention des historiens. Il est néanmoins ruiné depuis que le prince de Condé entreprit sa démolition en 1734. — Louis Graves affirme qu'on a toujours fait référence à Verneuil comme ville dans les chartes anciennes, et que le lieu devait avoir une certaine importance. Ce fut une prévôté particulière. Sans doute au XIIe siècle, Verneuil bénéficie même d'une charte de commune, à l'instar des communes voisines de Pontpoint et Senlis, et a ses propres coutumes. Les origines de l'église remontent à une époque incertaine, mais au moins à la fin du XIe siècle. En 1104, elle est donnée à la lointaine abbaye de Molesme (Côte-d'Or), qui y fonde un prieuré-cure bénédictin. Ce prieuré est au titre de sainte Geneviève, alors que la paroisse est placée sous le patronage de saint Honoré, patron des boulangers. Le curé, en même temps prieur, est à la nomination de l'abbé de Molesmes. Sans doute sur l'initiative et sur les fonds de l'abbaye de Molesme, le chœur roman est construit quelque temps après, au début ou au cours de la première moitié du XIIe siècle. Le clocher était octogonal, comme à Cambronne-lès-Clermont, Foulangues et Rieux. Il s'élevait au-dessus de la première travée du chœur, devenant par la suite croisée du transept. Il n'en reste que des vestiges assez modestes, à savoir quelques chapiteaux et la souche du clocher, cachée dans les combles. Par analogie avec d'autres églises contemporaines, et en analysant ce qui reste d'une deuxième campagne de construction menée vers 1170, l'on peut supposer que le chœur primitif n'avait pas de chapelles latérales et que le clocher était resté libre au nord et au sud. Ce sont donc deux croisillons ou chapelles latérales du chœur qui sont ajoutés vers 1170, dans le style gothique primitif. Seule la grande arcade au nord de la base du clocher le mur septentrional de la chapelle du nord en subsistent. L'existence de l'arcade témoigne d'une délicate reprise en sous-œuvre, courante au Moyen Âge, mais à laquelle l'on renonça dans des églises de villages de moindre importance, comme Saintines, Saint-Vaast-de-Longmont ou Villers-Saint-Frambourg. L'on ne peut pas se prononcer sur la nef, dont rien ne subsiste. L'on peut seulement affirmer qu'elle était pourvue d'une charpente qui comportait des éléments taillés et peints, qui ont été réemployés dans la charpente actuelle. En 1194, Verneuil est donné en fief, avec Pontpoint et Pont-Sainte-Maxence, à Hugues IV de Campdavaine par Philippe Auguste,,.
Le clocher s'écroule vers le sud au XVe siècle : c'est au sud de sa souche que l'on observe de nettes traces de reprises, et ce sont les arcades vers l'ouest, le sud et l'est qui ont été reconstruites peu de temps après, ainsi que l'arcade au sud de la travée suivante du chœur. Le style de ces arcades est atypique. Elles présentent encore des profils toriques, comme à la période gothique classique, et les rouleaux supérieurs sont séparés du rouleau inférieur par des gorges profondément accusées, ce qui devient courant au XIVe siècle. C'est de cette époque que Louis Graves a daté le chœur de l'église. Mais en même temps, le rouleau inférieur montre un début de mouluration prismatique ; les arcades longitudinales se fondent directement dans les piliers sans interposition de chapiteaux (sauf un chapiteau isolé au sud-est de la base de l'ancienne clocher) ; et les deux arcades transversales présentent des frises sculptés en guise de chapiteaux, ce qui indique le style gothique flamboyant et le XVe siècle. C'est donc au XVe siècle qu'il convient de situer l'écroulement du clocher. Il paraît par ailleurs que les rouleaux supérieurs des arcades font réemploi de claveaux plus anciens, ce qui expliquerait les incohérences stylistiques. D'autre part, les reconstructions évoquées doivent se situer au tout début de la période flamboyante, quand le nouveau style ne s'est pas encore clairement affirmé. Ainsi, l'on trouve trois profils différents sur les quatre arcades en question, et l'arcade au nord de la travée attenante du chœur, légèrement plus récente, présente encore un tore de chaque côté, qui cohabite avec les moulurations prismatiques. Les deux chapelles latérales et les deux dernières travées du chœur sont donc édifiées au début de la période flamboyante, à partir de 1470 et jusqu'à la fin du XVe siècle. Ces travaux ont sans doute été financés par les seigneurs de Verneuil, ce qu'indiquent leurs blasons présents à plusieurs endroits. La nef suit plus tard, à la limite avec le XVIe siècle, et reste sans voûtes dans un premier temps. L'on ajoute un porche devant le collatéral nord. Ensuite, la construction d'un nouveau clocher est entreprise. Ceci peut s'expliquer par une réparation provisoire de l'ancien clocher, qui n'est définitivement supprimé qu'après l'achèvement du nouveau, comme à Saint-Étienne de Beauvais. En tout cas, le chantier du nouveau clocher avance lentement, et son étage de beffroi ainsi que la flèche ne doivent dater que de la fin du XVIe ou du début du XVIIe siècle. Vers cette époque, Salomon de Brosse dessine le nouveau portail du collatéral nord, plus jeune que le porche encore purement flamboyant. Les voûtes de la nef ne sont lancées que tardivement, vers 1664 / 1674, dates qui figurent sur les clés de voûte de la seconde et de la quatrième travée,.
Sous l'Ancien Régime, la paroisse de Verneuil-en-Halatte fait partie de l'archidiaconé et doyenné de Clermont du diocèse de Beauvais, malgré la proximité du siège épiscopal de Senlis. Sauf pendant la période où le diocèse de Beauvais fut rattaché à celui d'Amiens, entre 1801 et 1822, Verneuil-en-Halatte a toujours appartenu au diocèse de Beauvais. — Le cimetière est transféré loin des habitations en 1832, à la suite d'une épidémie de choléra, porté dans le pays par un garçon arrivant de Paris le 11 avril de cette même année. Elle touche quarante-quatre personnes, dont quatorze meurent, et ne s'éteint que le 18 août. — Le chœur de l'église est restauré en 1894, date gravée sous la lunette de le voûte de la seconde travée, côté sud. Au début du XXe siècle, les traditionnelles processions vers la fontaine Sainte-Geneviève disparaissent. Elles donnaient lieu à une abondante décoration florale de l'église.
L'église est inscrite au titre des monuments historiques par arrêté du 3 novembre 1927. — À la Libération, le clocher est transpercé par un obus tiré par un char depuis la rive opposée de l'Oise. — Les stalles sous les arcades de la dernière travée de la nef sont enlevées au début des années 1960. En 1967, le conseil municipal décide la restauration des vitraux, qui est confiée à l'entreprise Barre d'Amiens. — Pendant les années 1970, la pile nord-ouest de la première travée du chœur commence à se fissurer. L'évolution est suivie par le CERCHAR, qui envoie un rapport inquiétant à la mairie en 1978. En mars, le curé signale l'apparition de fissures sous la voûte. Des travaux de sauvegarde et de mise en sécurité sont exécutés dès le mois de juin, puis, à partir du mois d'octobre, la pile est restaurée. La voûte est consolidée, et ensuite, les voûtes de la nef le sont également, travée par travée, ce qui prend plusieurs mois. Pour lutter contre la poussée latérale des voûtes, des poutres horizontales en béton armé sont construites, et les maigres arcs-boutants dans les combles des bas-côtés sont remplacés par des poutres en béton armé diagonaux. Une seconde tranche de travaux est décidée par le conseil municipal en 1983. Elle porte sur les couvertures et la flèche. Un nouveau coq est hissé au sommet le 24 mai 1984. Le porche est restauré l'année suivante et des pierres de la porte dessinée par Salomon de Brosse sont enlevées pour faire apparaître les contours du portail gothique. Les bancs de pierre sont supprimés. En 1986, suit la réfection des contreforts et pignons des bas-côtés ; en 1987, le chevet du vaisseau central ; et en 1988, le flanc sud du chœur. Bien entretenue, l'église Saint-Honoré est un lieu de culte vivant, et des messes dominicales anticipées y sont célébrées tous les samedis soir, sauf en partie pendant les vacances scolaires d'été. La paroisse de Verneuil-en-Halatte a été intégrée dans la paroisse du Creillois-Centre - paroisse bienheureux Frédéric Ozanam.

## Description

### Aperçu général

Plan de l'église.

Irrégulièrement orientée vers le sud-est du côté du chevet et vers le nord-ouest du côté de la façade, l'église s'inscrit dans un parfait rectangle, devant lequel la dernière travée du chœur et le porche font saillie. Son plan comporte trois vaisseaux parallèles, dont le vaisseau central comporte huit travées, et les deux collatéraux seulement sept, ou plutôt six si l'on en soustrait les premières travées, qui sont fermées par des murs. La première travée du collatéral nord est en effet la base du clocher, et la première travée du collatéral sud la sacristie. Le vaisseau central se structure ainsi : La première travée est un narthex servant de salle de catéchisme, et accueille une tribune ; la seconde à la cinquième travée sont la nef abritant les bancs de fidèles ; la sixième travée est l'ancienne croisée du transept et base du clocher roman qui s'est effondré au XVe siècle, incorporé dans le chœur ; et la septième et la huitième travée constituent le chœur proprement dit et le sanctuaire. Au niveau du sanctuaire, les collatéraux forment des chapelles latérales. Leur chevet est plat, tout comme le chevet du vaisseau central. Le porche se situe devant la quatrième travée du collatéral nord. Plusieurs irrégularités sont à signaler. L'ancienne croisée et le sanctuaire étant plus étroits que les quatre premières travées de la nef, la cinquième travée a un mur et une grande arcades obliques au nord, alors que toutes les grandes arcades du sud sont établies dans une même ligne. Les murs méridionaux des deux dernières travées du collatéral sud sont plus épais que d'ordinaire, et des enfeus sont ménagés dans leur épaisseur. — L'ensemble de l'église est voûté d'ogives. Il y a deux accès : le portail septentrional sous le porche et le portail occidental. Le toit du vaisseau central est plus élevé de la première à la sixième travée. Cette partie est délimitée par de hauts pignons à l'ouest et à l'est, qui sont communs au vaisseau central et aux collatéraux. Ceux-ci sont néanmoins dotés de toits en appentis individuels. Puis, les deux dernières travées du vaisseau central présentent un toit à deux rampants plus bas, qui se termine par un pignon plus petit à l'est. La dernière travée du collatéral sud est pourvue d'un toit à croupes, alors que la dernière travée du collatéral nord possède une toit en bâtière.

### Intérieur

#### Nef et bas-côtés

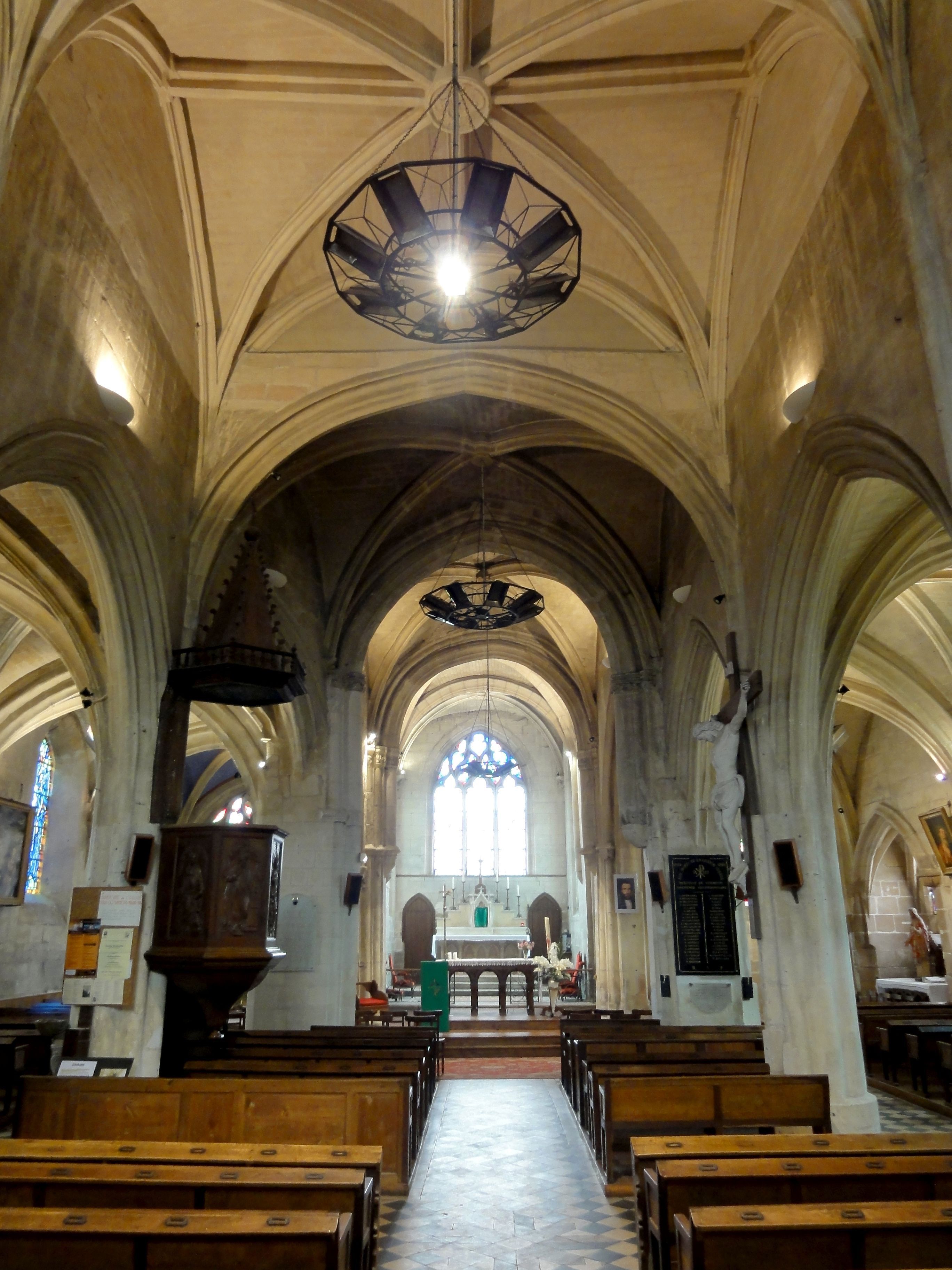
Nef, 4e travée, vue vers l'est.

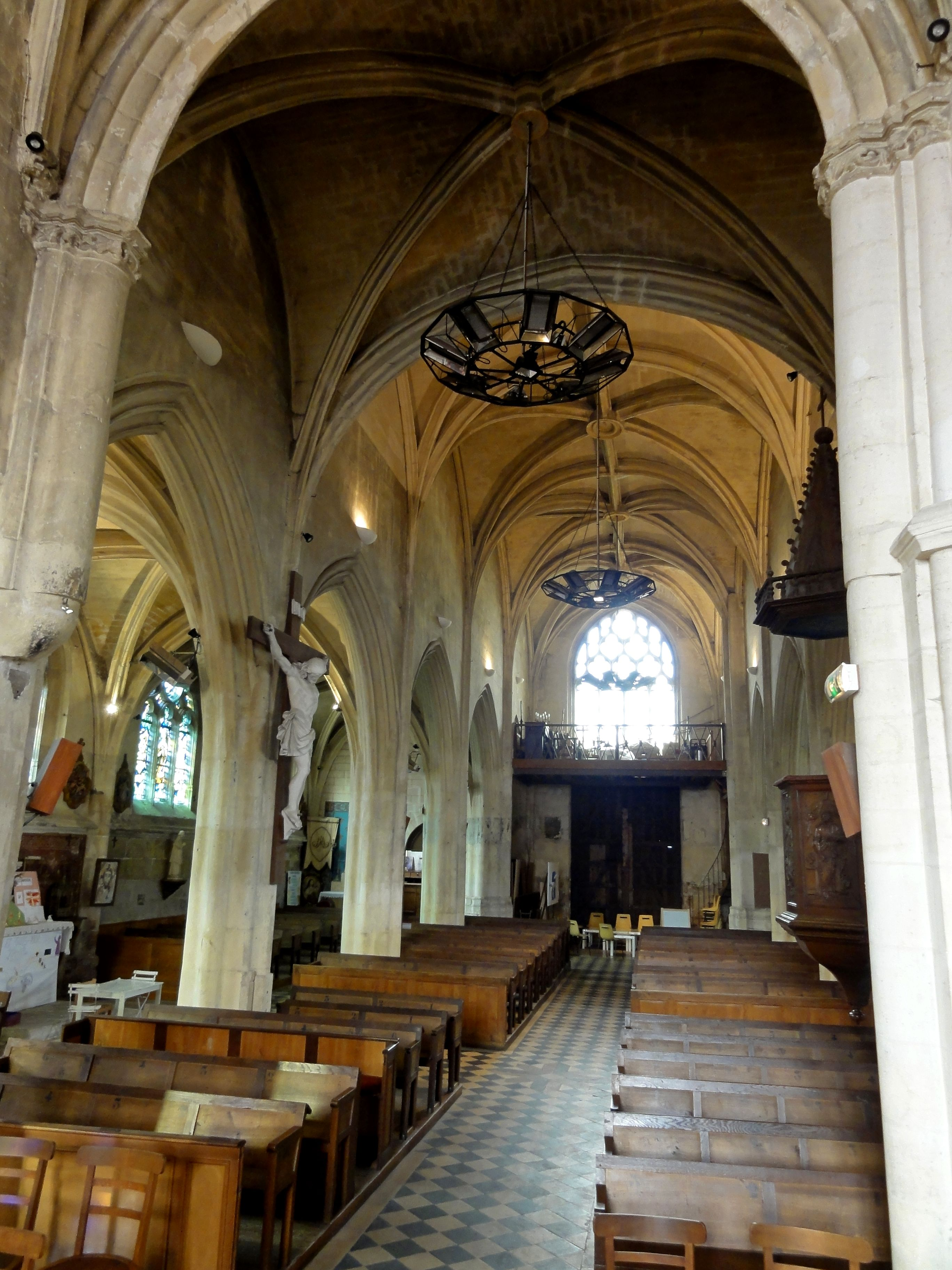
Nef, vue vers l'ouest.

La nef ne reçoit le jour que par la grande fenêtre occidentale, au-dessus de la tribune, qui est en tiers-point et présente un remplage de quatre lancettes aux têtes trilobées. Les arcs des lancettes forment des accolades, dont la première et la dernière donnent naissance à des meneaux verticaux. Dans cet espace, s'inscrivent six soufflets : trois au premier niveau, deux au second niveau et un au sommet. À gauche et à droite, trois mouchettes dissymétriques flanquent les soufflets. Sinon, la nef est aveugle, et n'est éclairée qu'indirectement par les bas-côtés et le chœur. Les murs hauts de la nef sont donc en grande partie aveugles. La plupart des petites et moyennes églises de la région sont dans le même cas, comme Baron, Chevrières, Pont-Sainte-Maxence, Saint-Pierre de Senlis, Survilliers et Verberie. Seulement des édifices plus importants, tels que Clermont et Saint-Antoine de Compiègne, dérogent à la règle. — Les voûtes des quatre premières travées sont décorées de liernes supplémentaires, sans tiercerons, comme à Verberie et souvent sous les clochers. Dans la première et dans la troisième travée, les tiercerons n'existent que dans le sens longitudinal ; dans la seconde et dans la quatrième, il y en a dans les deux sens. La cinquième travée de la nef qui doit établir la transition vers l'ancienne base du clocher est plus basse et son mur septentrional est oblique, mais elle provient néanmoins de la même campagne de construction et affiche le même style que le reste. La voûte est dépourvue de formerets, mais dans les combles, on peut constater que des formerets sans emploi existent au même niveau que les formerets de la nef. La cinquième travée devait donc initialement être aussi élevée que le reste de la nef. La date de la voûte est incertaine, mais l'on sait que les autres travées n'ont été voûtées qu'un siècle et demi après la construction, ce qui n'est pas une exception : à Pont-Sainte-Maxence, deux voûtes semblent dater de la même époque, et à Saint-Pierre de Senlis, les voûtes n'ont même jamais été construites. Les clés de voûte sont simplement moulurées, sauf dans la quatrième travée, qui présente un disque non ajouré décoré d'un bas-reliefs martelé à la Révolution française,.
Au sommet des voûtes, la nef est presque deux fois plus élevée que large, ce qui évite l'aspect trapu que donne la nef de Verberie. Les travées sont barlongues, ce qui a donné des doubleaux en cintre surbaissé. Le formeret au droit du mur occidental est néanmoins en arc brisé. Sur les élévations latérales, les formerets épousent le même tracé en tiers-point que le rouleau supérieur des grandes arcades, ce qui est favorable à l'esthétique de l'édifice. Ce trait est fréquent à la période flamboyante, et devient possible grâce aux piliers ondulés. Une seule ondulation correspond en effet aux nervures de la voûte, pourtant nombreuses avec ogives, formerets et doubleaux. Toutes les nervures des voûtes de la nef pénètrent donc dans une seule ondulation, comme dans le chœur de Pont-Sainte-Maxence. L'ondulation prend peu de place et permet ainsi une large ouverture au rouleau extérieur des arcades. Au total, les piliers isolés présentent huit ondulations régulièrement réparties, comme à Armancourt, Saint-Étienne de Beauvais, Clermont, Chevrières, Jaux, Raray et Rivecourt. Deux correspondent plus ou moins au rouleau supérieur des grandes arcades, mais restent néanmoins verticaux comme si elles voulaient transpercer les arcades, de sorte que le tracé de l'arc reste tronqué : l'on observe la même particularité à Verberie. Deux ondulations correspondent au rouleau inférieur des grandes arcades ; deux aux ogives des bas-côtés ; et une aux doubleaux des bas-côtés. Le pilier à l'angle saillant au nord-est du clocher est bien sûr d'un diamètre supérieur aux autres, et trois ondulations sont ainsi présentes du côté de la nef. La mouluration se caractérise par des gorges profondes, comme dans les parties orientales construites en premier lieu, et par l'absence de listels ou filets sur les piliers, dont les formes sont exclusivement arrondies. Dans leur ensemble, la nef et ses collatéraux représentent la partie la plus homogène et la plus élégante de l'église, et sont d'un style flamboyant très pur. Les voûtes des années 1660-1670 respectent ce style.
Les travées des bas-côtés de la nef sont approximativement carrées, et les grandes arcades, les doubleaux et les formerets au droit des murs latéraux peuvent ainsi adopter un tracé en tiers-point similaire. En revanche, les ogives sont en cintre surbaissé, comme les doubleaux de la nef. Les clés de voûte sont frustes, mais percées d'orifices sans doute destinés à la fixation de clés de voûtes pendantes, dont l'on ignore si elles sont parvenues à l'exécution. Contrairement à la nef de Pont-Sainte-Maxence qui est contemporaine, les bas-côtés accusent une très nette différence de hauteur et sont effectivement peu élevés. La hauteur des piliers est à peu près équivalente à la largeur. Les piliers engagés dans le mur présentent seulement trois ondulations, une pour le doubleau et deux partagées par les ogives et formerets, mais leur forme est calquée sur les supports des grandes arcades. Celles-ci possèdent un deuxième rouleau, même vers les bas-côtés, mais il doit se fondre dans le corps du pilier entre deux ondulations. Les fenêtres latérales sont poussées haut sous les lunettes des voûtes, et ont les mêmes proportions que les grandes arcades et les doubleaux des bas-côtés, à une échelle bien sûr réduite. Elles prennent appui sur le glacis d'un mur-bahut, qui se présente à sa base un bandeau mouluré. Leur remplage est formé par trois lancettes trilobées surmontées de deux losanges, d'un soufflet et de deux mouchettes obliques. L'on trouve quatre fenêtres de ce type au sud (dont une pour la sacristie), mais seulement deux au nord, en raison de la présence de la base du clocher et du portail. Les fenêtres de la cinquième travée, dont celle du sud a perdu sans remplage, ainsi que la baie occidentale de la première travée au sud, ne comportent que deux lancettes. La base du clocher est aujourd'hui aveugle, mais une baie bouchée existe à l'ouest. Le cloisonnement de la base du clocher et de la sacristie se fait par des murs non porteurs, et ne date pas d'origine, au moins pour la sacristie. La base du clocher possède une voûte à quatre liernes percée en son centre d'un trou de cloche, ainsi que de plusieurs petits trous pour le passage des cordes. La voûte s'élève à une hauteur de 8,00 m au-dessus du sol. Cinquante-deux marches sont à franchir, et presque quatre rotations à effectuer dans l'escalier en colimaçon, pour parvenir au premier étage,.

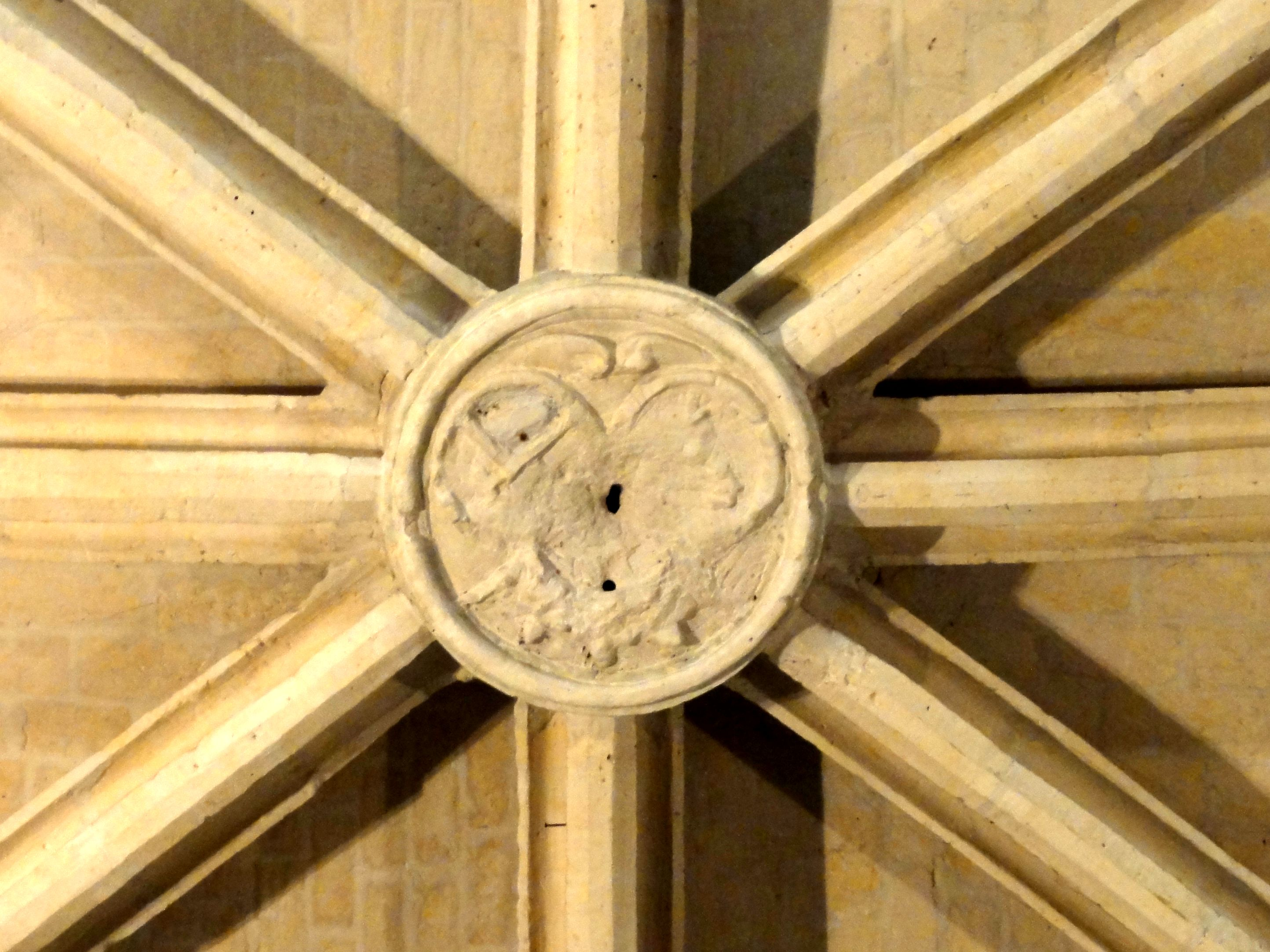
Clé de voûte de la 4e travée.
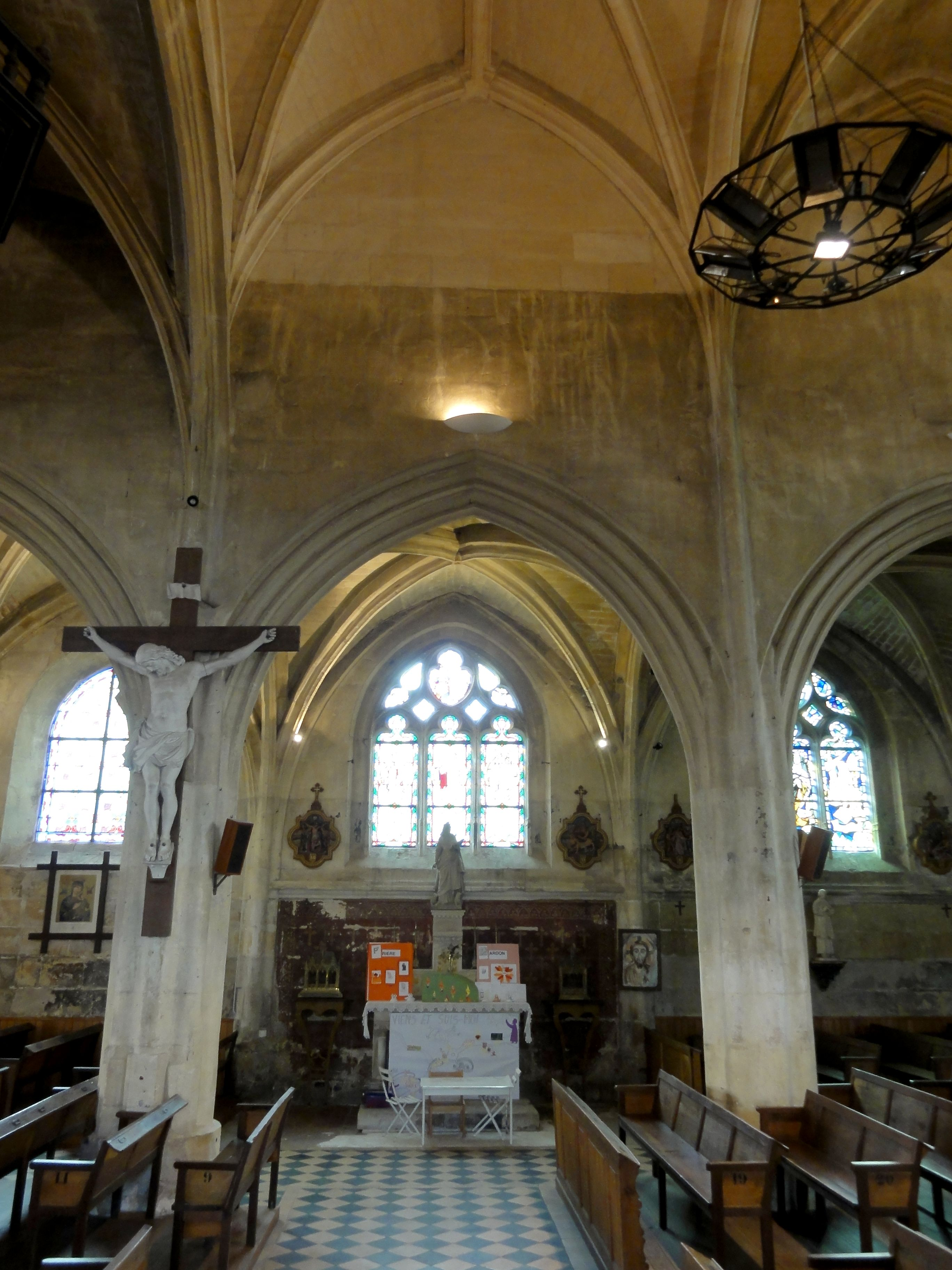
4e travée, élévation sud.
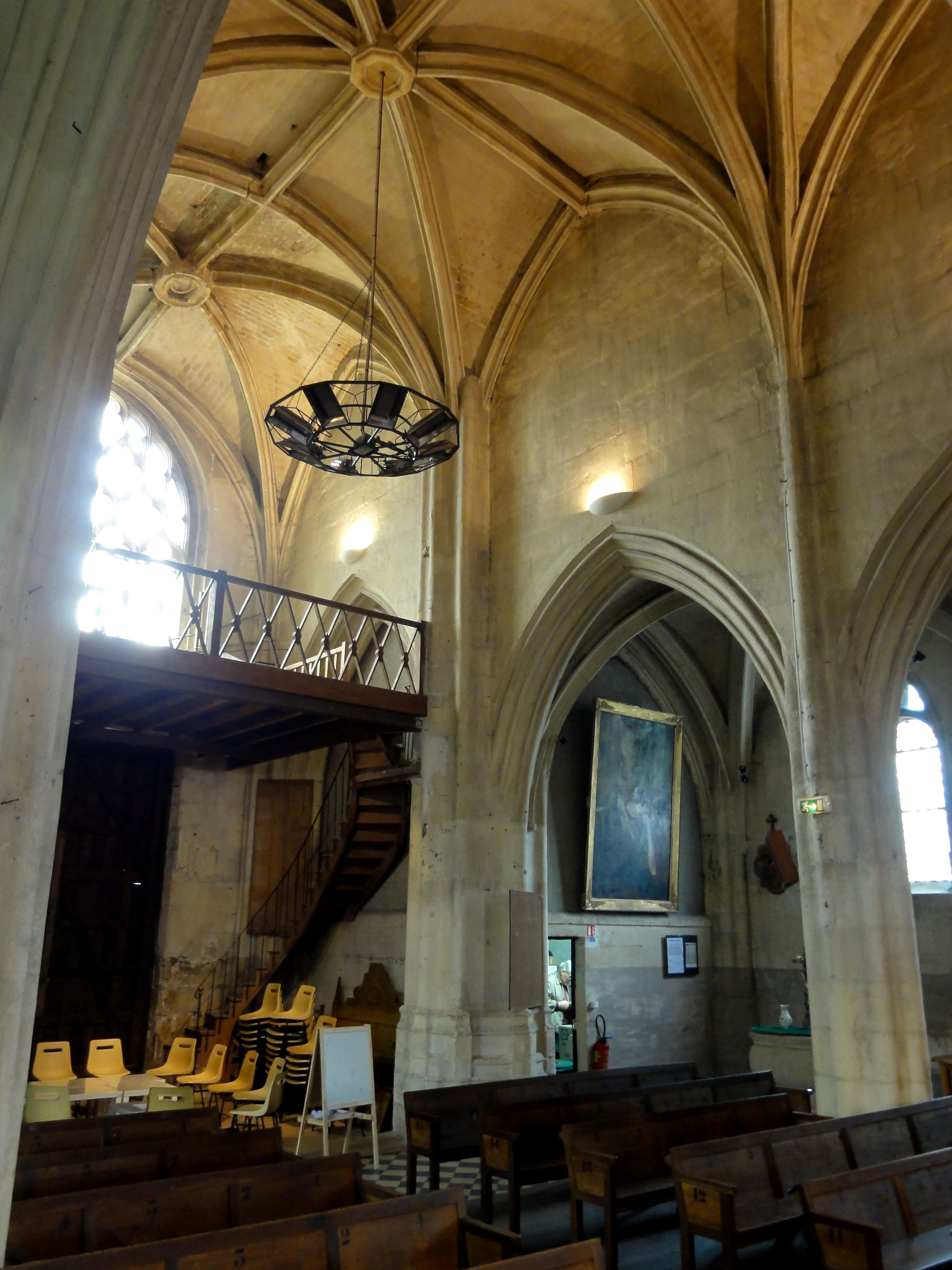
Vue sur la base du clocher.
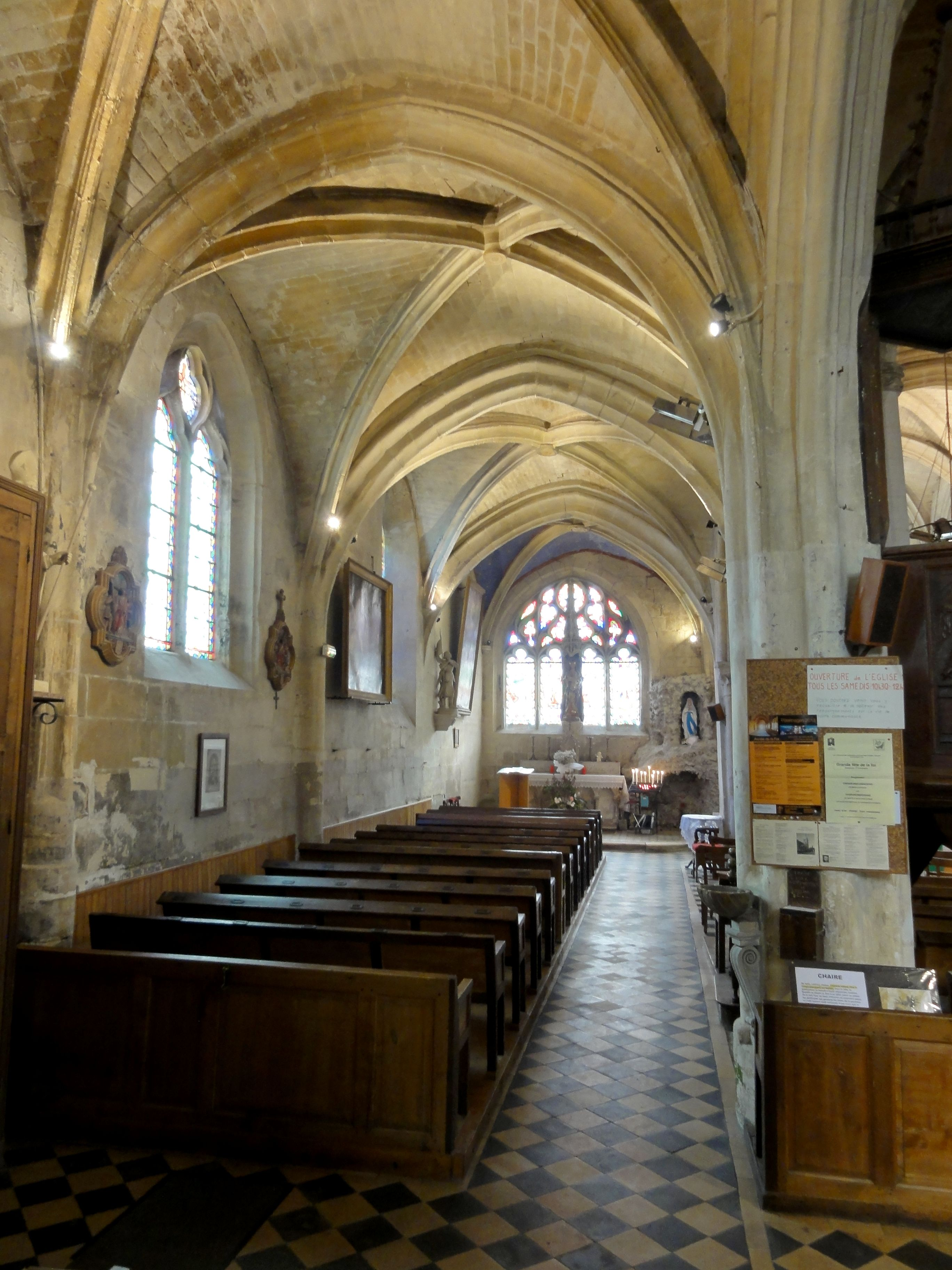
Bas-côté nord, vue vers l'est.
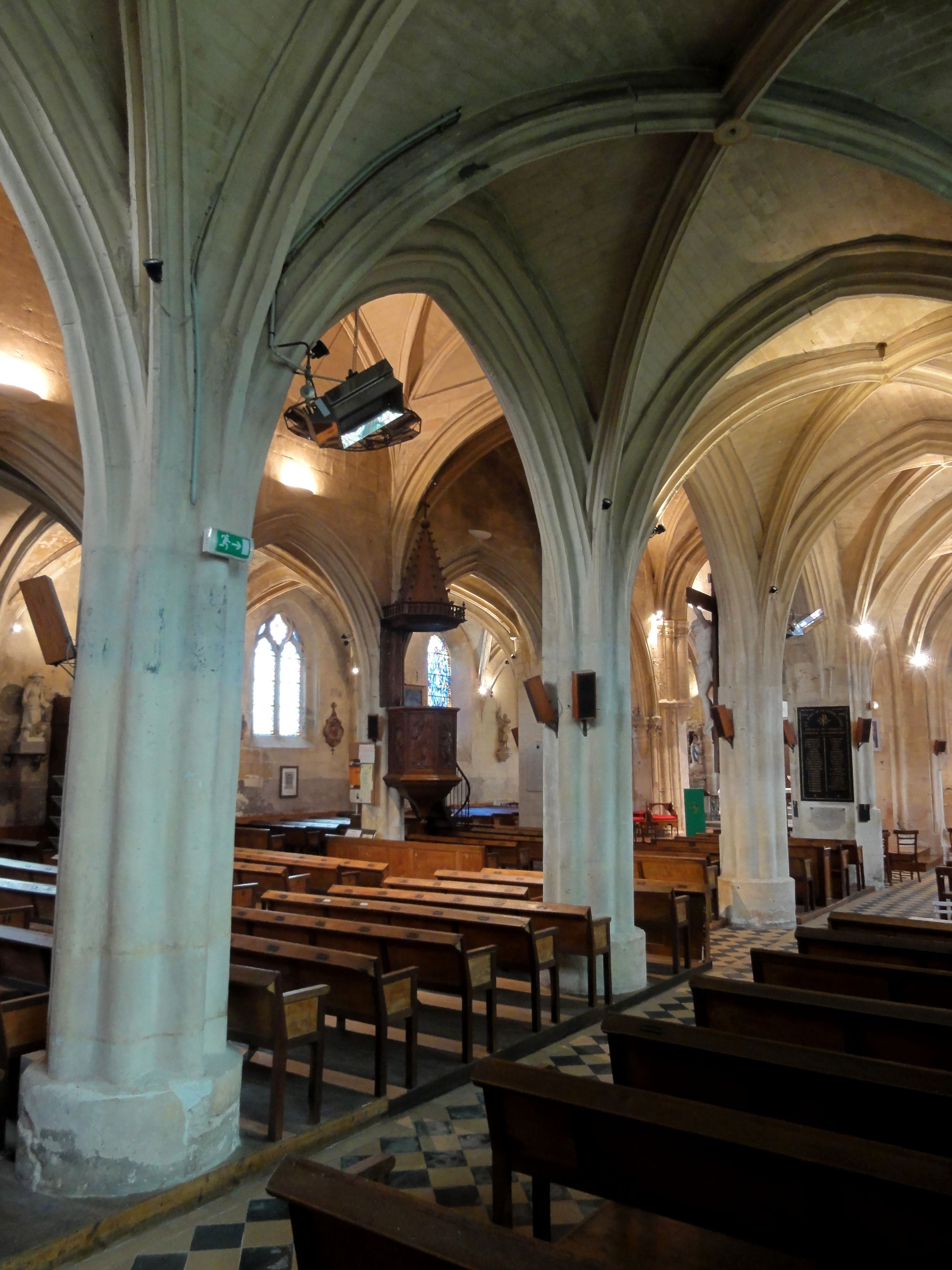
Grandes arcades du sud.
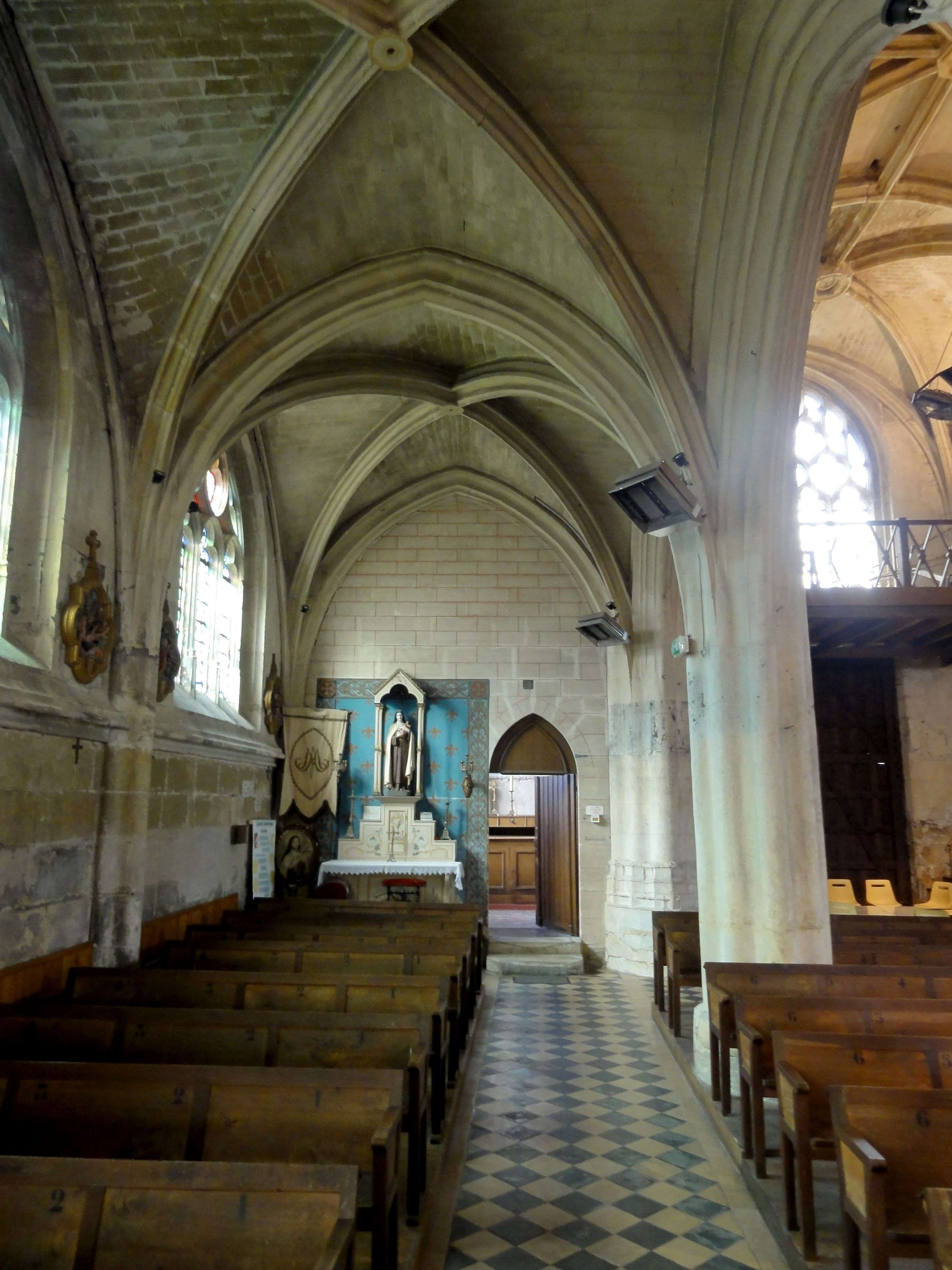
Bas-côté sud, vue vers l'ouest.

#### Ancienne base du clocher

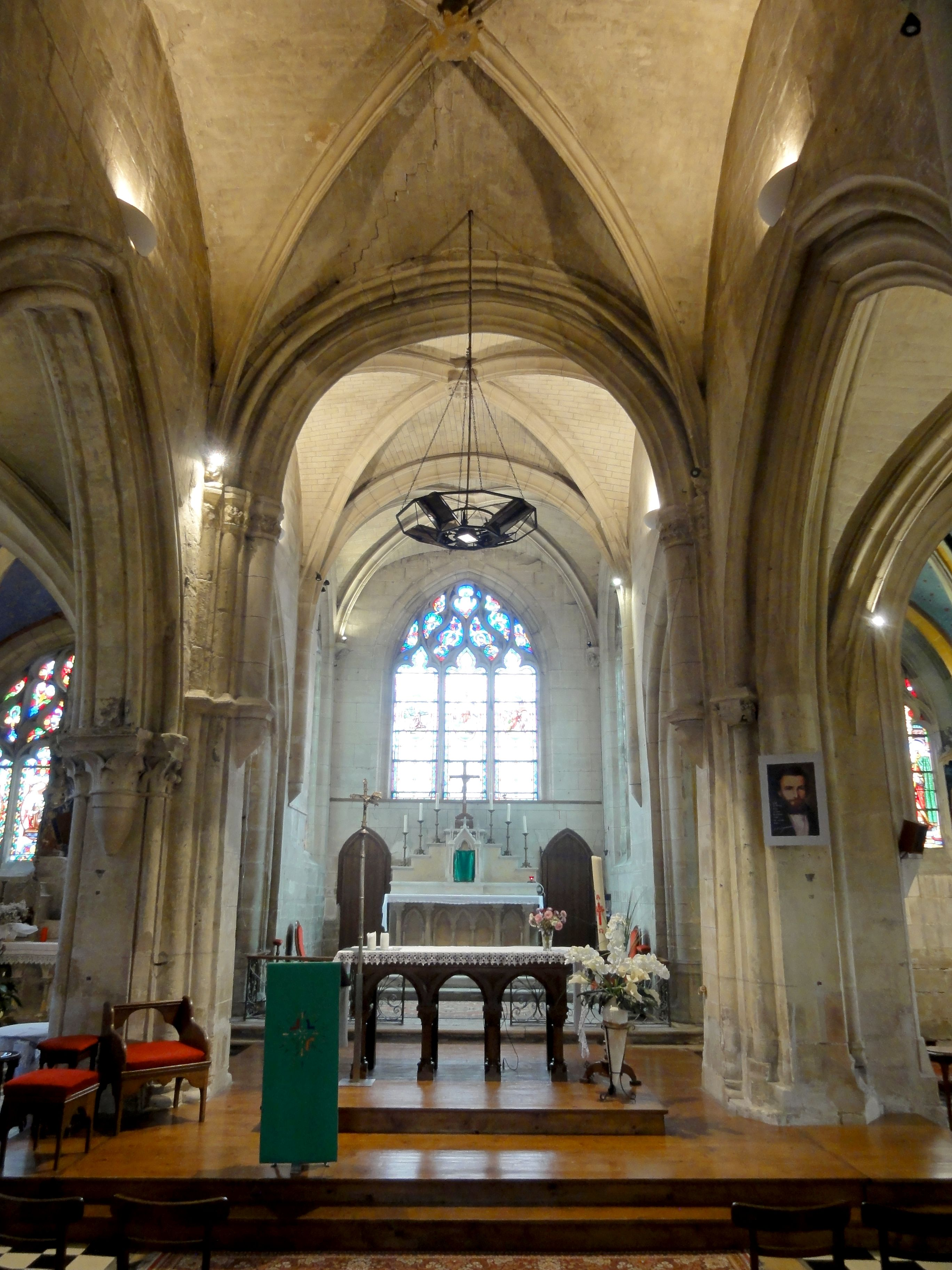
Base de l'ancien clocher, vue vers l'est ; à gauche, l'arcade de 1170.

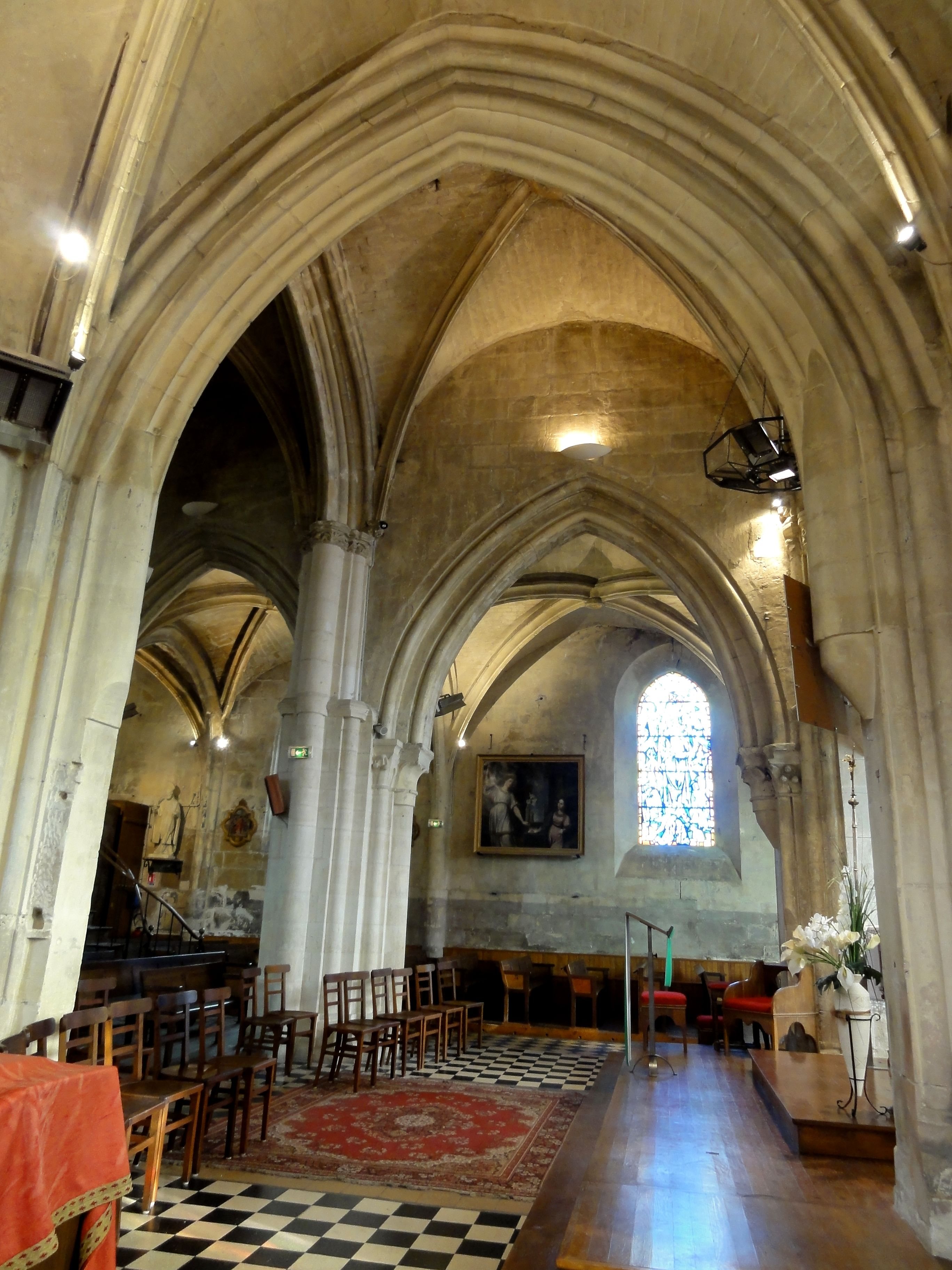
Chapelle sud, vue vers le nord dans l'ancienne base du clocher.

L'ancienne base du clocher, en même temps ancienne croisée du transept et première travée du chœur, représente la partie la plus ancienne de l'église. Rien n'est toutefois visible de la période romane, à laquelle remontent les noyaux des quatre piles et la souche du clocher, dans les combles. La forme initialement carrée des piles est encore facilement reconnaissable en les regardant depuis les bas-côtés, notamment aux angles nord-ouest et sud-ouest. Au nord, l'arcade remonte à 1170 environ. Elle est en arc brisé et à double rouleau, et supporté par les tailloirs carrés des chapiteaux de deux faisceaux d'une colonne et de deux colonnettes. Le rouleau supérieur est mouluré d'un gros tore dégagé et placé à nette distance du rouleau inférieur, qui présente un profil assorti et très courant à l'époque : un méplat entre deux tores dégagés. À droite, ou à l'est, le grand chapiteau et le petit chapiteau vers la chapelle latérale sont sculptés de feuilles plates tapissant les angles de la corbeille et s'en détachant à leurs extrémités. Ce même type se rencontre dans d'autres églises, comme dans les parties orientales de la cathédrale Notre-Dame de Senlis, le déambulatoire de Saint-Leu-d'Esserent, à Ver-sur-Launette et à Vaumoise. Le troisième chapiteau comporte de grosses tiges, dont l'extrémité se roule en boule. Ces chapiteaux sont très bien conservés, mais la colonne du grand chapiteau du milieu a été supprimé presque entièrement, et réduit à un cul-de-lampe. La pile nord-est, qui supporte ces trois chapiteaux, est plate vers la chapelle latérale nord, et remaniée à la période flamboyante vers l'est. À gauche, ou à l'ouest, le petit chapiteau regardant vers la base de l'ancien clocher est similaire à son homologue en face, tandis que les deux autres chapiteaux sont vêtus de feuilles plates à faible relief, avec de petites volutes d'angle. La colonne est intacte de ce côté. Il reste à mentionner que la même pile nord-ouest, qui supporte ces trois chapiteaux, conserve une demi-colonne engagée vers la chapelle latérale nord, avec apparemment un vestige de chapiteau, et est plate à l'ouest.
Il convient de venir aux doubleaux transversaux. Sur la pile nord-est, déjà mentionnée, le doubleau semble avoir eu comme supports un faisceau d'une colonne et de deux colonnettes. Les fûts subsistent apparemment, sauf la partie inférieure de la colonne centrale. À un niveau un peu plus haut que les chapiteaux décrits, l'on observe ce qui évoque des tailloirs. Le doubleau qui marque la limite entre chœur et nef semble avoir eu pour supports un faisceau d'une colonne et de deux colonnettes, à l'instar de l'arcade septentrionale. Sur la pile nord-ouest, également déjà mentionnée, les faisceaux de colonnettes de 1170 semblent subsister jusqu'à un niveau un peu plus haut que les chapiteaux décrits, où les colonnettes sont baguées, puis cèdent la place à des moulures en quart-de-rond. La colonne centrale présente également une sorte de tailloir, puis se continue jusqu'à la naissance de la voûte. La raison de la présence des tailloirs reste à identifier. Une explication serait l'exhaussement de la base du clocher comme à Jouy-le-Moutier, qui aurait donné lieu à une seconde reprise en sous-œuvre. La nef et le chœur auraient donc été à peine plus élevées que les collatéraux à la période romane. Les piles sud-est et sud-ouest, qui n'ont pas encore été abordées, ne partagent pas cette particularité, et ne conservent pas de fûts de 1170. Les supports se composent d'une grosse demi-colonne engagée dans un dosseret, qui fait saillie des deux côtés, et de moulures en quart-de-rond en guise de colonnettes. Comme devant la pile nord-est, la partie inférieure des gros fûts a été supprimée. Le chapiteau du gros fût est un demi octogone, et les chapiteaux des colonnettes esquissés sont des quarts d'octogone, sculptés de feuilles frisées. La sculpture inclut les parties saillantes du dosseret, ce qui justifie le terme de frise. Au sud-est, un masque se détache du gros chapiteau central, qui crache des rinceaux, un peu comme dans le collatéral nord de Saintines. Aucun fût ne correspond aux ogives de la voûte, qui retombe sur de petits culots dans les angles, et qui affichent le même style. C'est vraisemblablement la volonté de réutiliser les supports anciens du côté nord, et l'absence de supports dédiés aux ogives de ce côté, qui explique ce parti. Les doubleaux transversaux ont un rouleau supérieur torique, comme l'arcade septentrionale, mais le rouleau inférieur est prismatique. C'est également le cas des ogives de la voûte. La clé de voûte est un écusson martelé. Les formerets font défaut, comme dans la cinquième travée de la nef, et comme dans l'ensemble du chœur et de ses chapelles latérales (sauf au droit du chevet de la chapelle sud).
Reste à regarder l'arcade méridionale, qui résulte également de la reprise en sous-œuvre vers 1170, ce que démontrent les analogies avec l'arcade lui faisant face au nord. Elle a été traitée d'une façon similaire que les doubleaux, avec donc maintien du second rouleau d'origine, et maintien des gros fûts du rouleau inférieur, mais remplacement du rouleau inférieur par une arcade prismatique, et suppression des chapiteaux anciens. Vers la base de l'ancienne clocher, la colonnette à gauche subsiste apparemment, et a obtenu un petit chapiteau arborant notamment un écusson. Aucun auteur n'évoque sa signification. Sinon, l'arcade méridionale est dépourvue de chapiteaux. Elle aussi a subi des mutilations : non seulement les parties inférieures des gros fûts ont-elles été coupées, mais tout l'angle nord-est de la pile sud-ouest. Du côté ouest, elle est plate à l'instar de son homologue au nord. Du côté sud, un pilier ondulé y a été engagé, alors que l'on s'est contenté d'une demi-colonne au nord. La pile sud-est a été élargie du côté sud, alors que son homologue au nord reste plate. En résumé, on peut retenir que la base de l'ancienne clocher, d'origine romane, comporte des éléments visibles d'autour de 1170 et du XVe siècle, et peut-être les traces d'un exhaussement qui se situe entre ces deux campagnes de construction. Les réparations de la période flamboyante se sont limitées aux interventions nécessaires, et n'ont pas chercher de créer une certaine cohérence stylistique.

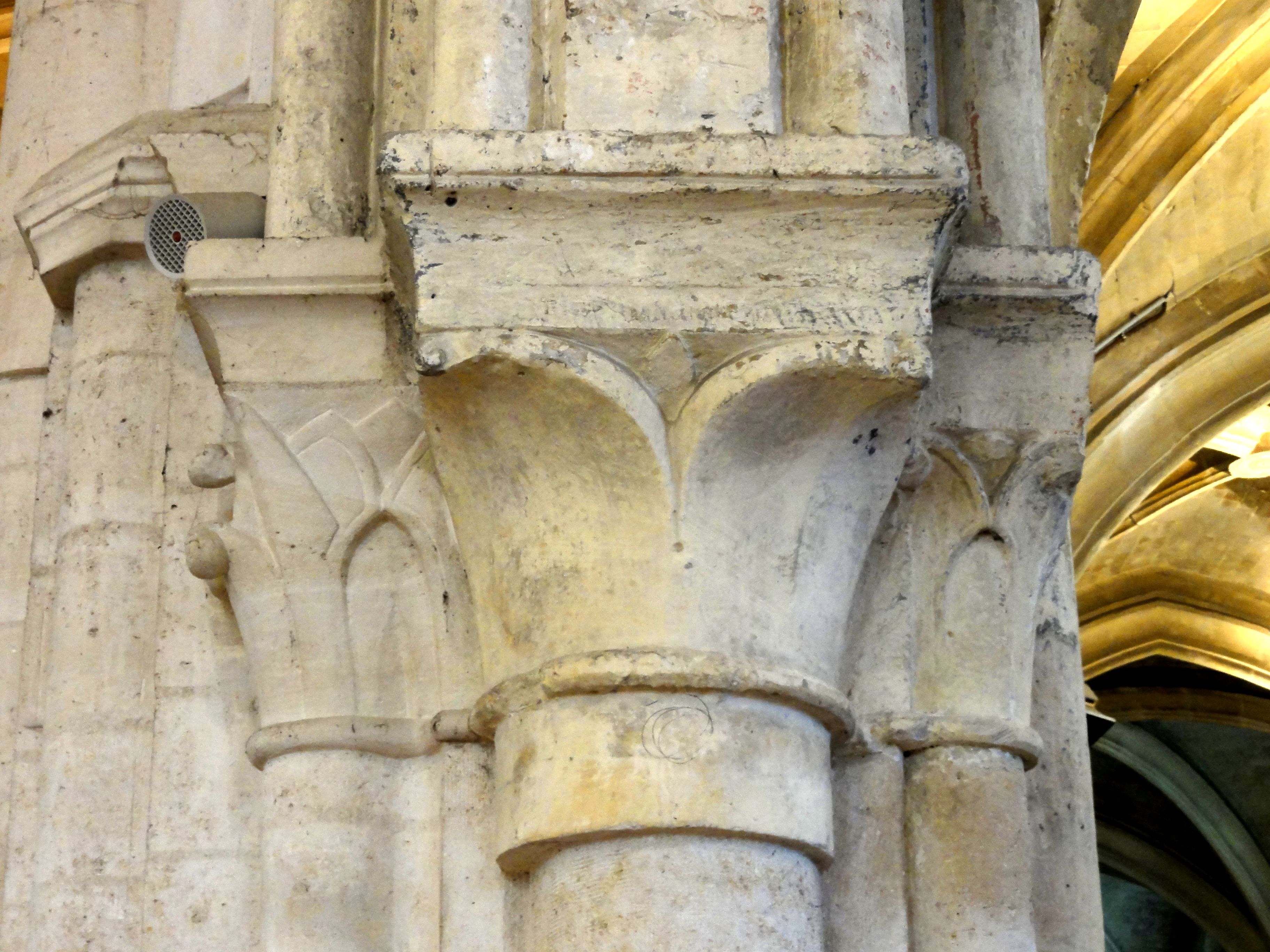
Chapiteaux de 1170, à droite de l'arcade nord.
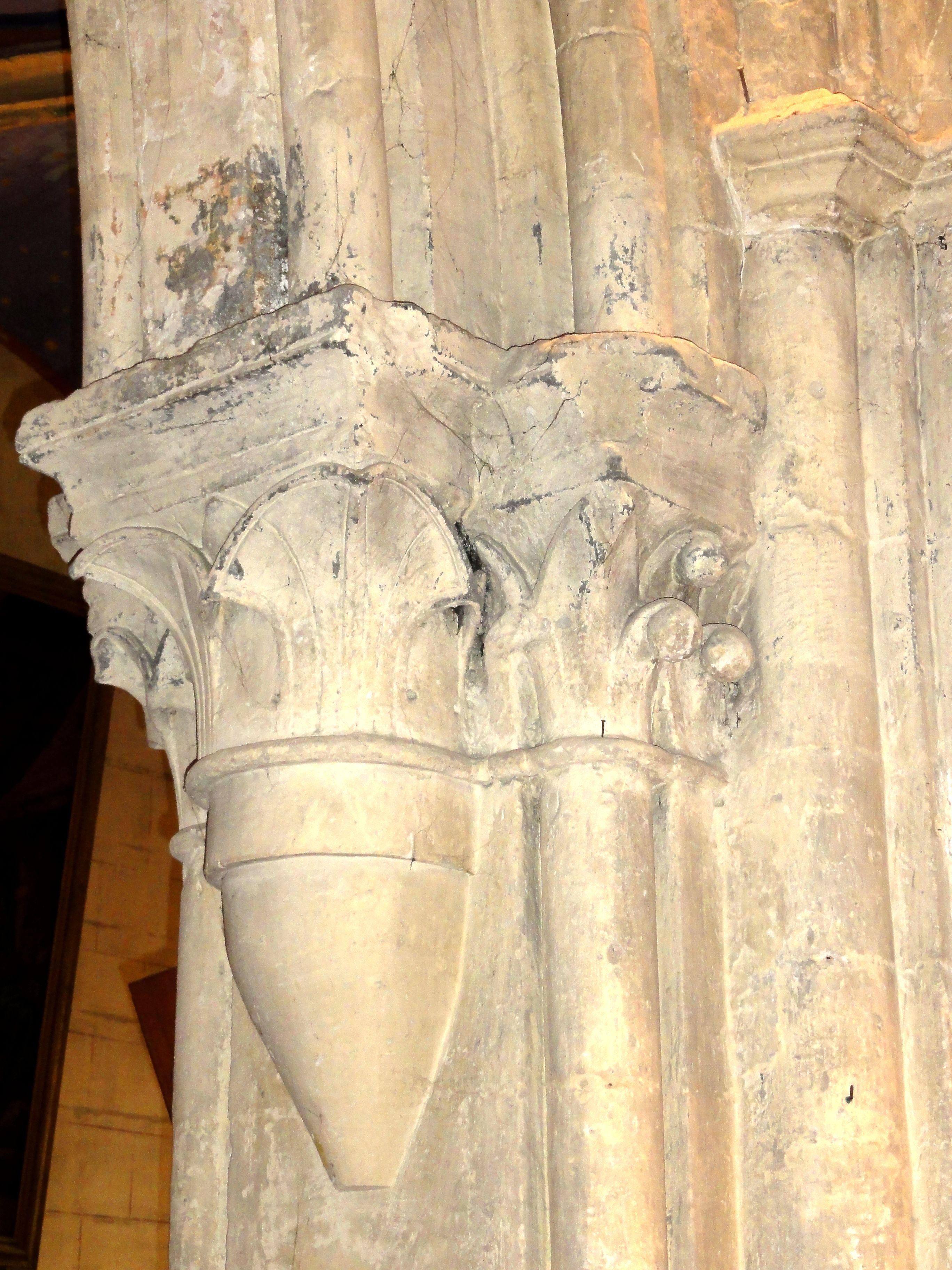
Chapiteaux de 1170, à gauche de l'arcade nord.
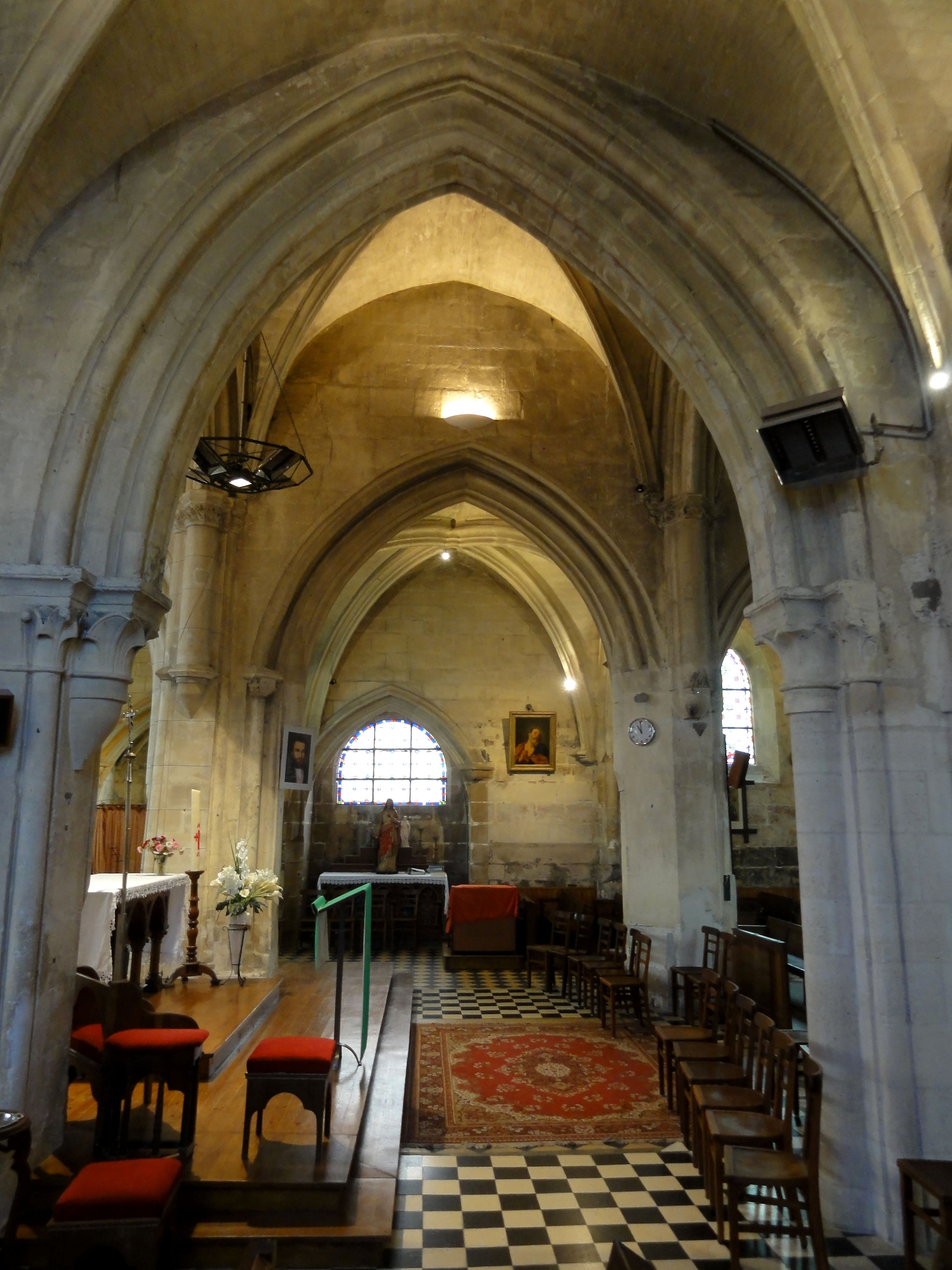
Chapelle nord, vue vers le sud.
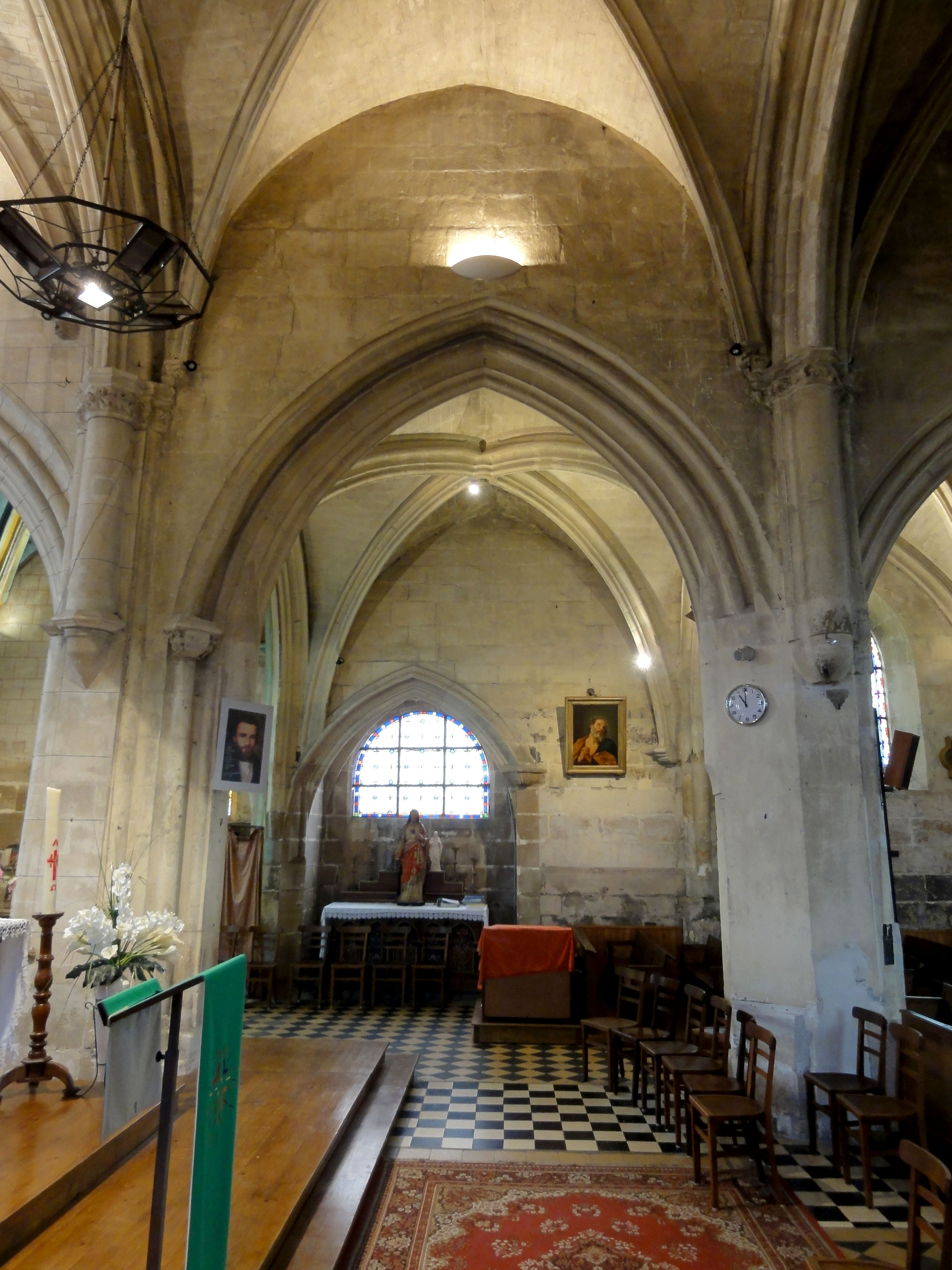
Élévation sud de l'ancienne base du clocher.
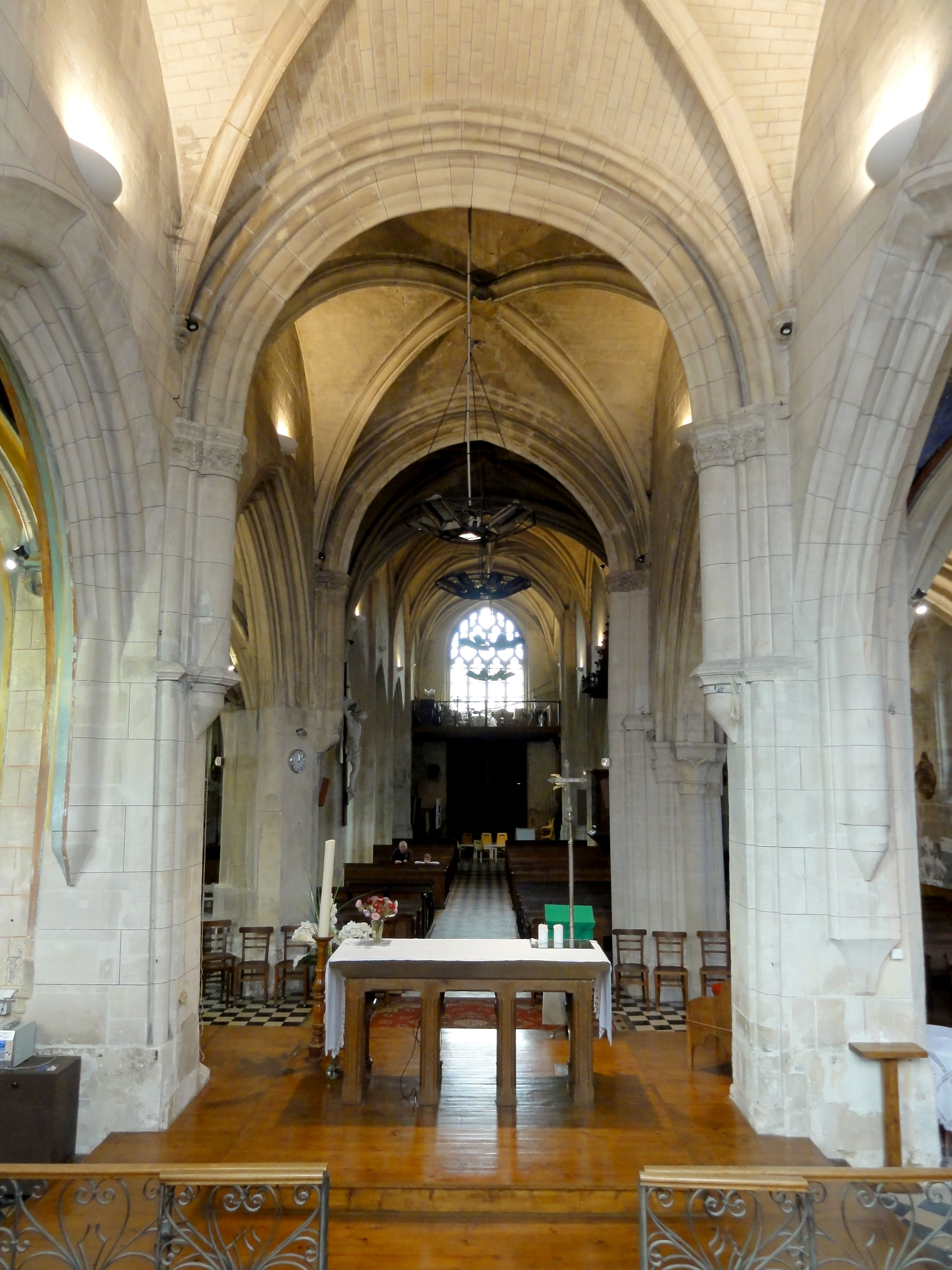
Ancienne base du clocher, vue vers la nef.
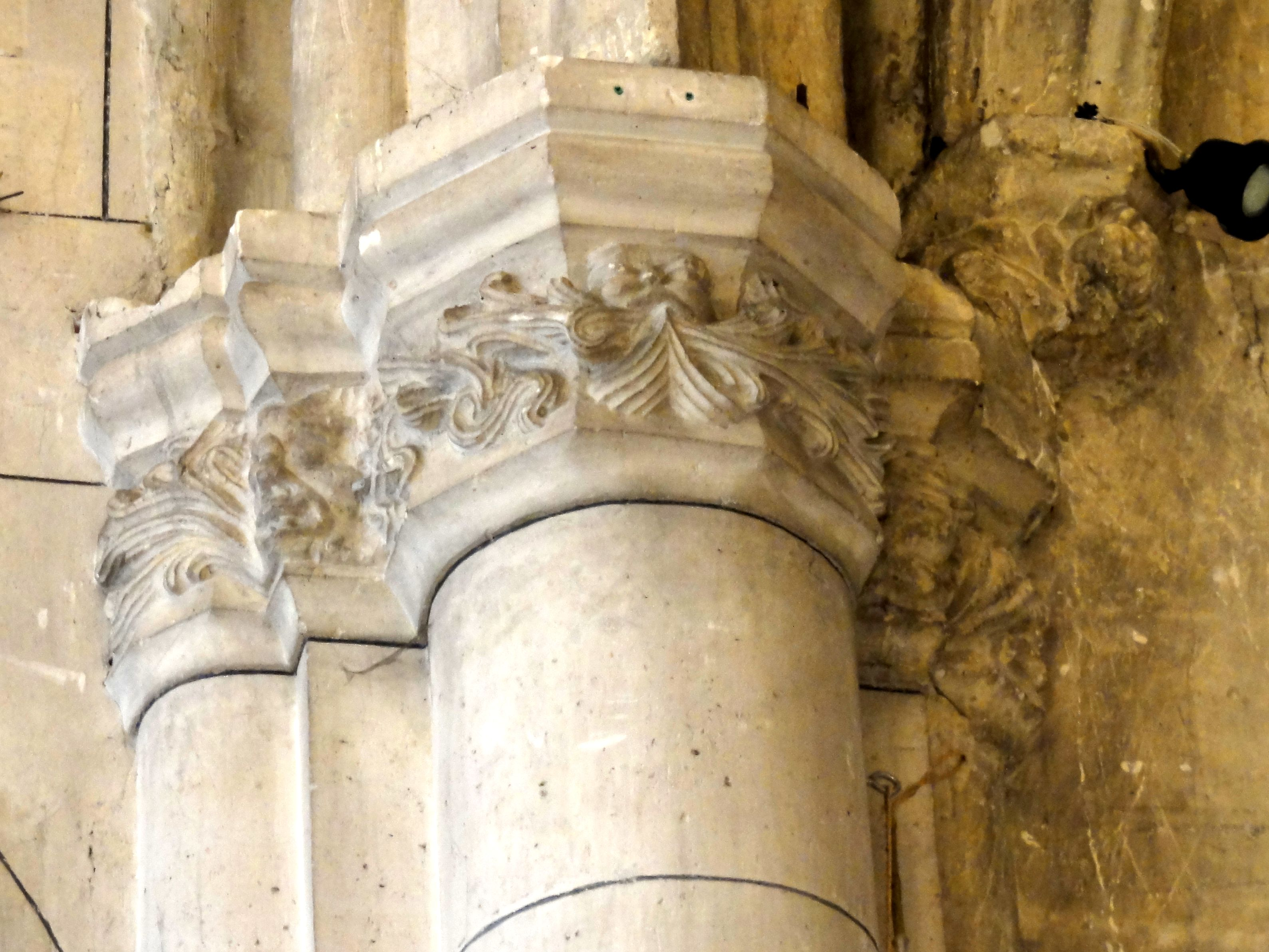
Chapiteaux flamboyants du 2e ordre, au sud-est.

#### Chœur

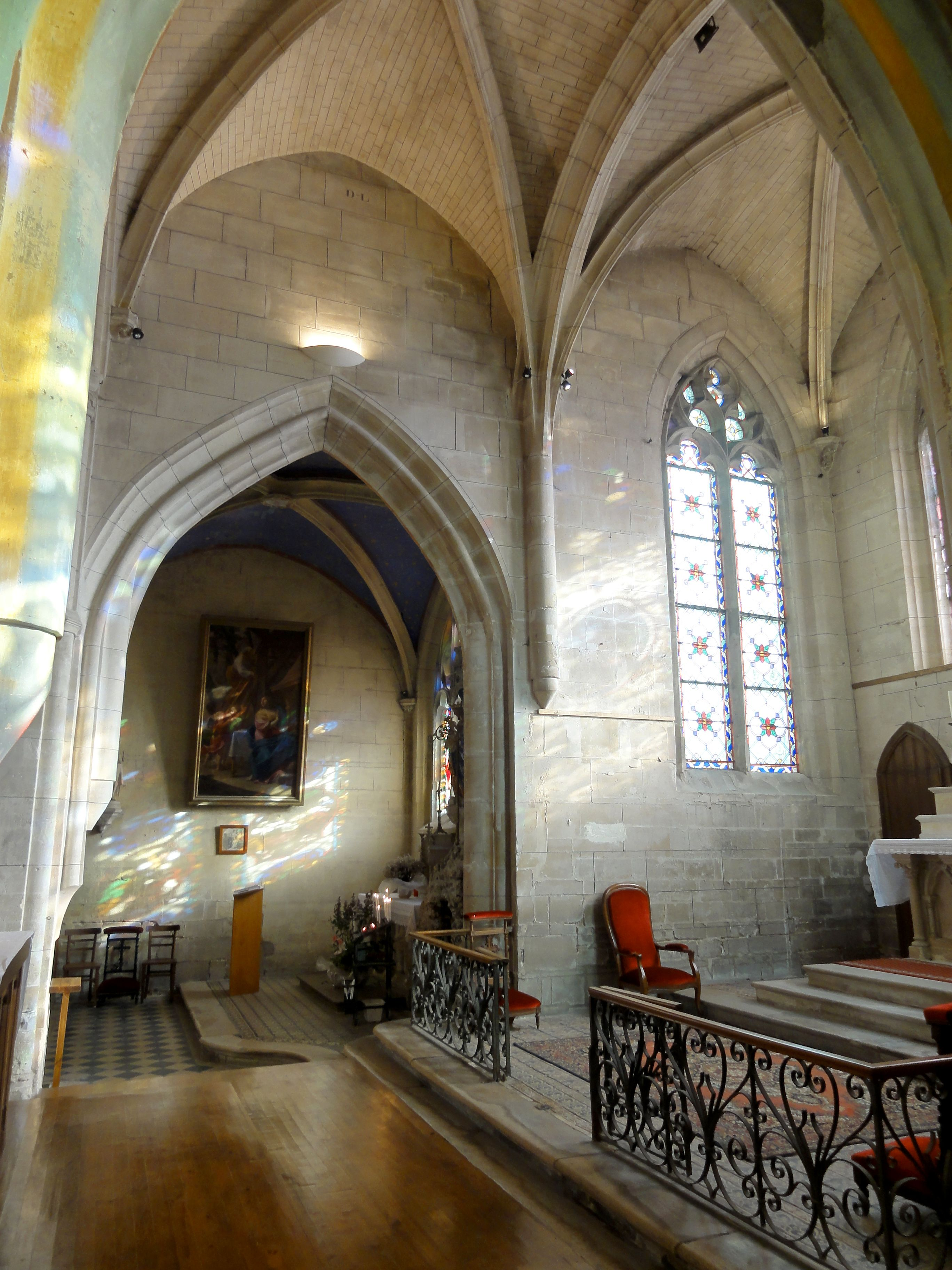
2e et 3e travée du chœur, élévation nord.

Le chœur, ou le sanctuaire proprement dit, est d'une grande simplicité, mais presque homogène. Il est voûté à la même hauteur que les deux travées précédentes, à savoir la base de l'ancien clocher et la dernière travée de la nef, et donc nettement plus basse que les quatre premières travées de la nef. Le plan est inhabituel : si les chevets plats sont très courants dans la région, ils vont généralement de pair avec un alignement des chevets du vaisseau central et des collatéraux sur une même ligne. Des travées rectangulaires faisant saillie devant le chevet des collatéraux sont rares. On peut néanmoins citer la chapelle de l'ancien prieuré Saint-Christophe-en-Halatte, près de Fleurines, qui date également de la première période gothique. En l'occurrence, Dominique Vermand suppose que la cause est le plan de l'ancien chœur roman, qui était peut-être déjà voûté d'ogives, car c'est la meilleure facilité du voûtement d'ogives qui a motivé les chevets plats. Les chœurs romans étaient plus généralement en hémicycle et voûtés en cul-de-four. — Les piles vers l'ancienne base du clocher ont déjà été décrites. Les grandes arcades de la seconde travée du chœur (car l'ancienne base du clocher constitue la première) prennent appui contre ces piles. Elles sont toutes les deux différentes, et même pas symétriques, car le piédroit au droit des piles de l'ancien clocher diffère de celui à l'est. L'arcade du sud présente des moulurations beaucoup plus épaisses que d'habitude, comme souvent les arcades sous les clochers. Dans la pile nord-est, s'engagent un gros fût et deux fûts au diamètre des colonnettes du XIIe siècle, dont la partie inférieure a une fois de plus été supprimée. Dans la pile sud-est, s'engage seulement un gros fût, dont la partie inférieure est également supprimée. Les deux arcades ont en commun une mouluration basée sur les tores et gorges, et seule l'arête de l'intrados présente un profil aigu. Les deux arcs partagent également un tracé tronqué côté est, alors qu'il ne devait pas y avoir de contraintes d'espace. Enfin, les piédroits orientaux sont identiques tous les deux, et plus conformes au style flamboyant,.
La voûte de la seconde travée, aux nervures prismatiques et sans formerets, retombe une fois de plus sur des culs-de-lampe près des piles de l'ancien clocher. Celui dans l'angle sud-ouest représente une ruche pour abeilles. La clé de voûte est un disque arborant un blason au milieu d'une couronne de feuilles frisées. Ce blason n'a pas non plus été identifié par Robert Poitou. Vers l'est, les ogives et le doubleau se fondent dans une demi-colonne engagée dans les murs, comme parfois observée autour de l'ancienne base du clocher ; ce genre de support est éloigné de l'esthétique flamboyante et témoigne une fois de plus de l'absence d'une ligne architecturale claire dans les parties reconstruites après l'effondrement du clocher au XVe siècle. — La troisième et dernière travée du chœur, qui forme l'abside, est la seule partie du vaisseau central qui n'a pas de grandes arcades et bénéficie d'un éclairage latéral. Les fenêtres au nord et au sud sont élancées, et relativement étroites. Leur remplage est du même style qu'ailleurs dans l'église, et se compose de deux lancettes aux têtes trilobées, surmontées de deux soufflets obliques et d'un petit soufflet. La fenêtre du chevet commence plus haut, sans doute pour laisser la place à un retable, qui n'existe plus et a été remplacé par un autel néogothique avec tabernacle. Cette baie présente trois lancettes aux têtes trilobées, surmontées par cinq soufflets de trois formes différentes, et deux mouchettes. Des supports pour la voûte n'ont pas été jugés nécessaires dans les angles du chevet. Les ogives sont donc reçues par des culs-de-lampe, qui arborent un petit personnage pittoresque, comme souvent sur les miséricordes des stalles : l'un, à la tête surdimensionnée, avale un gâteau, et l'autre tient une grande chope. La clé de voûte est ornée du blason du duc Henri de Bourbon-Verneuil, mais il manque la barre de bâtardise. Les dates de la vie du duc ne correspondent pas à l'époque du chœur, ce qui donne à penser qu'il n'a été voûté que tardivement, à l'instar de la nef,.

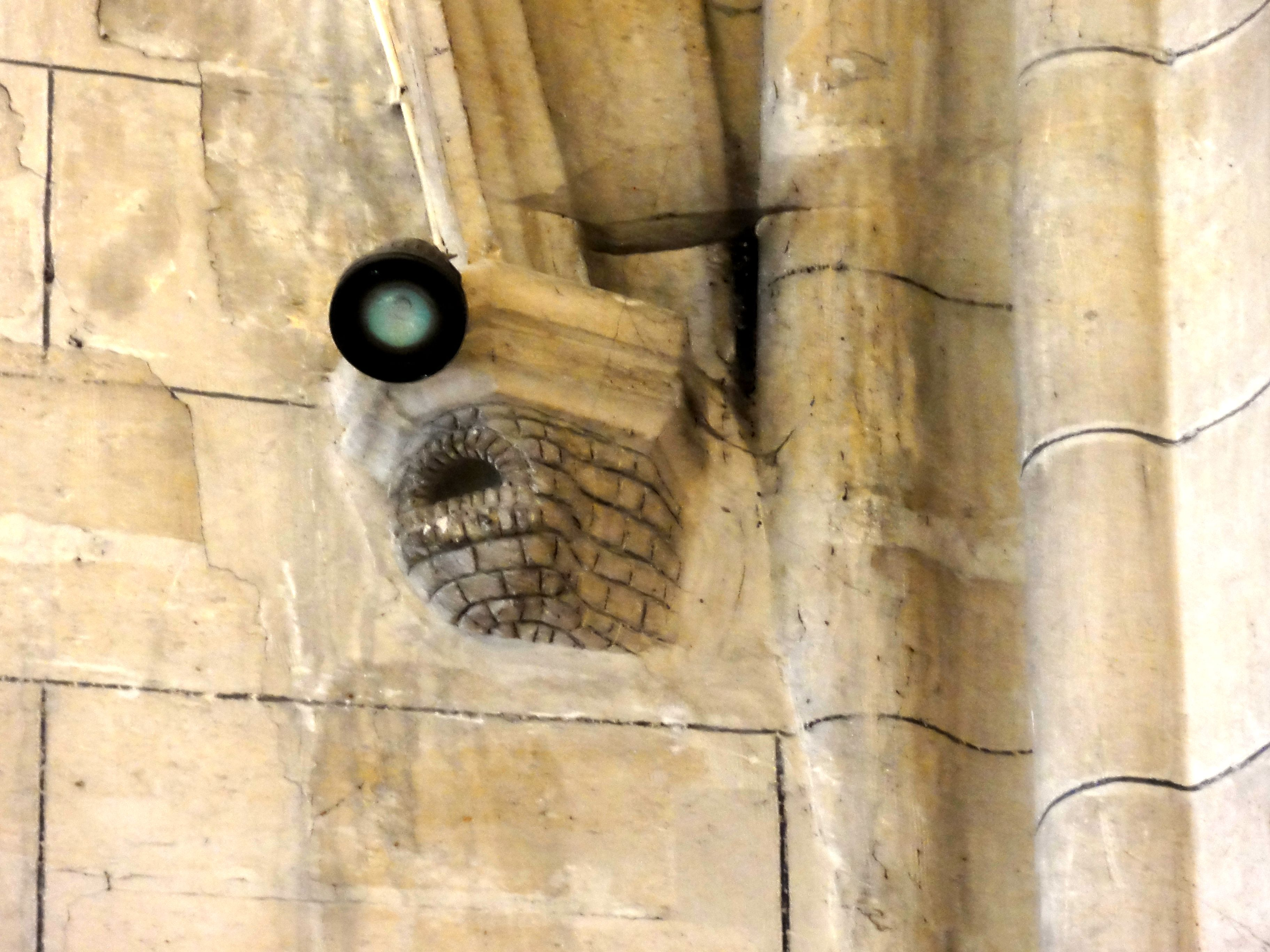
2e travée, cul-de-lampe au sud-ouest : ruche.
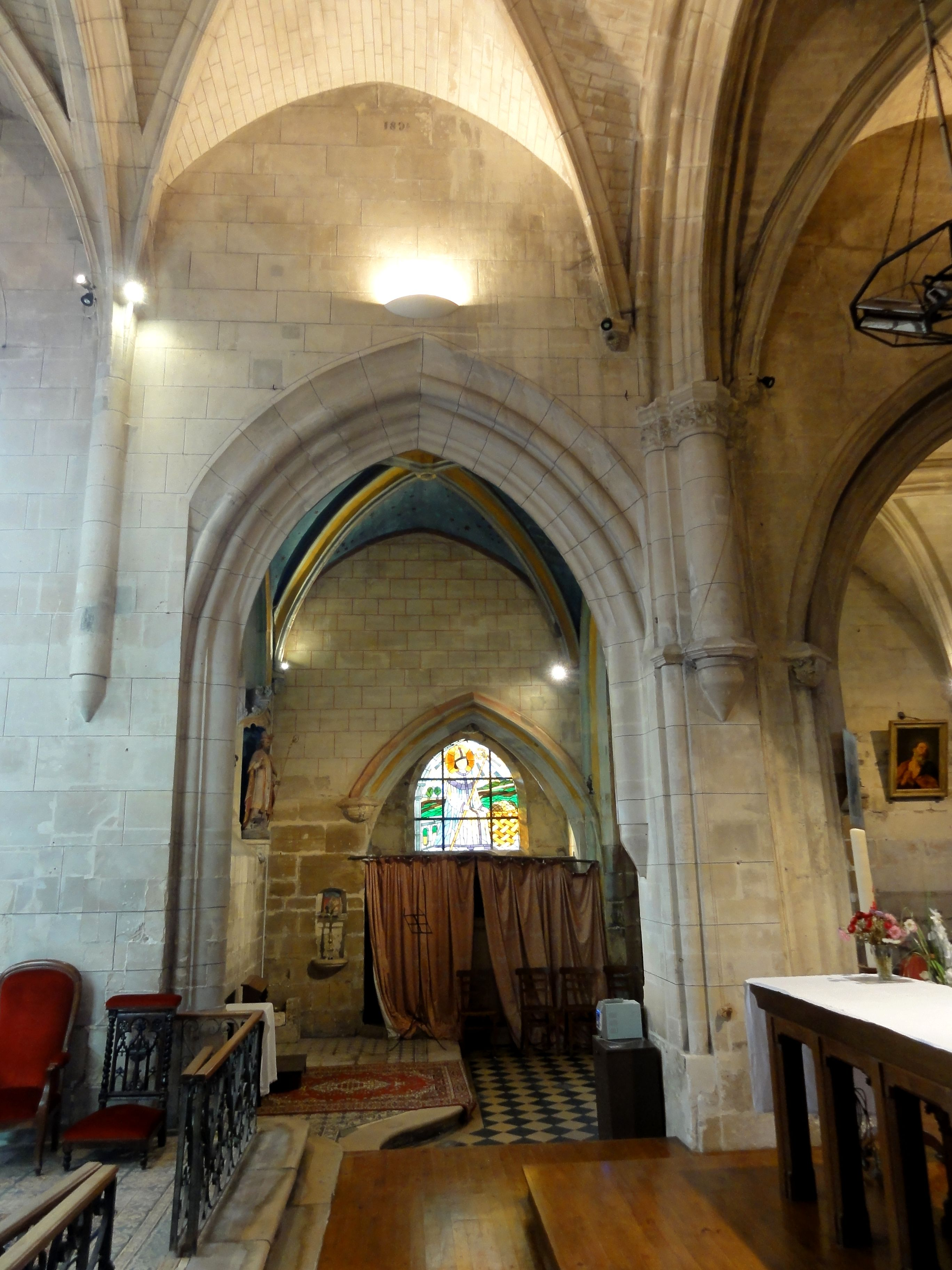
2e travée, vue vers le sud.
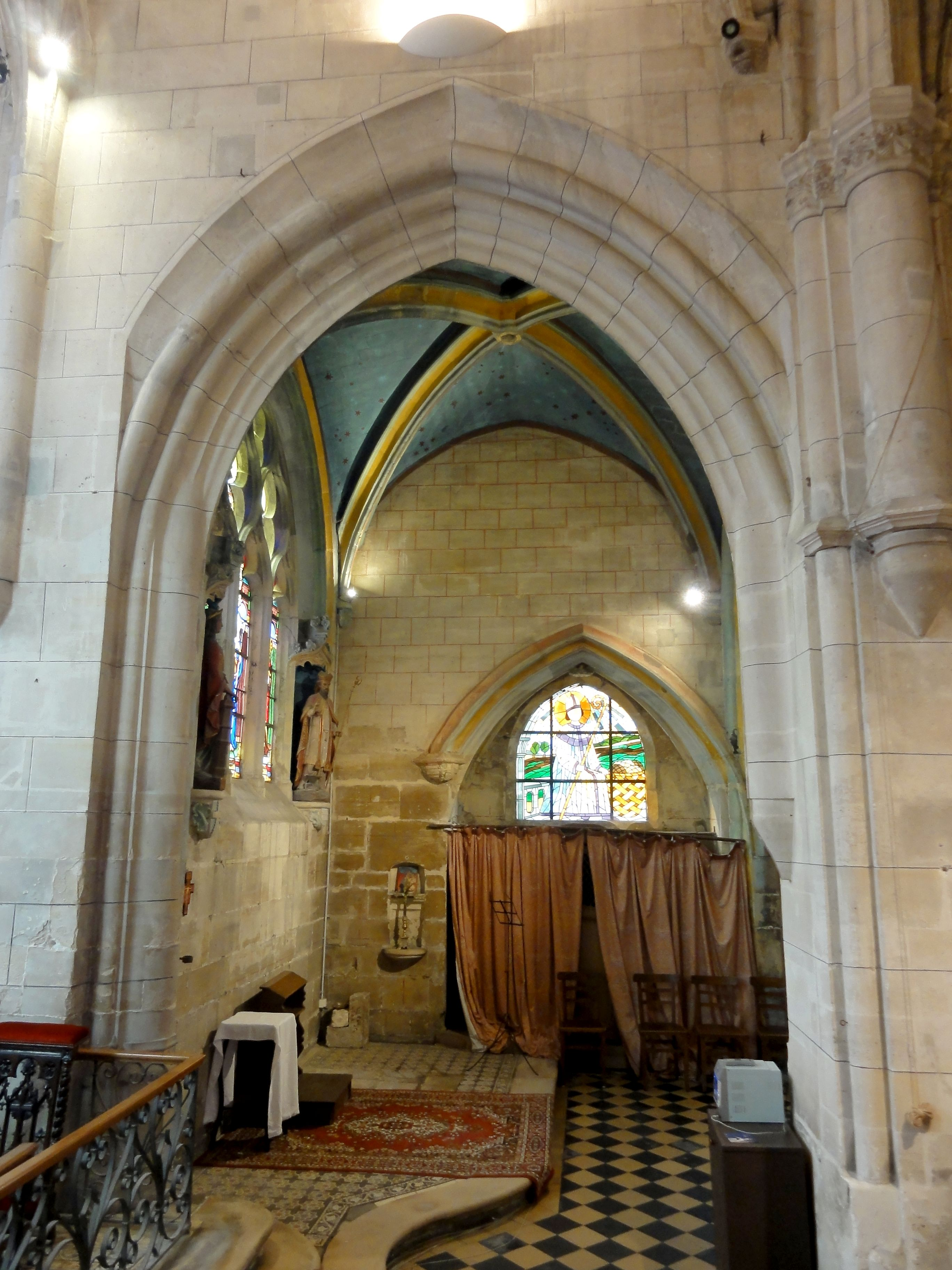
2e travée, arcade sud.
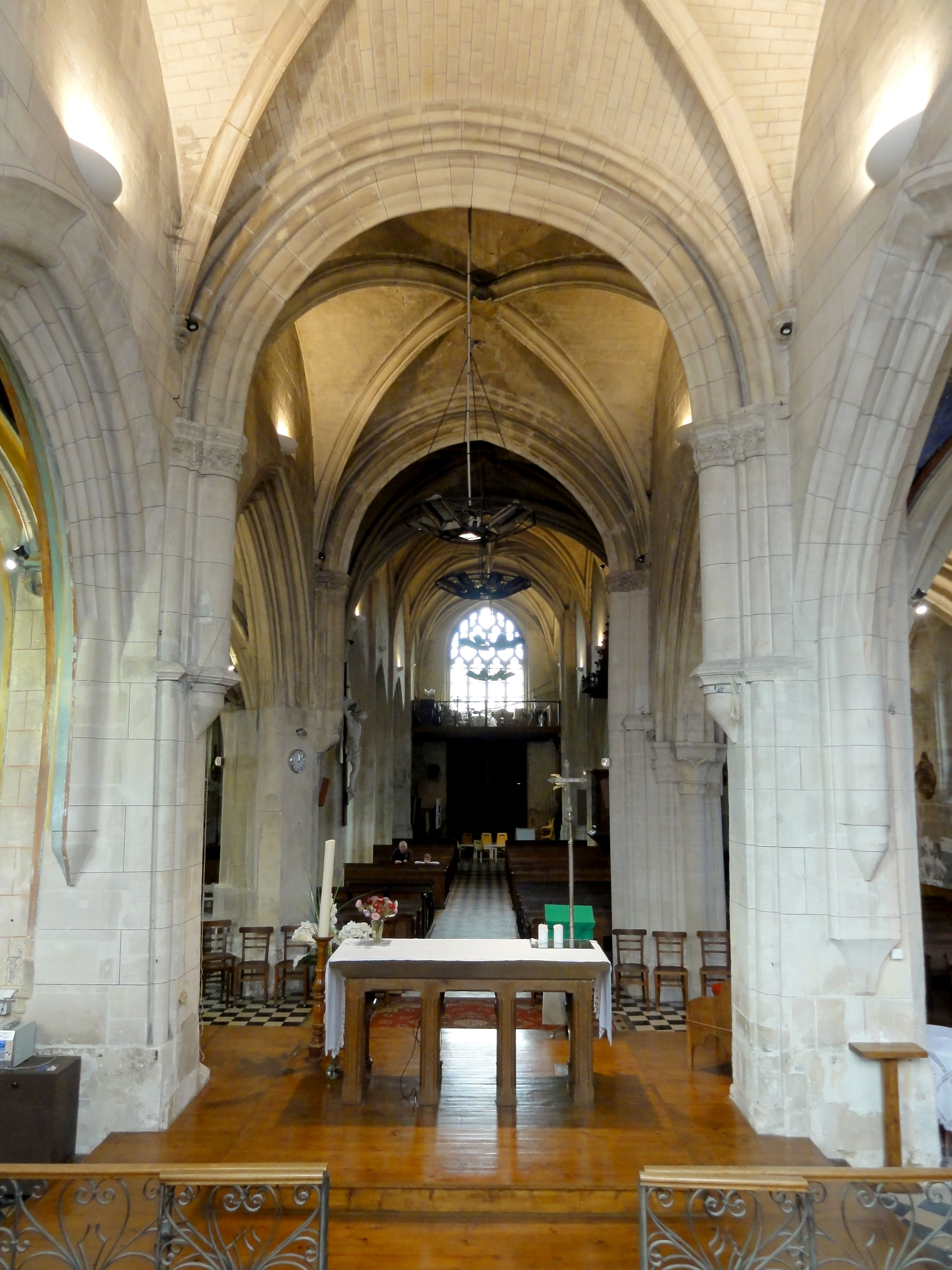
2e travée, vue vers l'ouest.
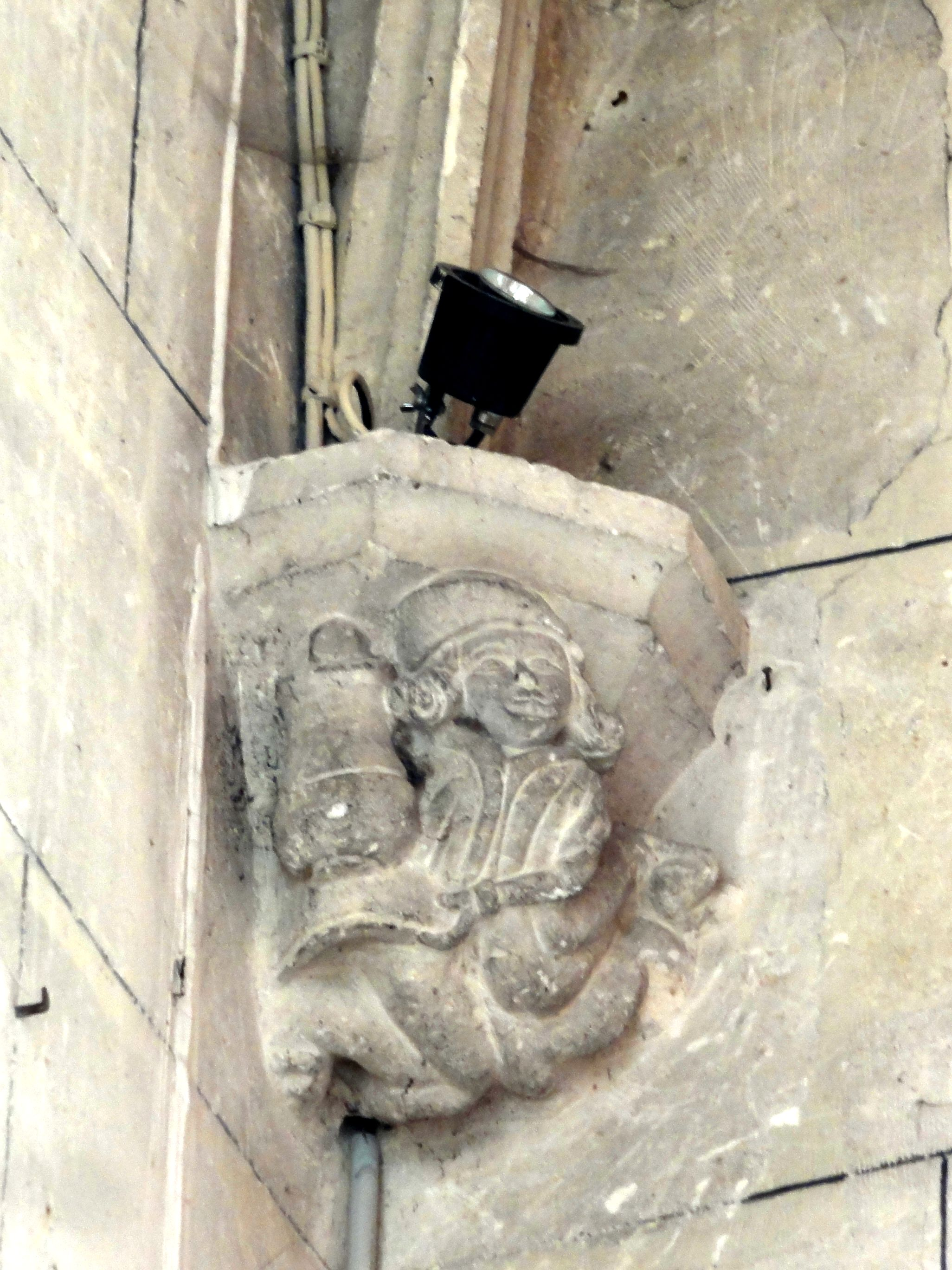
3e travée, cul-de-lampe : homme à la chope.
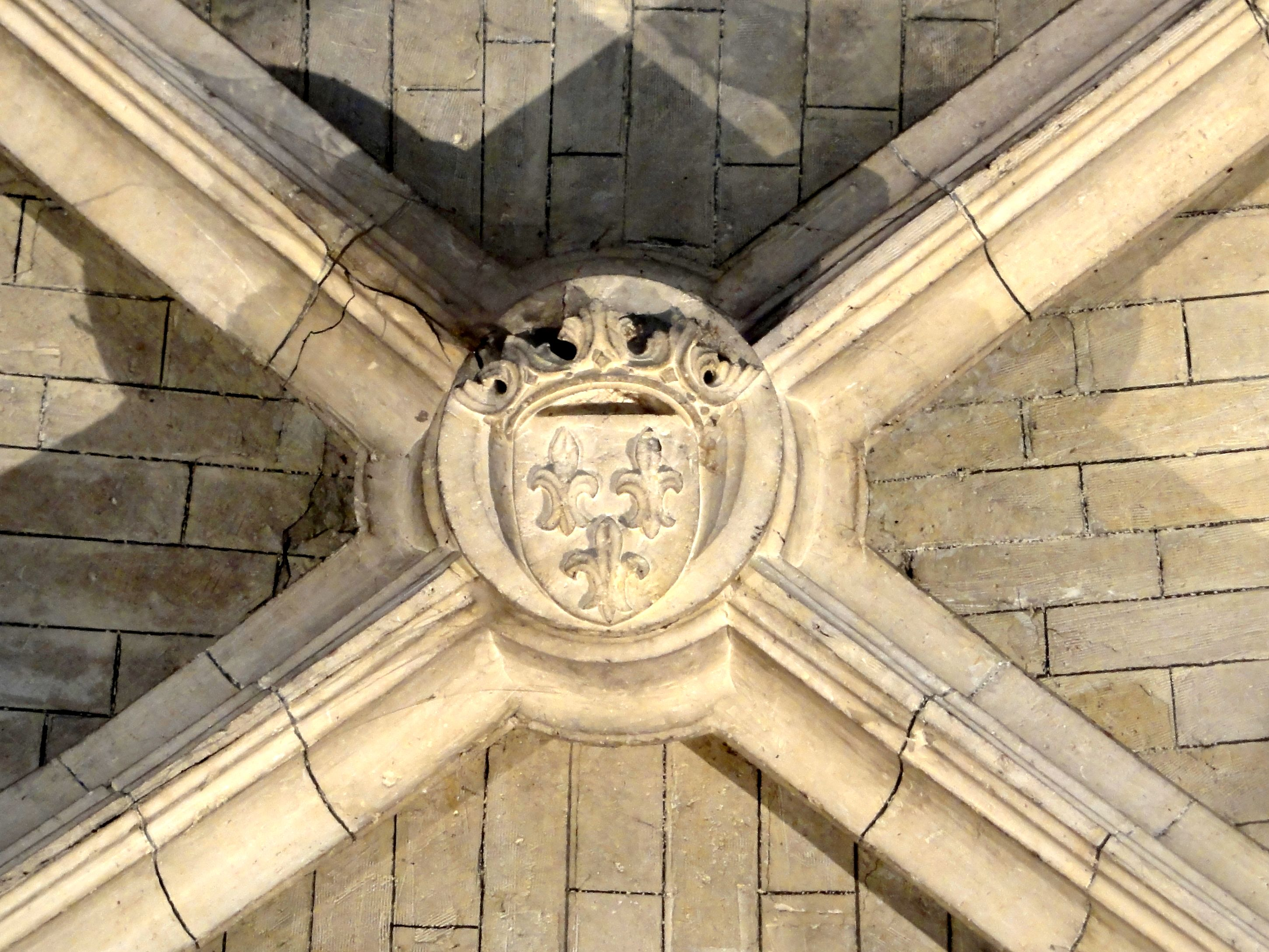
3e travée, clé de voûte : armes du duc de Verneuil.

#### Chapelles latérales

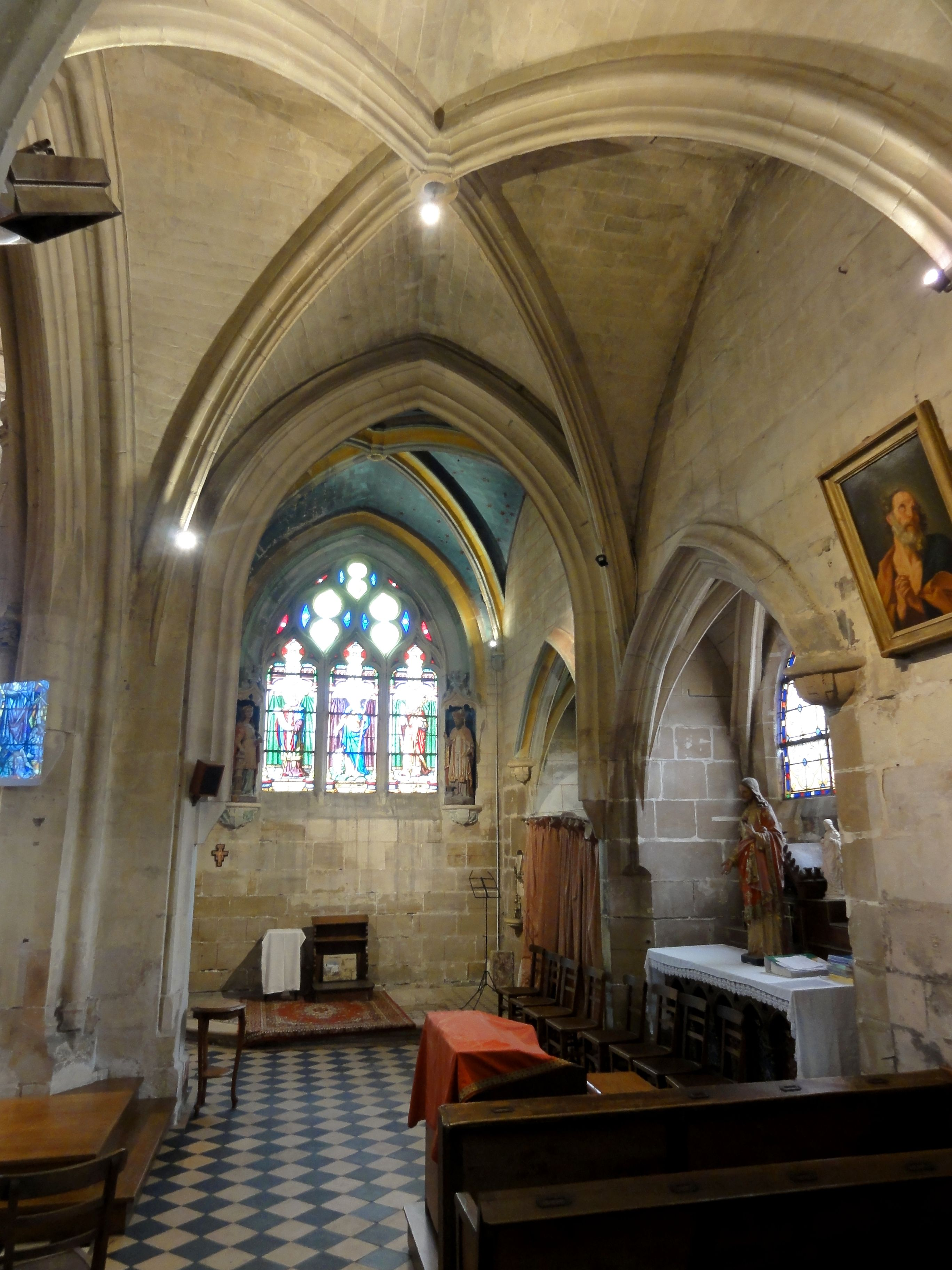
Chapelle sud, vue vers l'est.

Les chapelles latérales sont différentes toutes les deux, ce qui s'explique par l'intégration du mur septentrional du croisillon de 1170 dans la chapelle du nord, et par la présence des deux enfeus au sud. La première travée des chapelles fait suite aux bas-côtés de la nef et communique avec la base de l'ancien clocher, en même temps ancienne croisée du transept et première travée du chœur. La seconde travée communique avec la seconde travée du chœur. Dans la chapelle du nord, l'on trouve, à gauche du doubleau intermédiaire, la seule fenêtre qui subsiste de la campagne de construction vers 1170, qui consista à ajouter deux croisillons à la base du clocher, jusque-là apparemment libre au nord et au sud. Ces croisillons étaient plus profonds que larges et dépassaient le doubleau oriental de la base du clocher, ce qui explique que la baie en arc brisé soit aussi proche du doubleau intermédiaire. La deuxième travée avait aussi une fenêtre côté nord, qui était flamboyante, comme on peut encore le voir à l'extérieur. À l'intérieur, aucune trace n'en subsiste. Le chevet est éclairé par une large fenêtre flamboyante à quatre lancettes aux têtes trilobées, surmontées par de multiples soufflets et mouchettes. Les voûtes sont typiquement flamboyantes, et n'ont pas de supports, à l'exception de deux culots de part et d'autre du chevet. À l'exception de cette fenêtre, la chapelle latérale nord n'offre d'intéressant que les clés de voûte, dont la première présente une figure d'homme barbu et semble entourée d'une corde, et la seconde, un écusson martelé entouré d'une couronne tressée, qui pourrait être la Sainte Couronne. Le monogramme de la Vierge Marie a été peint sur l'écusson, car c'est à la Sainte Vierge que la chapelle est dédiée. On y trouve une statue de la Vierge à l'Enfant, ainsi qu'une petite grotte de Lourdes abritant une statuette de Notre-Dame de Lourdes. Elle a été réalisée vers 1920 par un paroissien, Tino Groppo.
La chapelle latérale sud était sans doute la chapelle particulière des seigneurs de Verneuil, car elle abrite deux enfeus ménagés dans le mur méridional, soit un par travée. L'épaisseur nécessaire est en partie gagnée sur la largeur de la chapelle, qui est donc plus étroite que la chapelle de la Vierge. En même temps, les enfeus font très légèrement saillie à l'extérieur. Les deux travées de la chapelle seigneuriale ne sont pas séparées par un simple doubleau, mais par une arcade de profil prismatique, amputée de la partie inférieure de ses gros fûts. Cette arcade est relativement étroite, car la pile sud-est de l'ancienne clocher comporte une saillie vers le sud. Les voûtes sont ici un peu plus élevées que dans les bas-côtés de la nef. Vers l'arcade centrale, leurs ogives se fondent dans l'arcade, mais sont reçues par des culots près du bas-côté de la nef, et de part et d'autre du chevet. Ces culots sont simplement moulurés et non sculptés. La baie du chevet possède un réseau de trois formes trilobées, qui sont surmontées de deux gros soufflets, puis d'un petit soufflet. Deux niches abritant des statues de sainte Barbe et de saint Éloi flanquent la baie, et prennent appui sur des culs-de-lampe aux armes des Boulainvilliers, seigneurs de Verneuil de 1415 à 1475. Quant aux enfeus, ils n'ont malheureusement pas été attribués ni exactement datés ; les blasons permettent juste d'établir un lien avec la famille de Boulainvilliers. Ce sont des niches s'ouvrant sous des archivoltes moulurées, qui retombent sur des culs-de-lampe armoriés vers l'ouest et vers l'est. Près de l'arcade centrale, elles se fondent dans le pilier ondulé engagé dans le mur. Les niches présentent un plafond de la forme d'une voûte en berceau, mais pourvu d'ogives qui pénètrent dans les murs. Les clés de voûte affichent les mêmes blasons que les culs-de-lampe, mais ils sont seulement peints. La fenêtre du premier enfeu est en plein cintre, et celle du second enfeu en arc brisée, toutes les deux sans remplage. Les tombes et leurs gisants ont disparu.

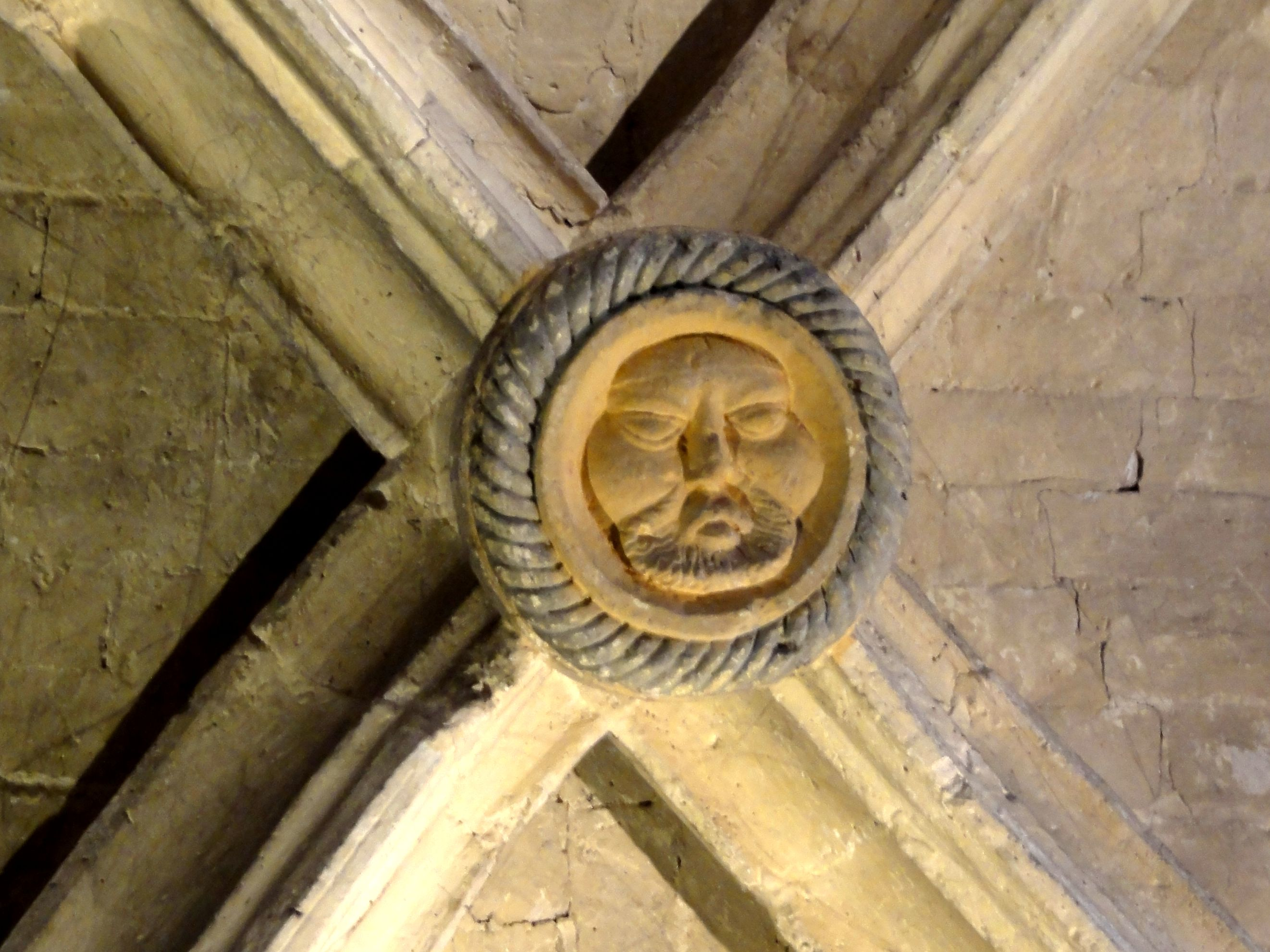
Chapelle latérale nord, clé de voûte.
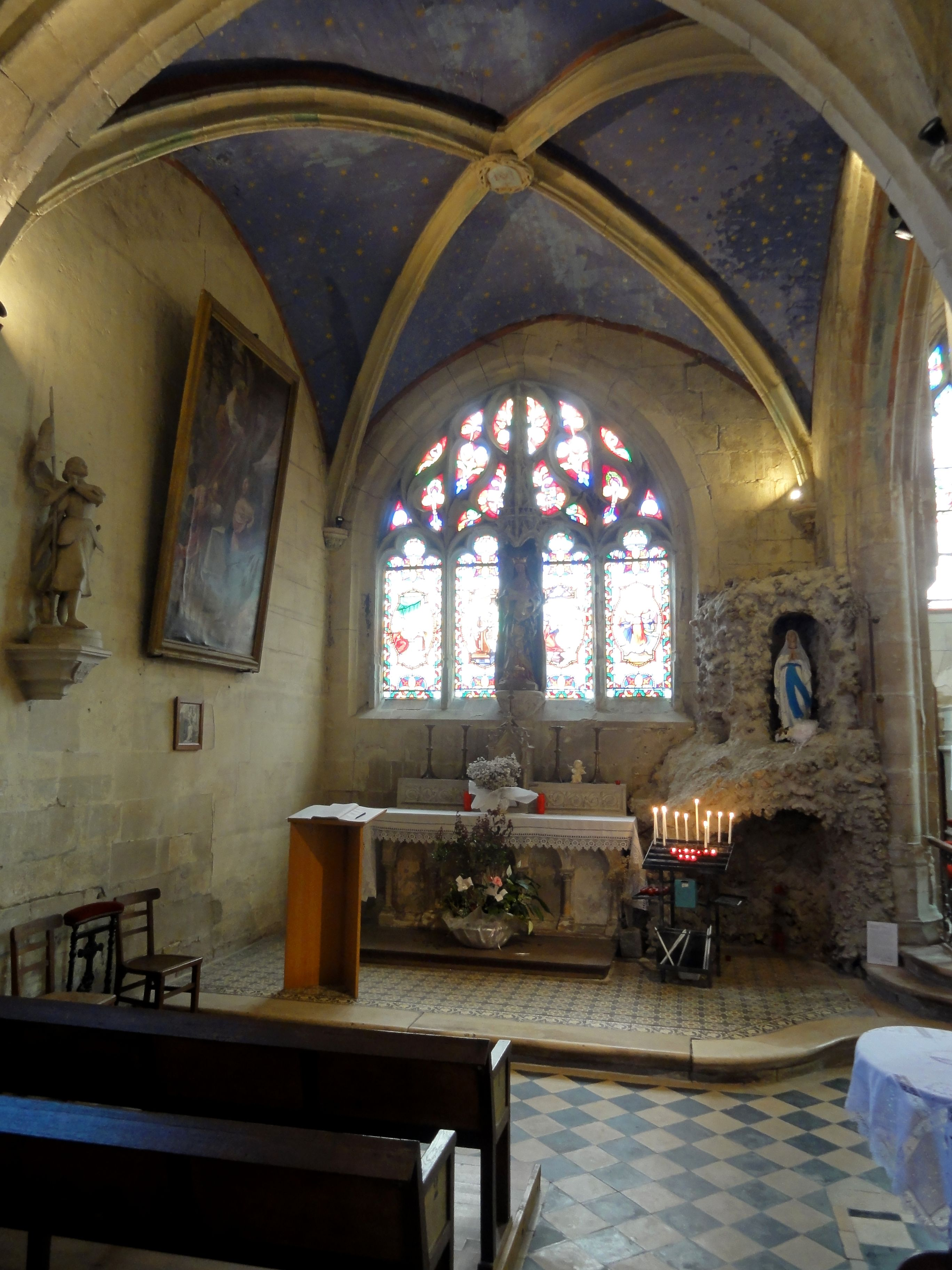
Chapelle latérale nord, chevet.
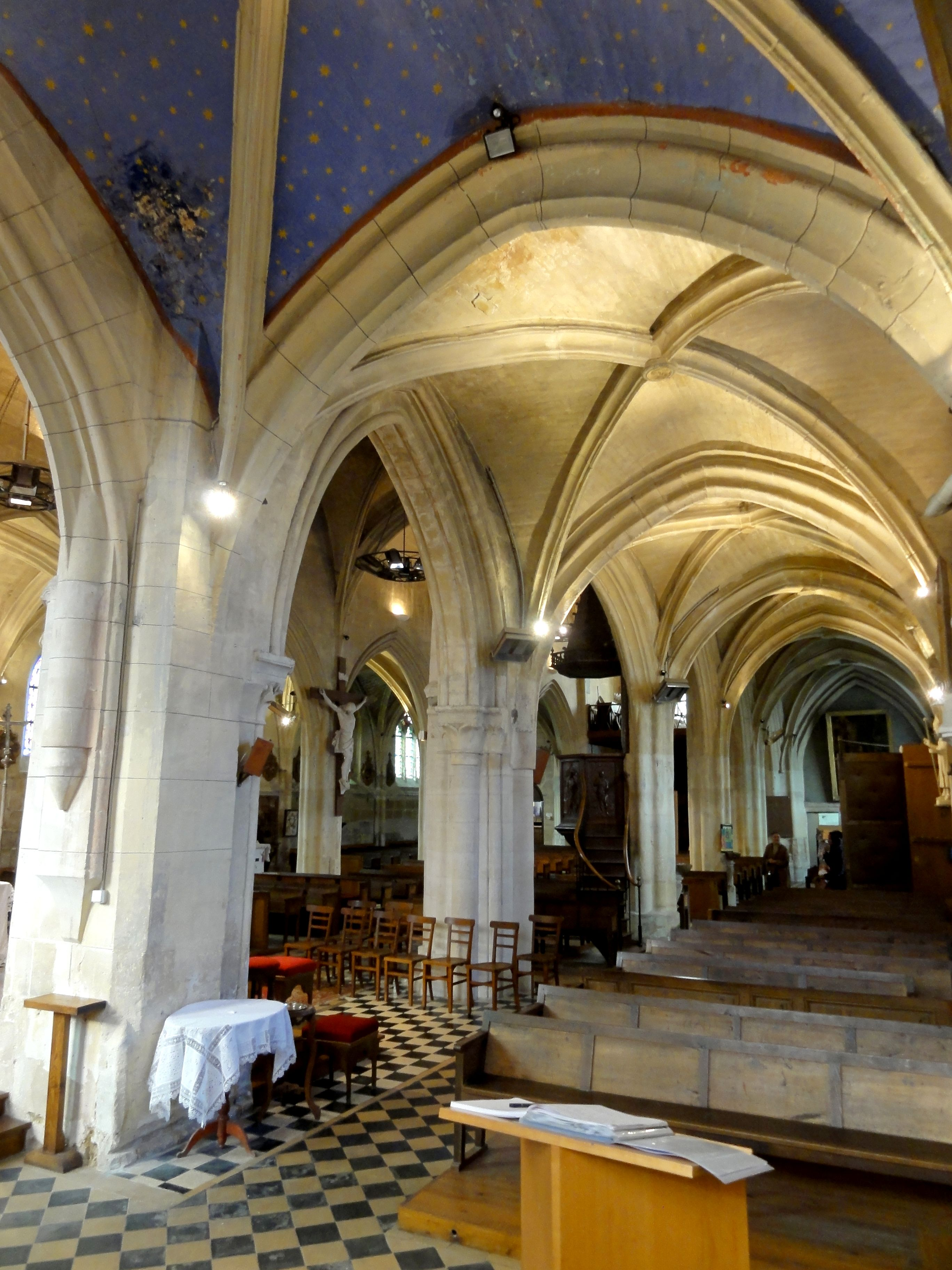
Chapelle latérale nord, vue vers l'ouest.
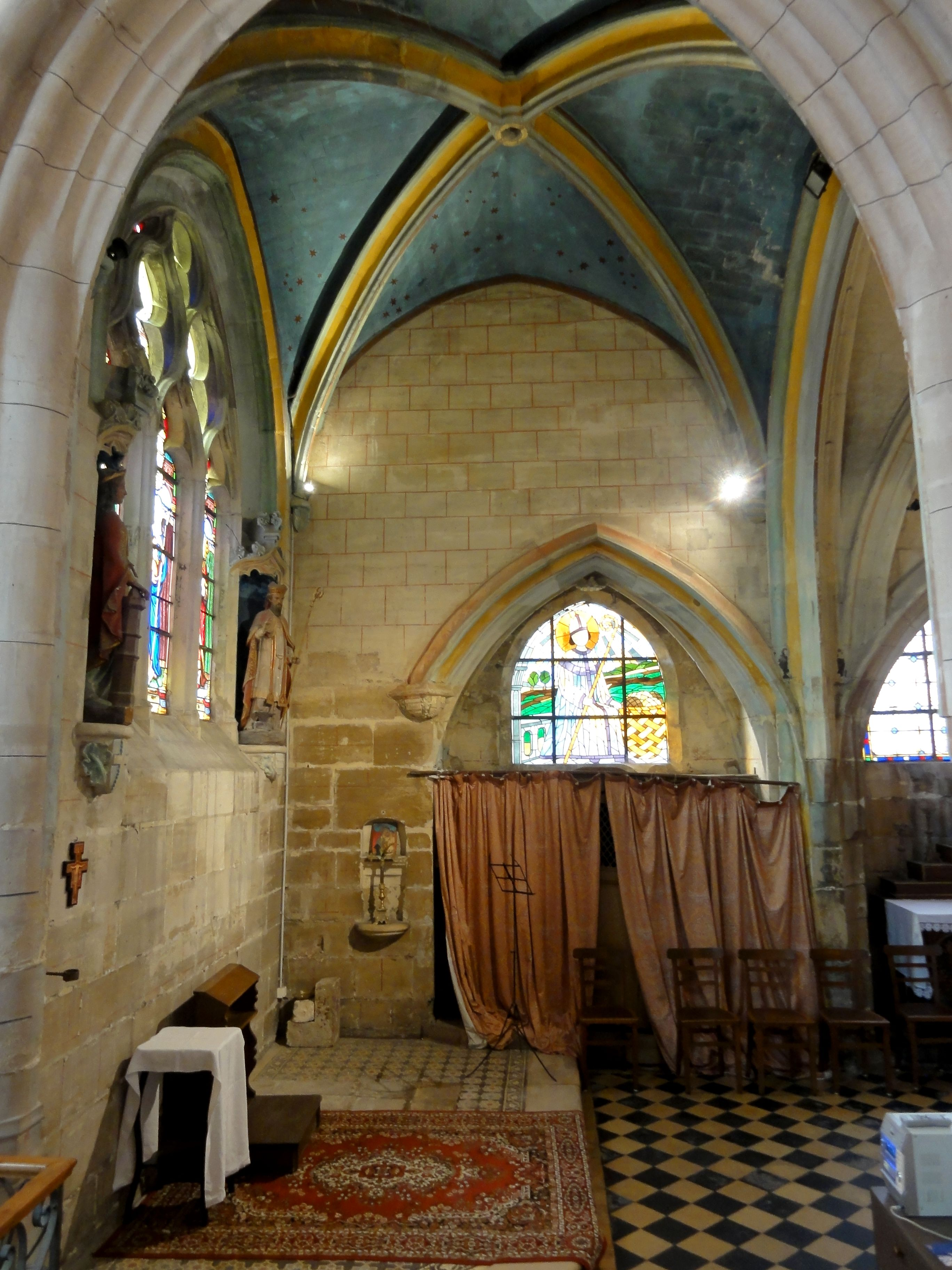
Chapelle latérale sud, angle sud-est.
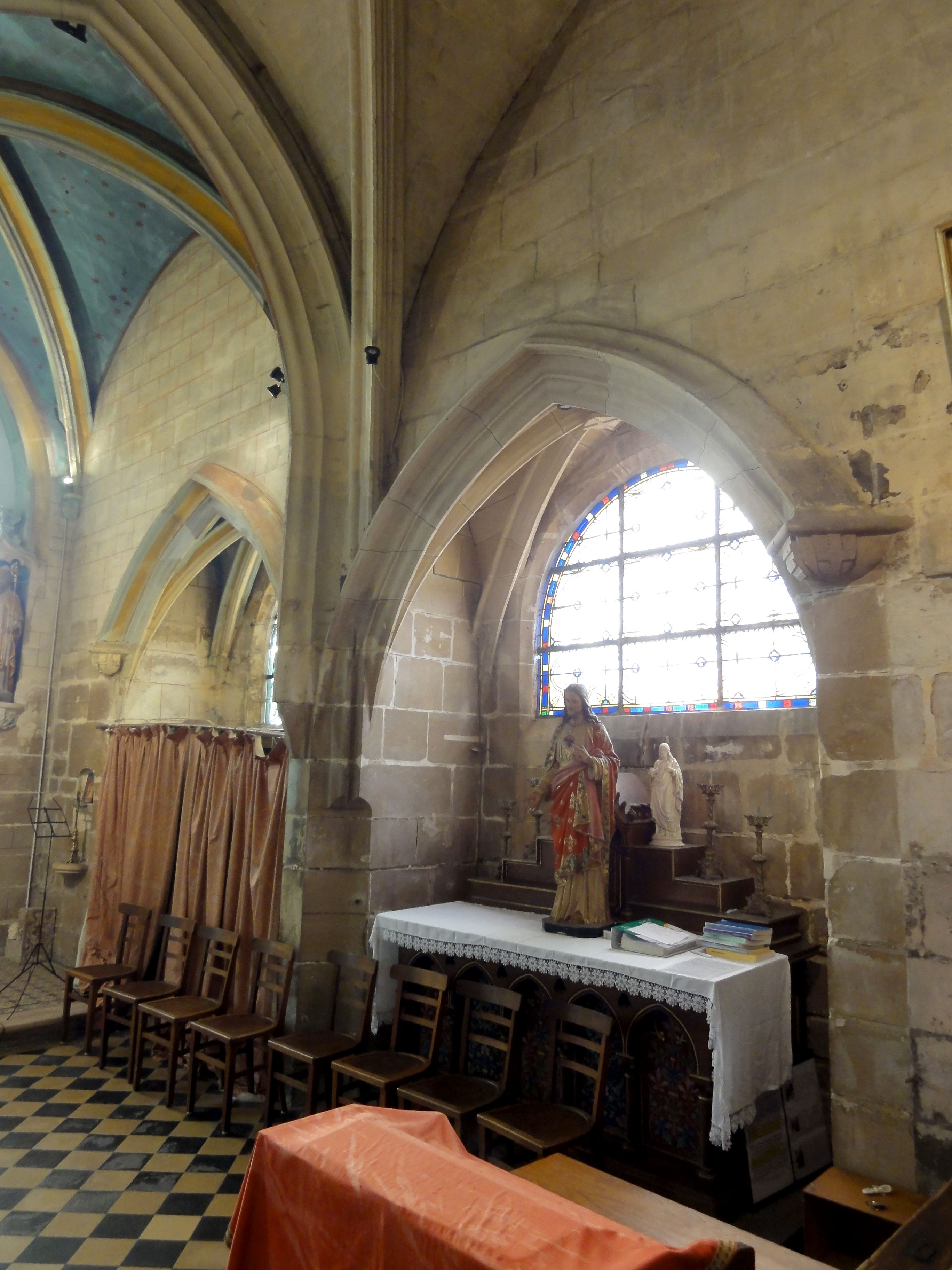
Vue sur les enfeus.
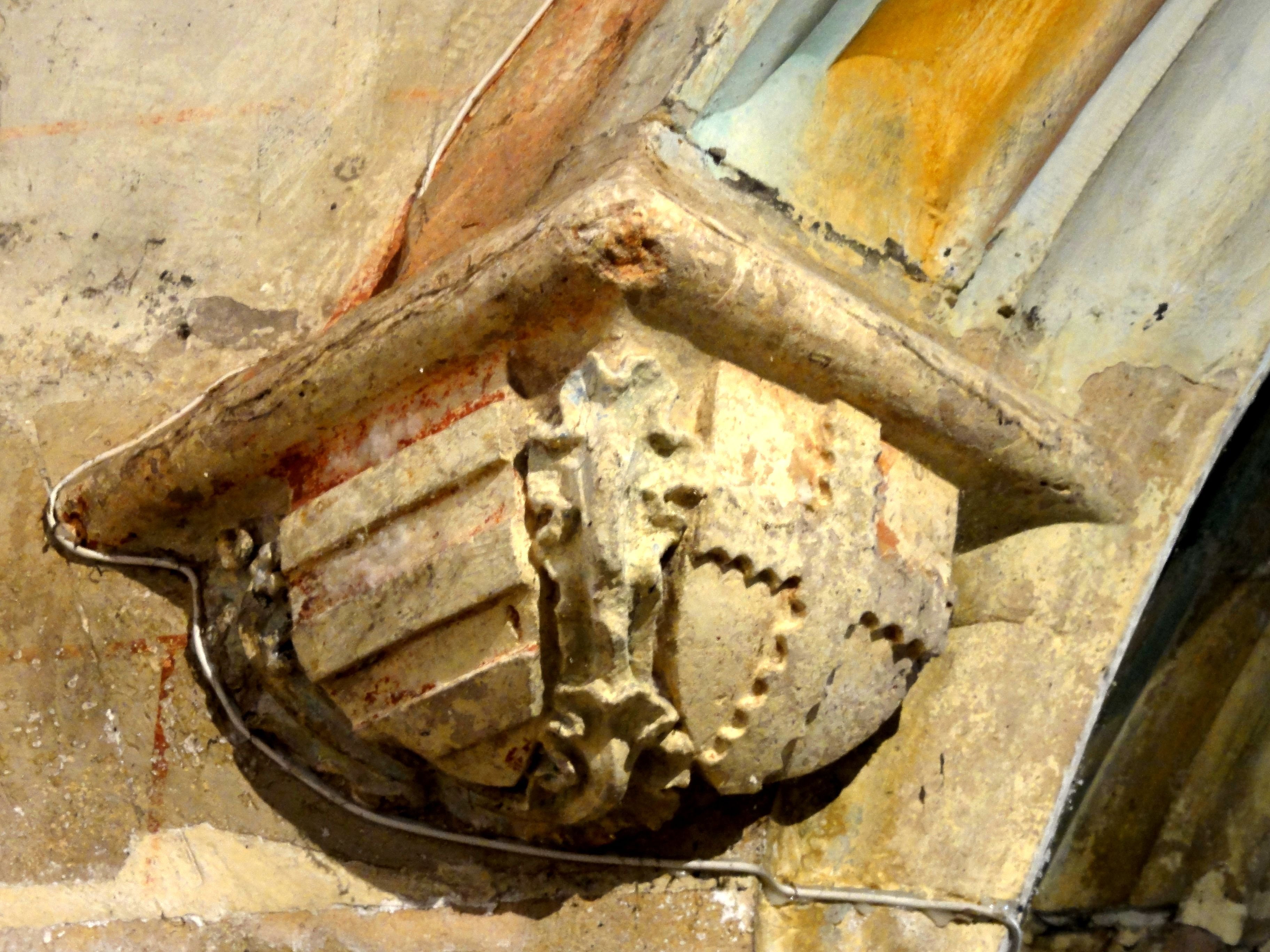
2e enfeu, cul-de-lampe à gauche.

### Extérieur

#### Parties orientales
Le chevet est, avec l'élévation septentrionale, la partie la mieux visible de l'église. L'abside carrée est épaulée par deux contreforts biais, tels qu'ils apparaissent à l'extrême fin de la période gothique et à la Renaissance. Ils sont amortis par de longs glacis, et sont scandés chacun par deux larmiers. Le larmier inférieur se poursuit sur les murs latéraux, et sert d'appui aux fenêtres du nord et du sud, mais est absent sur le mur oriental. Celui-ci est dominé par un pignon garni de crochets végétaux et de petits animaux fantastiques, très érodés. Les trois baies de l'abside sont surmontées d'un bandeau biseauté, qui se continue au niveau des impostes. À gauche, l'ancienne chapelle seigneuriale ne présente pas ce bandeau, mais la baie orientale est plus soigneusement moulurée. L'unique élément structurant est le larmier en dessous de la fenêtre ; il n'y a pas de contrefort, sans doute parce que les enfeus qui se trouvent à côté sont délimités par des massifs de maçonnerie intégrés dans le mur. La nudité de la façade des enfeus est néanmoins surprenante. Quant à la chapelle latérale nord, elle est également austère, mais son angle nord-est est néanmoins flanqué par deux contreforts orthogonaux. L'élévation septentrionale de la chapelle est déséquilibrée. Un contrefort du XVIe siècle la divise en deux parties égales, mais un contrefort de 1170 se situe à sa gauche, car la chapelle ajoutée à cette époque n'avait qu'une seule travée, qui était très profonde. Le vieux contrefort a poussé la baie flamboyante vers l'extrême début du mur. Cette baie a perdu son réseau, et a été bouchée. Reste la lancette de 1170, qui est centrée entre le vieux contrefort déjà signalé, et un deuxième qui subsiste plus à droite,.

#### Porche

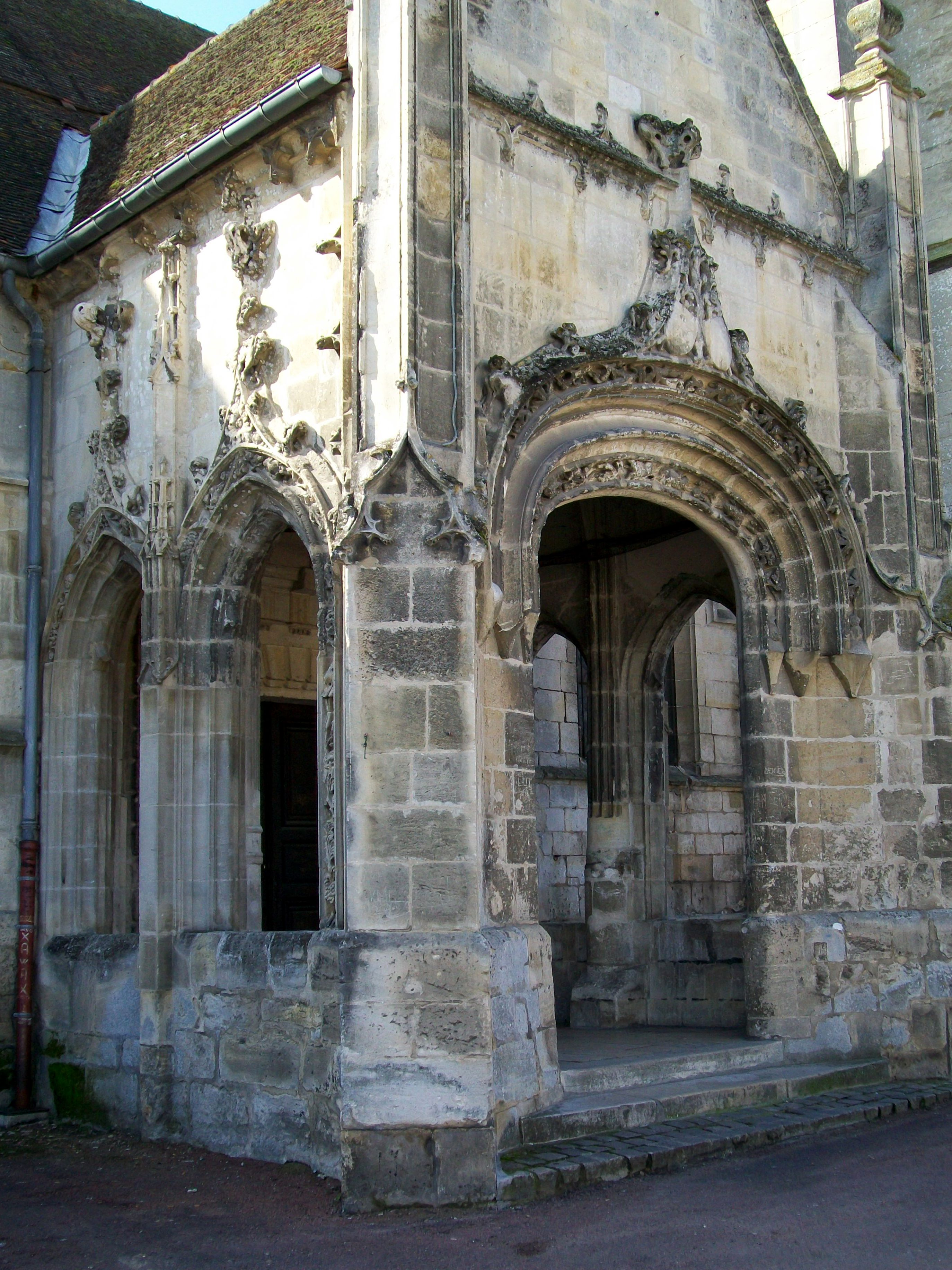
Porche flamboyant.

Le porche en pierre taillée est du plus pur style flamboyant, et représente le seul élément digne d'intérêt de l'élévation septentrionale. Le soin apporté à sa construction se traduit par un voûtement par deux voûtes à liernes et tiercerons, alors qu'une seule voûte à quatre branches d'ogives aurait suffi. L'on entre par une arcade en anse de panier côté nord, qui est richement moulurée d'une succession de gorges et listels, qui retombent latéralement sur des groupes de trois culots. La gorge supérieure et la gorge inférieure sont agrémentées d'une frise de feuilles frisées. L'extrados est garni de quelques crochets épars, et une courte accolade y prend naissance. Elle enferme deux écussons, aujourd'hui vierges. — Les deux angles sont pourvus de contreforts biais, dont la partie supérieure est biseauté, ou autrement dit, revient vers un plan carré. Elle se développe en hauteur et est couronnée par un genre de bulbe. L'ensemble évoque un pinacle, dont le modèle ne cadre pas avec le style du reste, et se retrouve en haut du clocher. Pour les arcades latérales du porche, qui sont au nombre de deux de chaque côté, l'architecte a opté pour des arcades brisées, dont la mouluration se poursuit sur les jambages. Elle était encore plus riche que du côté de l'entrée, mais lors d'une restauration, des blocs sculptés ont été remplacés par des blocs seulement moulurés. En plus des frises de feuilles frisées, un rang de rinceaux est présent sur les jambages non refaits. L'arc brisé permet de tracer une accolade de façon plus organique ; l'on peut ainsi observer comment les courbes de l'accolade se détachent de l'arc principal sur les différents niveaux de l'archivolte. Les accolades, très aigües, sont ornées de fleurs et de crochets, et d'élégants pinacles prolongent l'axe des trumeaux. — Le portail lui-même devait être en tiers-point et posséder également une archivolte richement décorée, comme l'atteste la voussure supérieure, qui a été rendue de nouveau visible par la suppression du mur-écran du fronton triangulaire du portail de Salomon de Brosse. Ce portail se caractérise par ses bossages typiques des réalisations de l'architecte, ce qui a permis l'attribution (sachant qu'il résidait à Verneuil). L'on peut également noter l'entablement avec frise de biglyphes à gouttes,.

#### Clocher
Le clocher occupe la première travée du bas-côté nord, à l'angle entre l'élévation septentrionale et la façade. Cette position a pour avantage de réduire les contraintes imposées par les clochers centraux à l'intérieur des édifices, et les clochers flamboyants et Renaissance sont fréquemment implantés au début des bas-côtés. La base et les deux premiers étages aveugles sont susceptibles d'être contemporains de la nef. Chaque angle est flanqué de deux contreforts orthogonaux, même au sud-est, mais ces contreforts ne prennent pas appui au sol : dans la nef, un gros pilier ondulé s'y substitue. Au nord, près de l'angle nord-est, une tourelle d'escalier est adossée au clocher. Elle va jusqu'à la fin du second étage, et est coiffée d'une petite coupole. Seul l'étage de beffroi est ajouré. Il est percé sur chaque face de deux hautes et étroites baies abat-son géminées, qui sont en cintre brisé et entourées de moulures simples. Sinon, le décor est absent. Les contreforts s'achèvent par des glacis en doucine, et les corbeaux de la corniche sont assorties, ce qui permet de déduire que cette partie du clocher est postérieure à la période gothique. La plateforme sommitale est entourée d'une balustrade ajourée sans caractère, et présente à chaque angle, dans le prolongement des contreforts, deux clochetons. D'abord de plan carré, ils se remarquent par un genre de bulbe qui peut être interprété comme un pot à feu simplifié. Si ces éléments décoratifs sont déjà éloignés du style gothique, ce n'est pas le cas de la fine flèche octogonale en pierre, dont chaque arête est garni de crochets restés frustes. Pour Dominique Vermand, la flèche de Verneuil-en-Halatte aurait comme lointain ancêtre la flèche de Saint-Vaast-de-Longmont bâtie vers 1130, et pouvant être considérée comme prototype de la plupart des flèches en pierre de la région. Les flèches les plus simples succèdent directement à la tour et ne sont pas entourées d'une balustrade, comme à Ève, Fresnoy-le-Luat, Plailly et Versigny. La forme la plus aboutie connaît l'interposition d'un tambour entre la plateforme et la flèche, comme à Béthisy-Saint-Pierre et Hautefontaine. Verneuil-sur-Halatte représente un type intermédiaire, avec balustrade mais sans tambour. La girouette se situe à 41,00 m au-dessus du niveau du sol,.

#### Façade occidentale

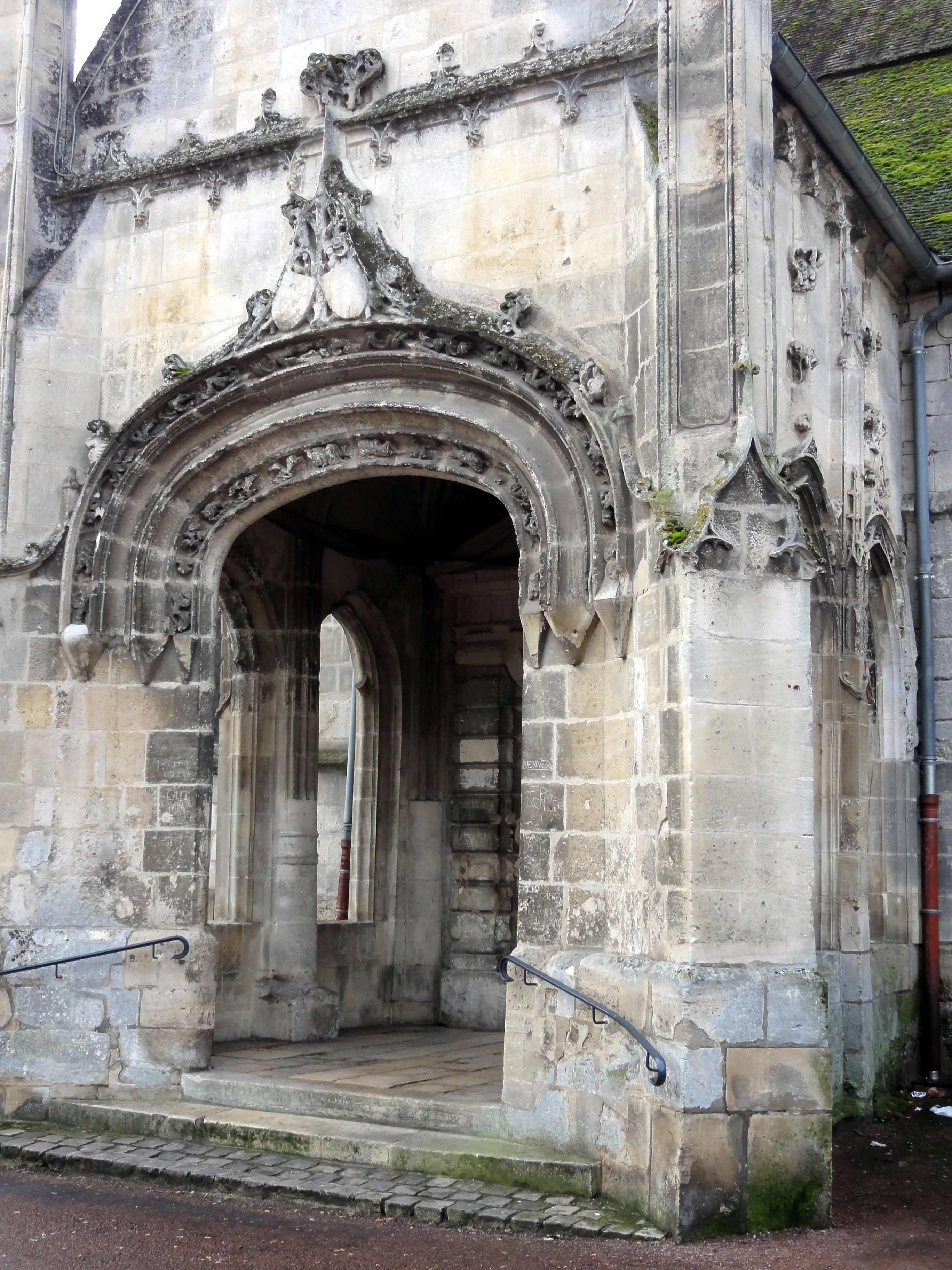
Porche.
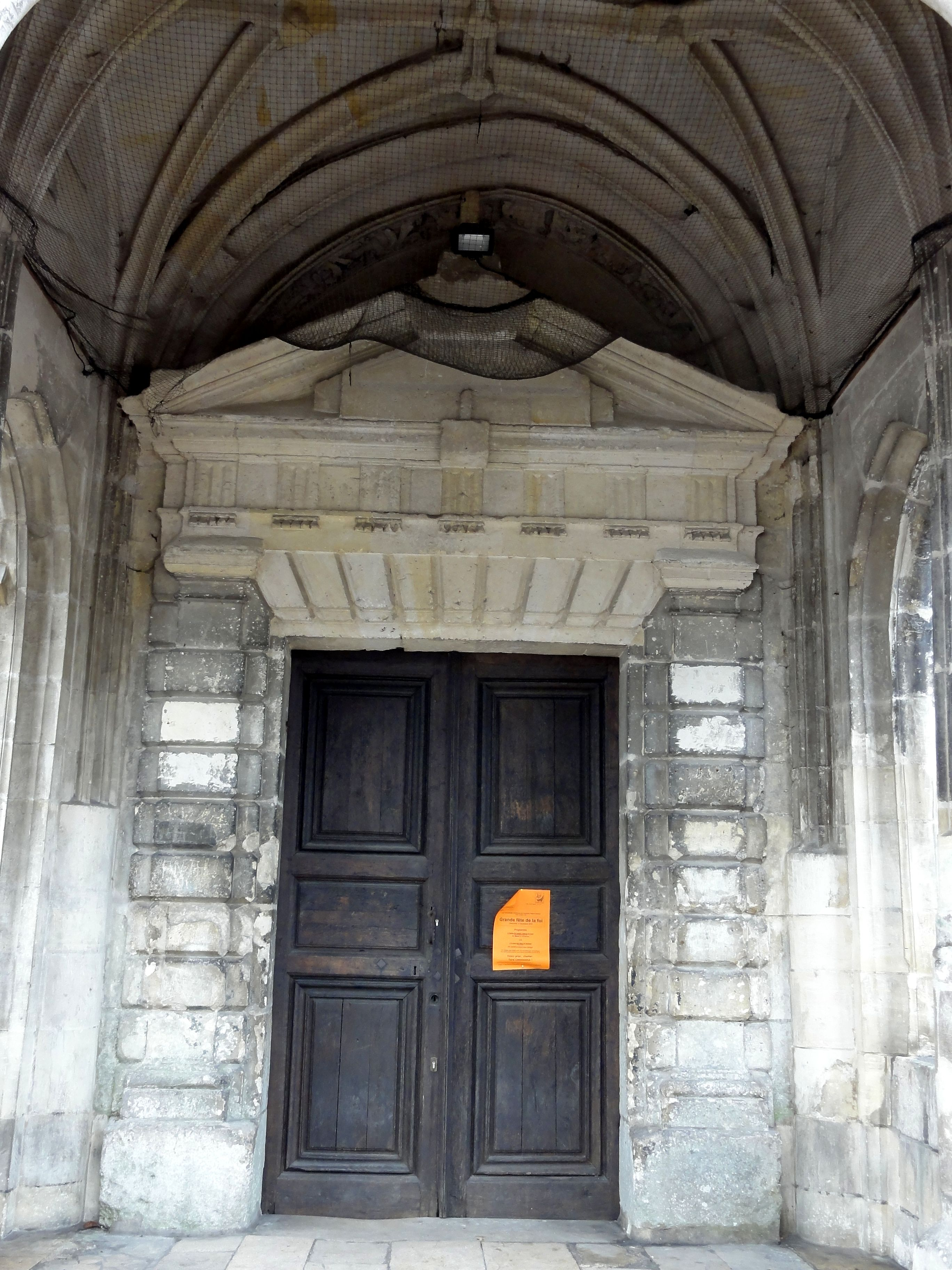
Portail sous le porche.
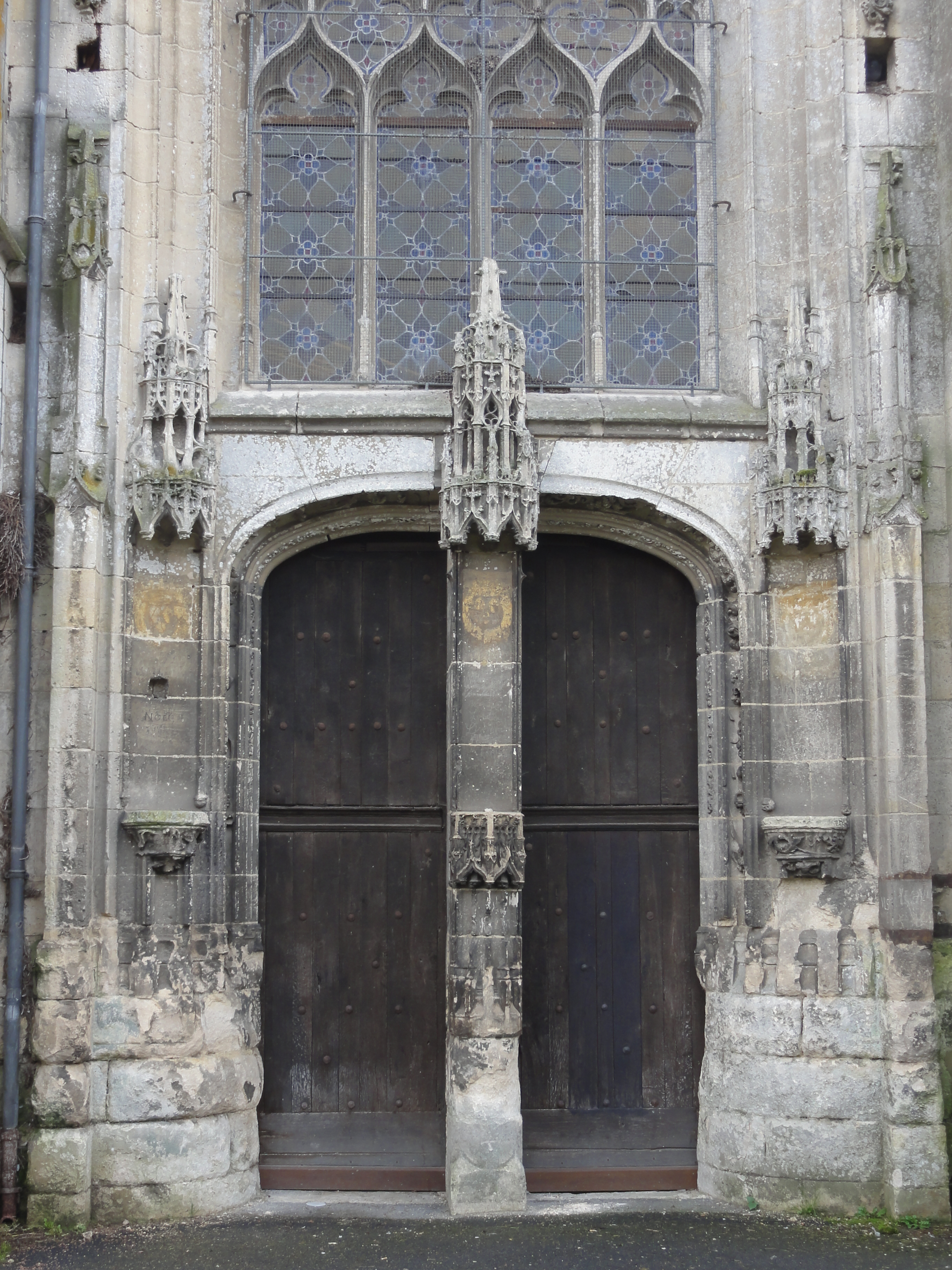
Portail occidental.
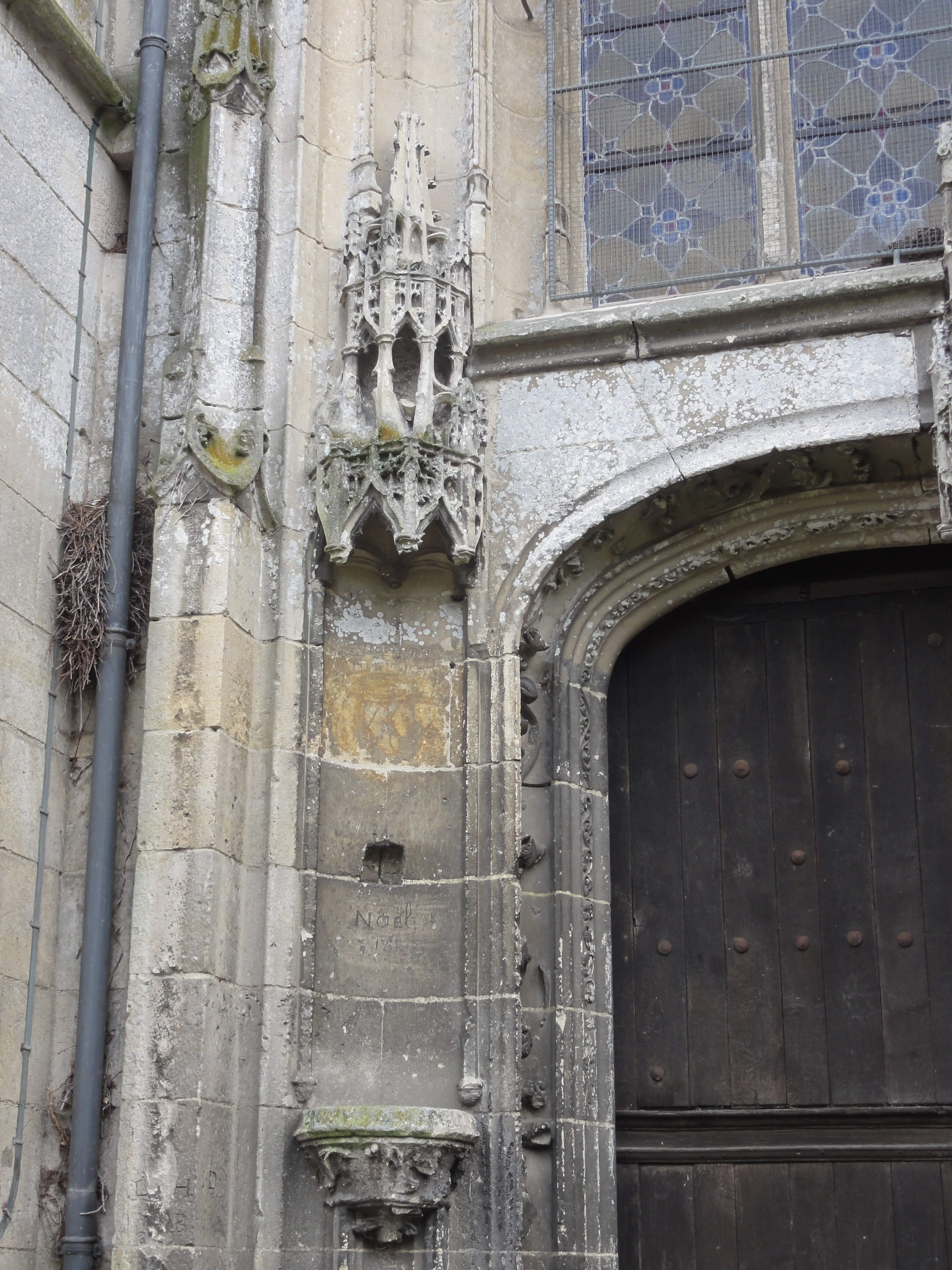
Niche de gauche.
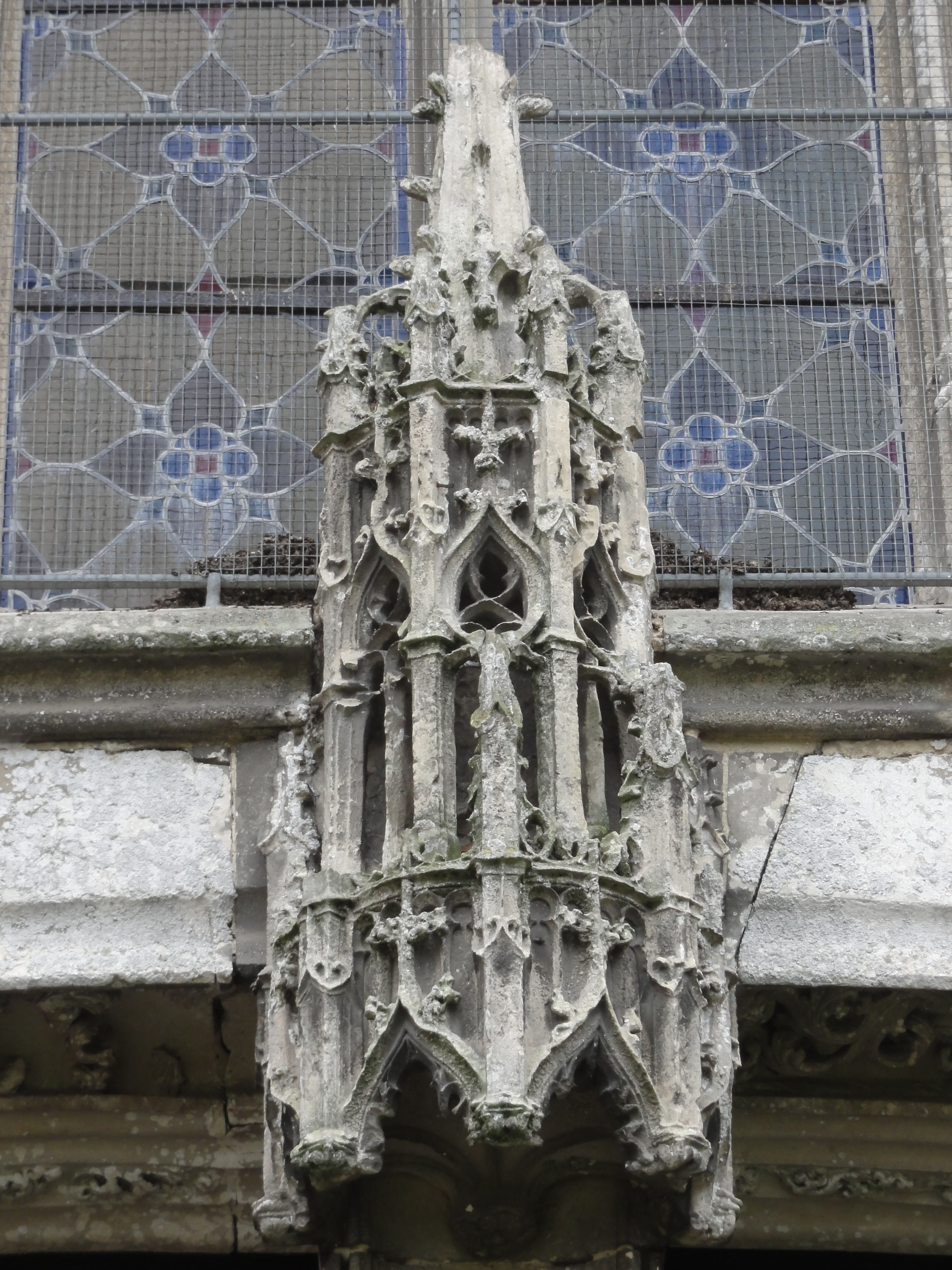
Dais sur le trumeau.
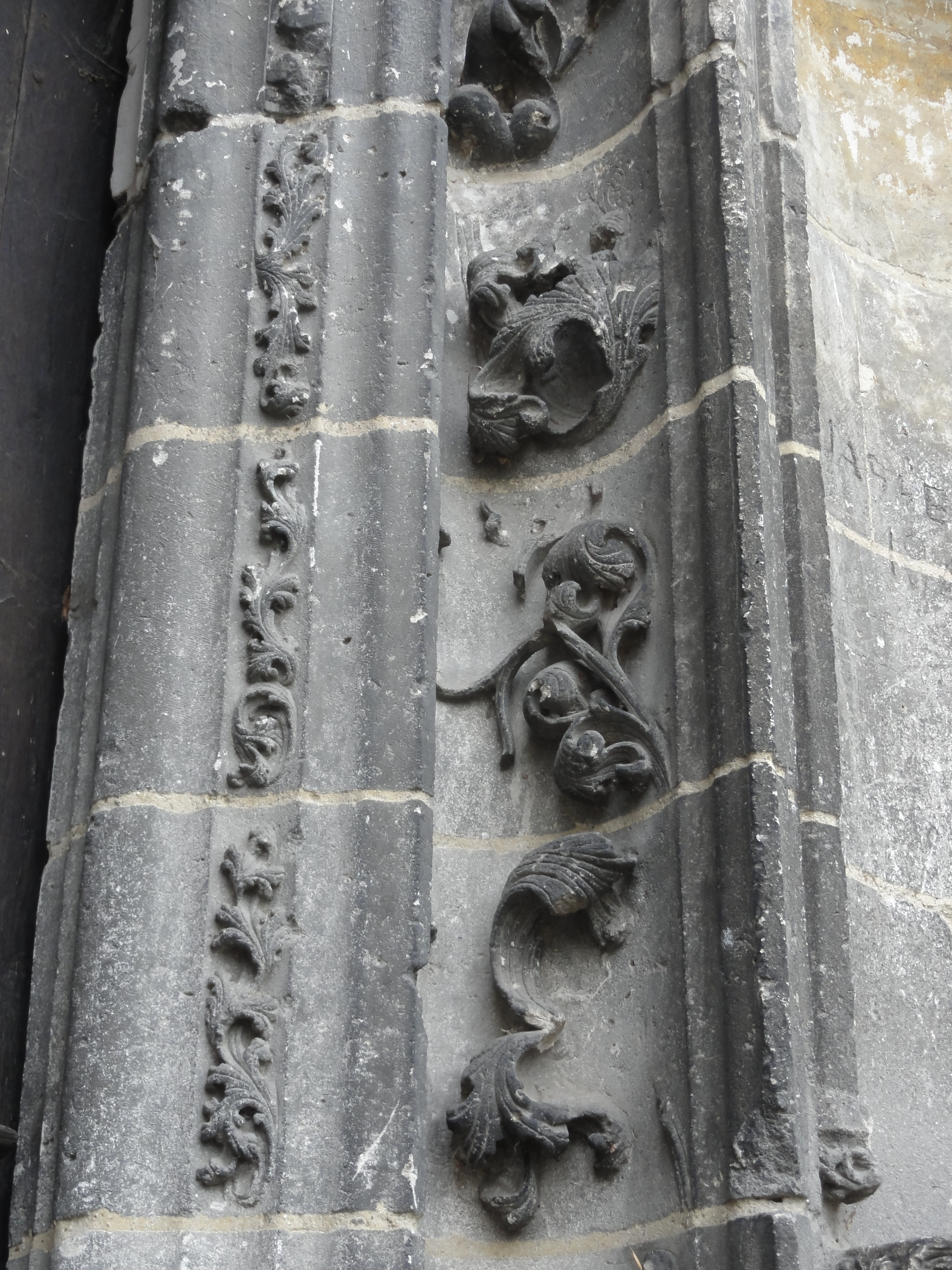
Frise sur le piédroit.

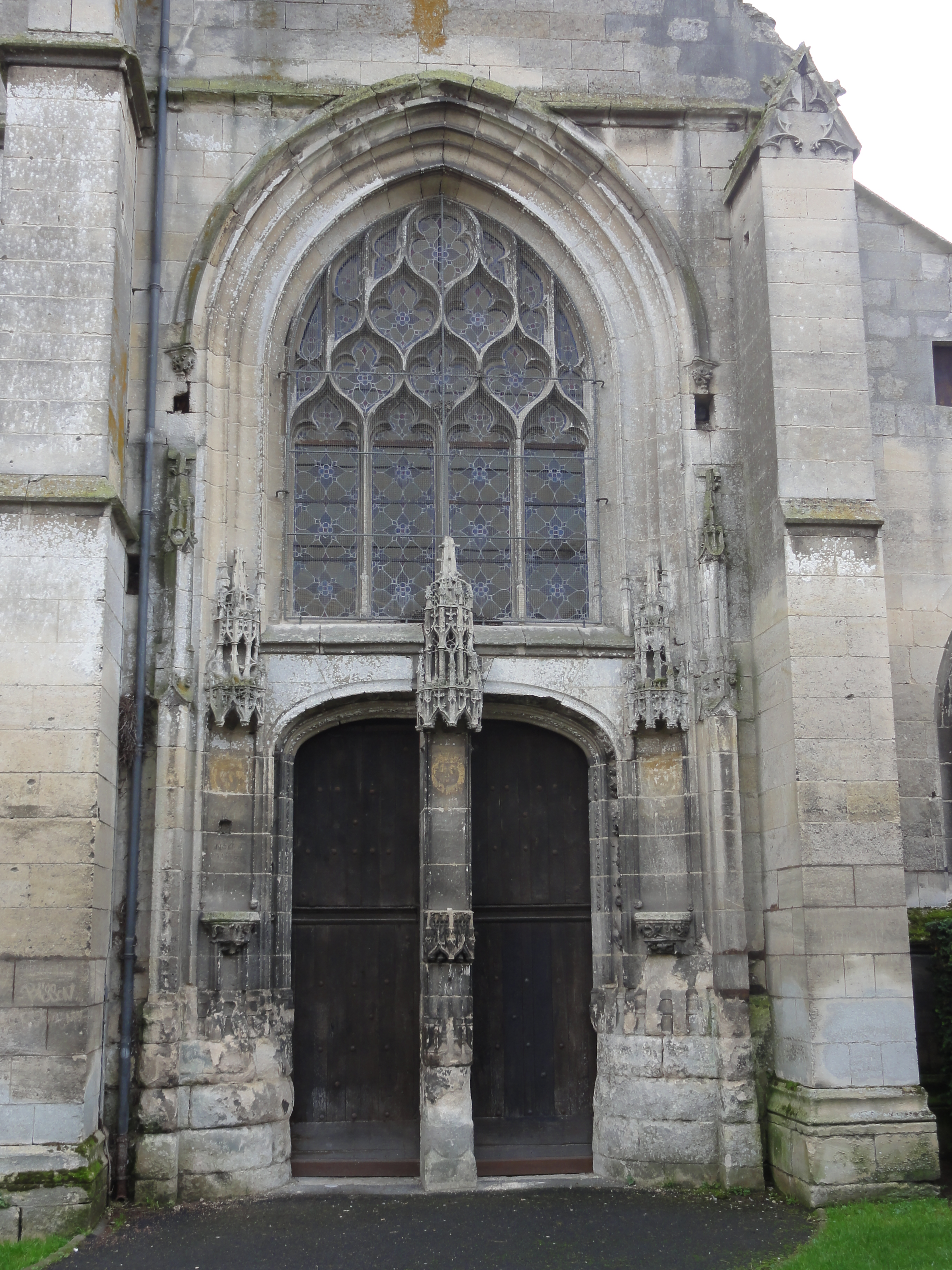
Façade occidentale.

Le portail occidental et la grande baie qui s'ouvre au-dessus occupent presque entièrement le mur occidental de la nef, et forment une entité homogène, selon une tendance à la fois réductrice et unificateur qui se manifeste à la période flamboyante. Le portail est en anse de panier et décoré d'une succession de moulures prismatiques garnies de feuillages et de rinceaux, qui se poursuivent sur les piédroits, et s'arrêtent sur les bases très dégradées portées par de hauts socles frustes. Un trumeau subdivise le portail, et sert de support au dais finement ciselé et au socle d'une niche à statue aujourd'hui vide. En haut de la niche, des armoiries peintes se devinent encore. Des niches semblables cantonnent le portail à gauche et à droite. Ce sont ces niches qui font la véritable richesse de la façade, et qui ont presque monopolisées l'effort des tailleurs de pierre. De fins clochetons plaquées se détachent à gauche et à droite de la composition, et vont jusqu'à mi-hauteur des jambages de la fenêtre. Son réseau a déjà été décrit. Elle est en tiers-point, et pourvu d'un décor relativement sobre, sans accolade ni feuillages : Elle est seulement entourée de larges moulures, et surmontée d'un bandeau retombant sur deux culots. Dominique Vermand loue la conception équilibrée du portail, qui en ferait un petit chef-d'œuvre digne d'intérêt. Le portail est vraisemblablement inspiré du portail occidental de l'église Saint-Pierre de Senlis et du portail méridional de la cathédrale Notre-Dame de Senlis, et appartient au même groupe que les portails de Baron, d'Ève, de Fleurines, de Louvres, de Serans et de Survilliers. À droite du portail, le contrefort est amorti par un chaperon, dont le gâble a été pourvu d'un décor flamboyant, contrairement aux autres contreforts de l'église. Reste à noter que les contreforts au sud sont également à gâble, tandis que les contreforts au nord sont à glacis,.

## Mobilier
L'église renferme trois éléments de mobilier classés monument historique au titre objet :
- Les fonts baptismaux sous la forme d'une cuve baptismale à infusion, en pierre calcaire, et datant du XVIe siècle. Ils se composent de deux blocs, l'un pour le socle, l'autre pour la cuve, qui est de plan ovale. Peu de traces restent de la polychromie d'origine. Les fonts se rapprochent de ceux de Chambly et de Saint-Leu-d'Esserent[24].
- Le tableau peint à l'huile sur toile et représentant l'Annonciation, mesurant 140 cm de haut et 155 cm de large sans le cadre, œuvre de Bernardo Castello daté de 1624[25],[26]. Le cadrage serré donne à penser qu'il s'agit d'un fragment[27].
- Le tableau peint à l'huile sur toile et représentant la Sainte Famille, mesurant 250 cm de haut et 132 cm de large sans le cadre, œuvre attribuée à Simon Vouet ou son entourage, réalisée au milieu du XVIIe siècle lorsque l'artiste habitait Paris[28].

L'église est pauvre en mobilier, mais possède néanmoins plusieurs autres éléments dignes d'intérêt :
- Le tableau peint à l'huile sur toile et représentant saint Pierre, de petites dimensions, d'école française, et peint d'après une œuvre originale de Guido Reni (1575-1624)[29].
- Le tableau peint à l'huile sur toile et représentant saint Louis agenouillé devant un crucifix, œuvre anonyme du début du XIXe siècle offert par la ville de Paris à la commune de Verneuil-en-Halatte en 1829. Il existe à Verneuil une légende tenace qui prétend que le personnage représenté soit le duc Henri de Bourbon-Verneuil, ce que Dominique Vermand dément[30].
- La chaire à prêcher du XIXe siècle, incorporant quatre panneaux et une porte du XVIIe siècle, qui comportent des bas-reliefs. Sur la cuve, l'on voit les quatre Évangélistes accompagnés de leurs attributs : saint Jean avec l'aigle ; saint Marc avec le lion ; saint Matthieu avec le personnage ailé ; et saint Luc avec un bœuf. Sur la porte en haut de l'escalier, apparaît saint Jean le Baptiste tenant un mouton sous un bras[31].

Dans le narthex, la première travée de la nef, sept pierres tombales des XVIIe et XVIIIe siècles sont scellées dans le sol. La plupart sont usées et mal déchiffrables. Deux sont bien conservées, mais mal visibles car cachées habituellement par un tapis et le mobilier de la salle de catéchisme. Ce sont des dalles funéraires sans effigies gravées, dont la première comporte seulement un texte gravé, tandis que l'autre présente en haut un écusson porté par deux lions :
- La dalle funéraire et plaque de fondation de Jean Dumont, curé de Verneuil, mort le 29 mai 1684, qui a donné six cents livres pour l'achat d'une maison pour le vicaire ;
- La dalle funéraire du chevalier Antoine Raymond Hamelin, écuyer et seigneur de La Marlière, mort le 1er juillet 1782 à l'âge de 68 ans. Son frère était chanoine de la cathédrale Notre-Dame de Senlis.

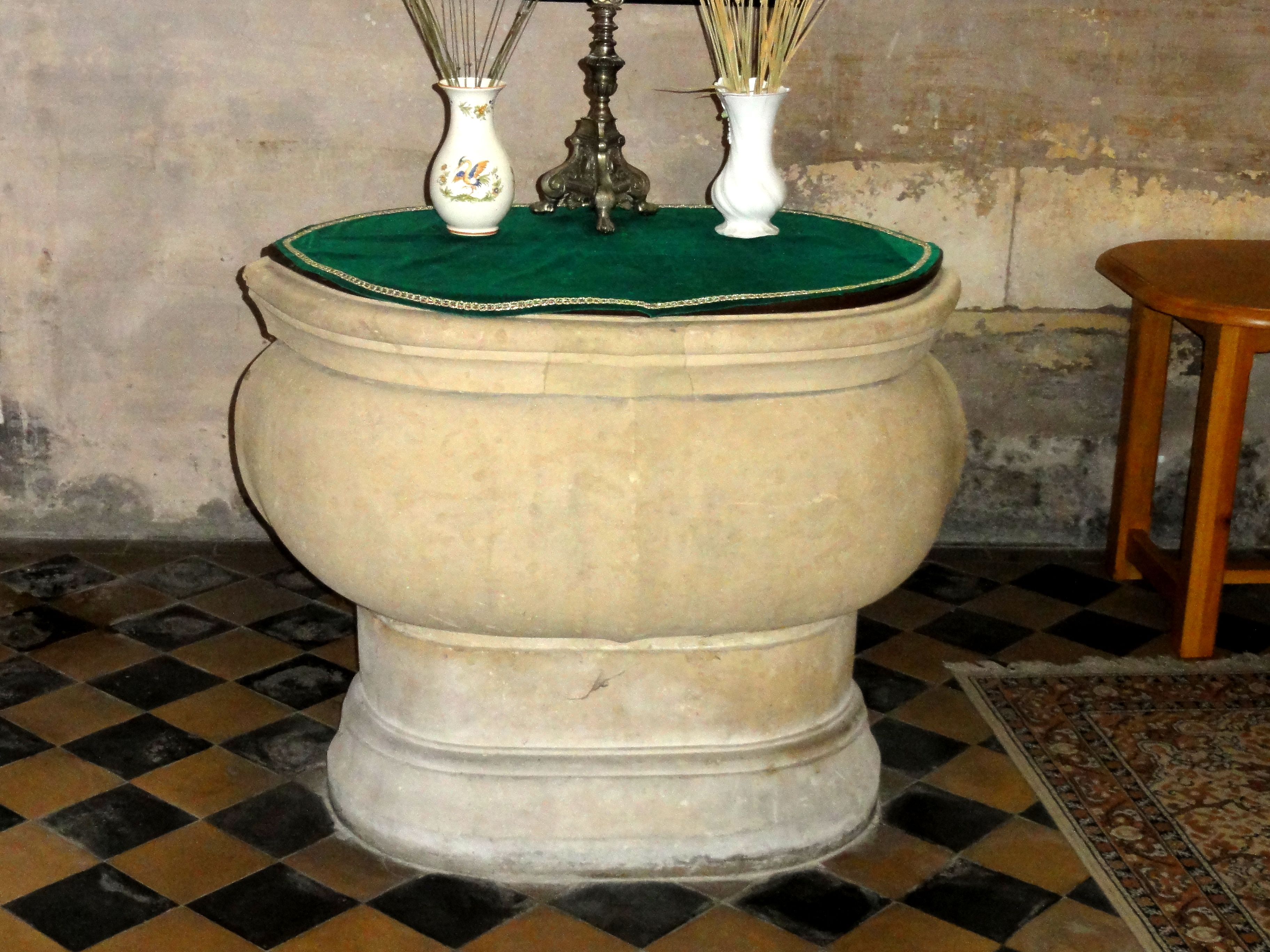
Fonts baptismaux.
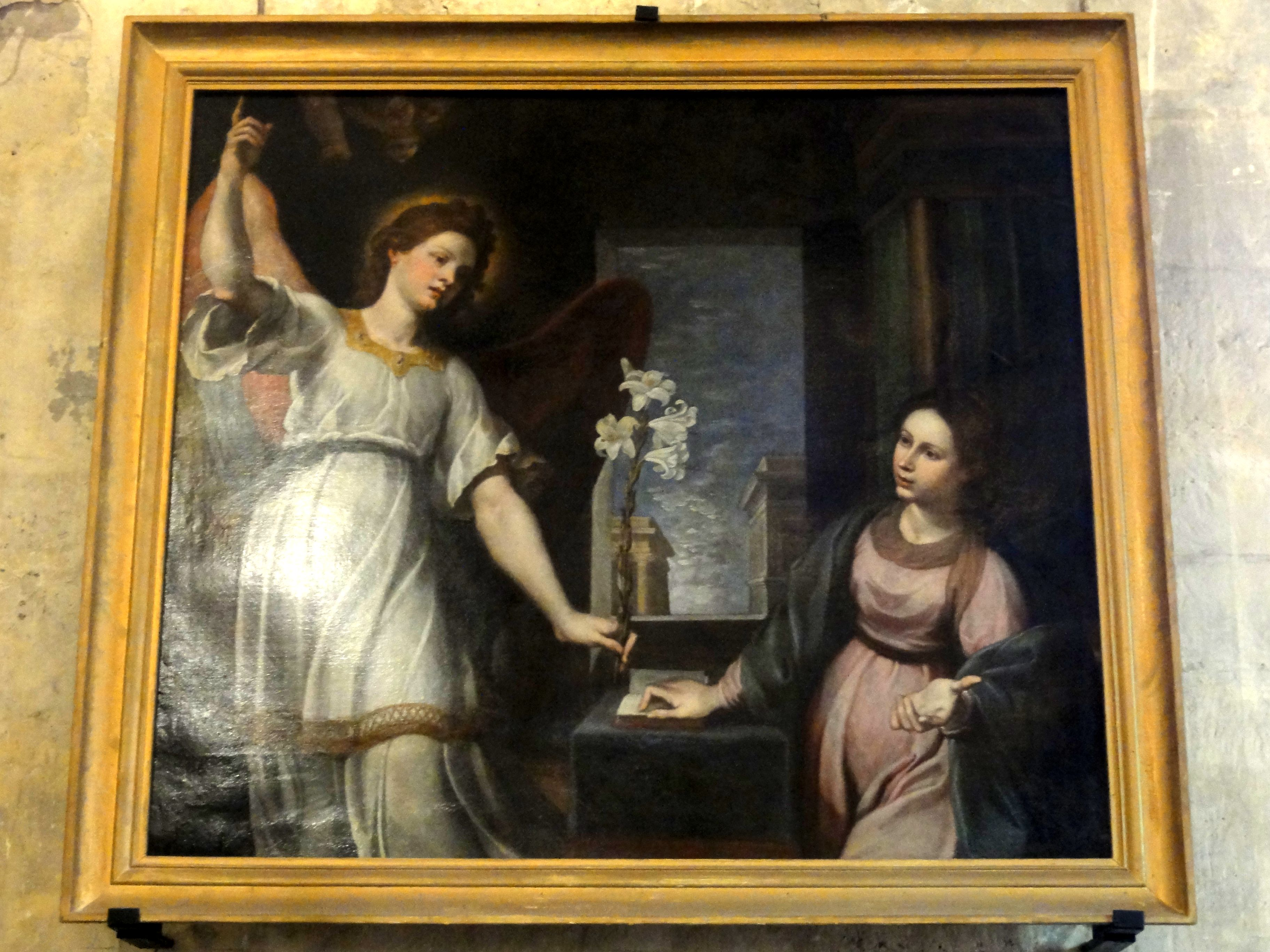
Tableau - Annonciation.
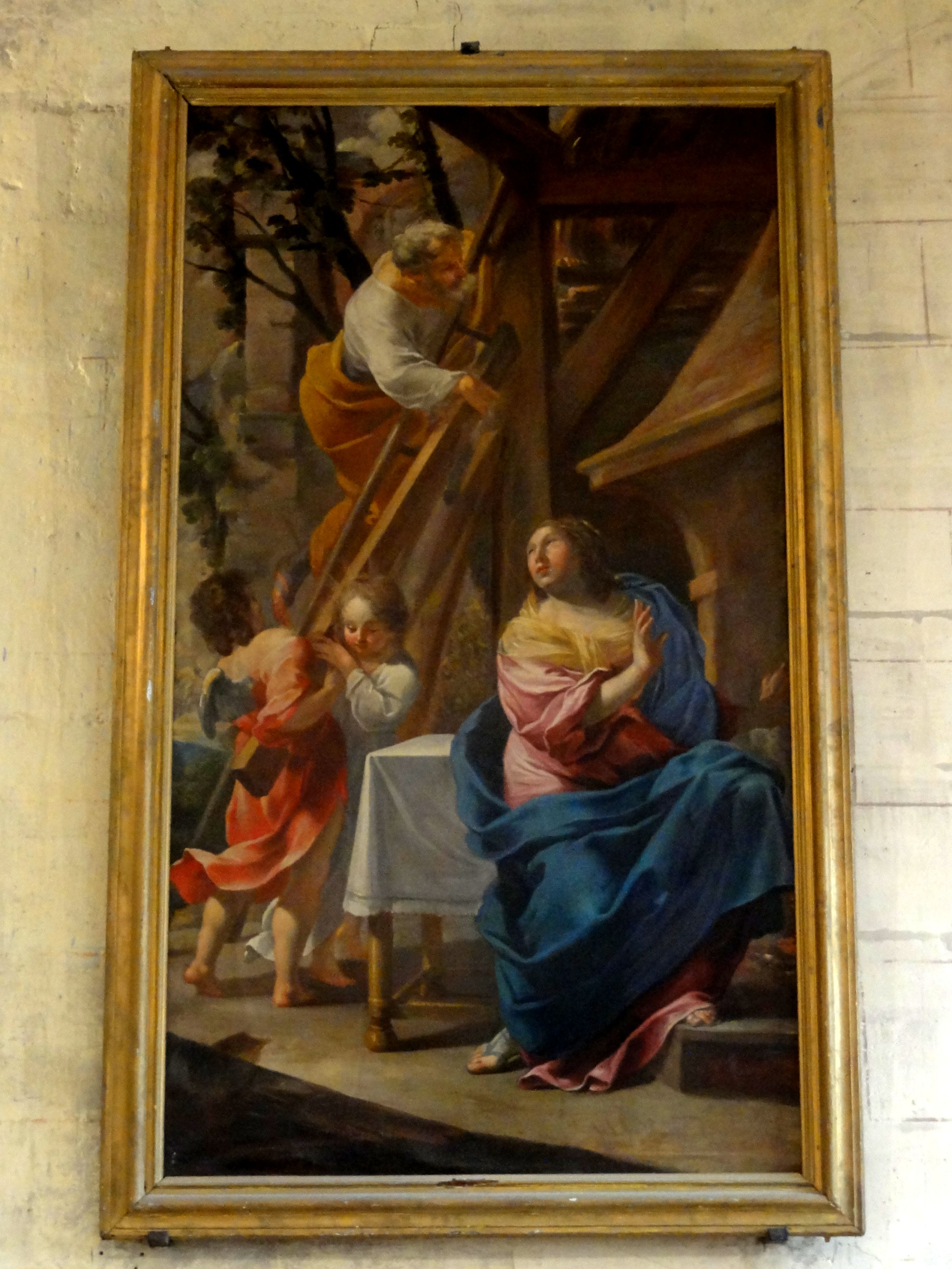
Tableau - Sainte-Famille.
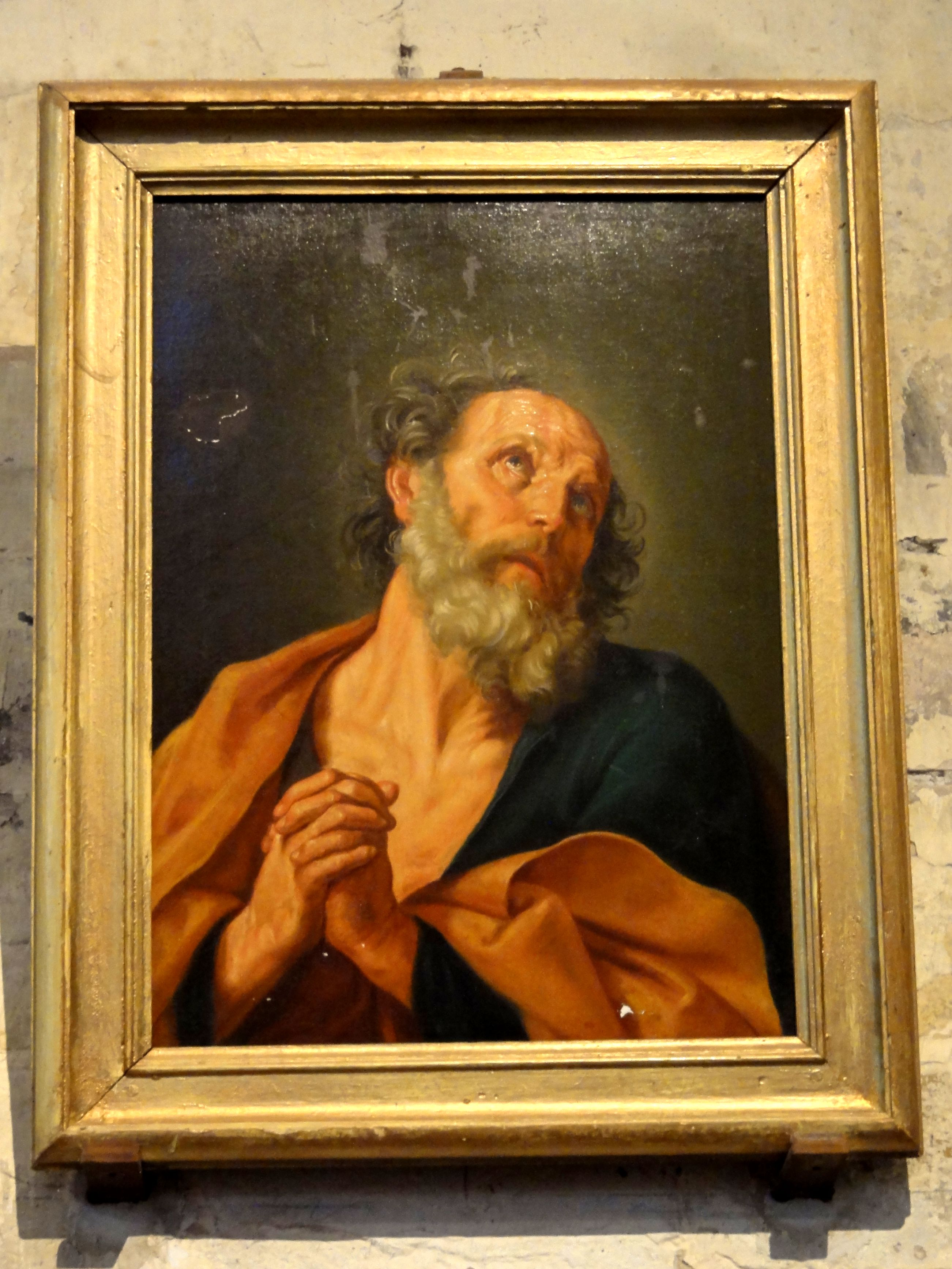
Tableau - Saint Pierre.
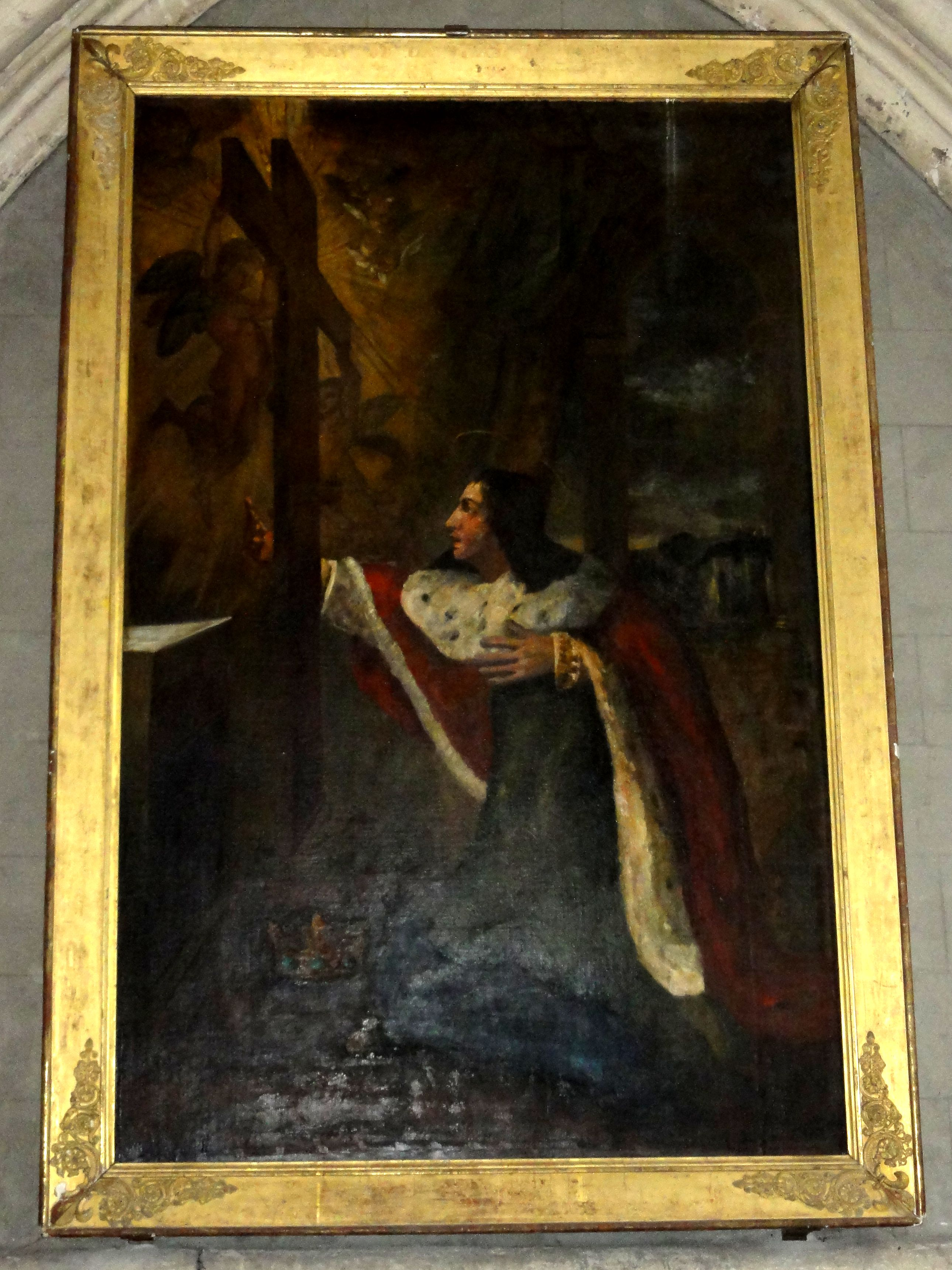
Tableau Saint-Louis.
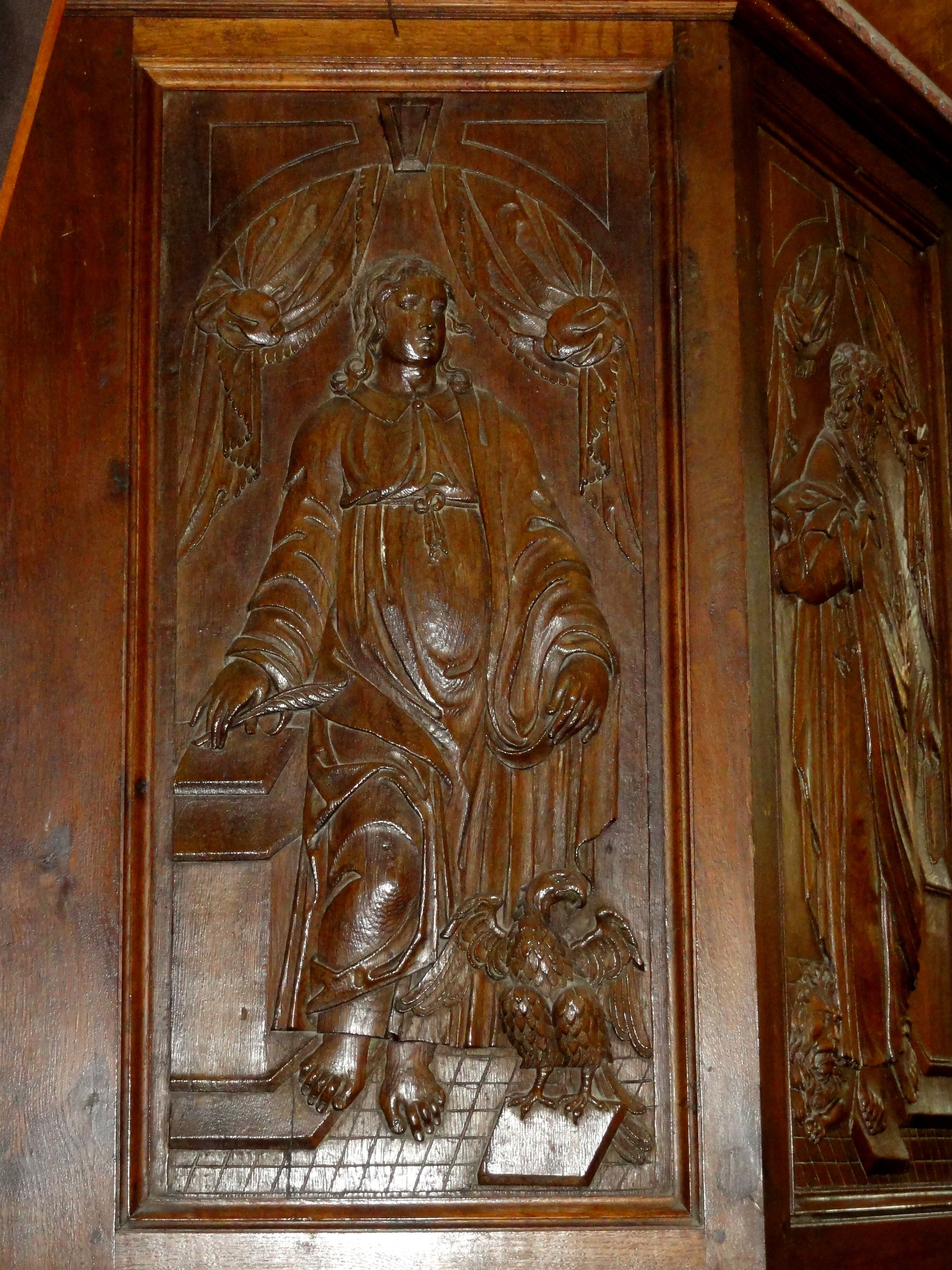
Bas-relief - Saint Jean.